# Lamiaceae
Lamiaceae Martinov, 1820, dette anche Labiate, è una famiglia di piante spermatofite eudicotiledoni dai tipici fiori a forma bilabiata, appartenente all'ordine delle Lamiales. Questa famiglia ha il principale centro di differenziazione nel bacino del Mediterraneo nelle zone degradate della macchia mediterranea e nelle garighe, in terreni rocciosi, calcarei o sabbiosi. Per la presenza di sostanze aromatiche, molte specie di questa famiglia sono usate in cucina come condimento, in profumeria, liquoreria e farmacia.

## Etimologia
Il nome della famiglia deriva dal suo "genere tipo" Lamium (tribù Lamieae). Uno dei primi studiosi dell'antichità ad usare questo nome è stato Gaio Plinio Secondo (Como, 23 – Stabia, dopo l'8 settembre 79), scrittore e naturalista latino, il quale ci indica anche una possibile etimologia: questo termine discenderebbe da un vocabolo greco ”laimos” il cui significato è “fauci – gola”. Ma potrebbe discendere anche da altre parole greche: ”lamos” (= larga cavità), oppure dal nome di una regina libica ”Làmia”. In quest'ultimo caso il collegamento esiste in quanto le mamme greche, per far star buoni i loro bambini, descrivevano questa regina come un mostro capace di ingoiarli (come del resto fa il fiore di queste piante quando un bombo entra nel tubo corollino in cerca del nettare).
Il nome scientifico della famiglia è stato definito inizialmente come "Labiate" (nom.cons.) dal botanico francese Antoine Laurent de Jussieu (1748-1836) nella pubblicazione "Genera Plantarum - 110" del 1789, perfezionato successivamente nel nome attuale (Lamiaceae) dal botanico russo Ivan Ivanovič Martinov (Perevolocna, Governatorato di Poltava, 1771 – San Pietroburgo, 1833) nella pubblicazione "Tekhno-Botanicheskii Slovar': na latinskom i rossiiskom i?azykakh. Sanktpeterburgie - 355" del 1820.

## Descrizione

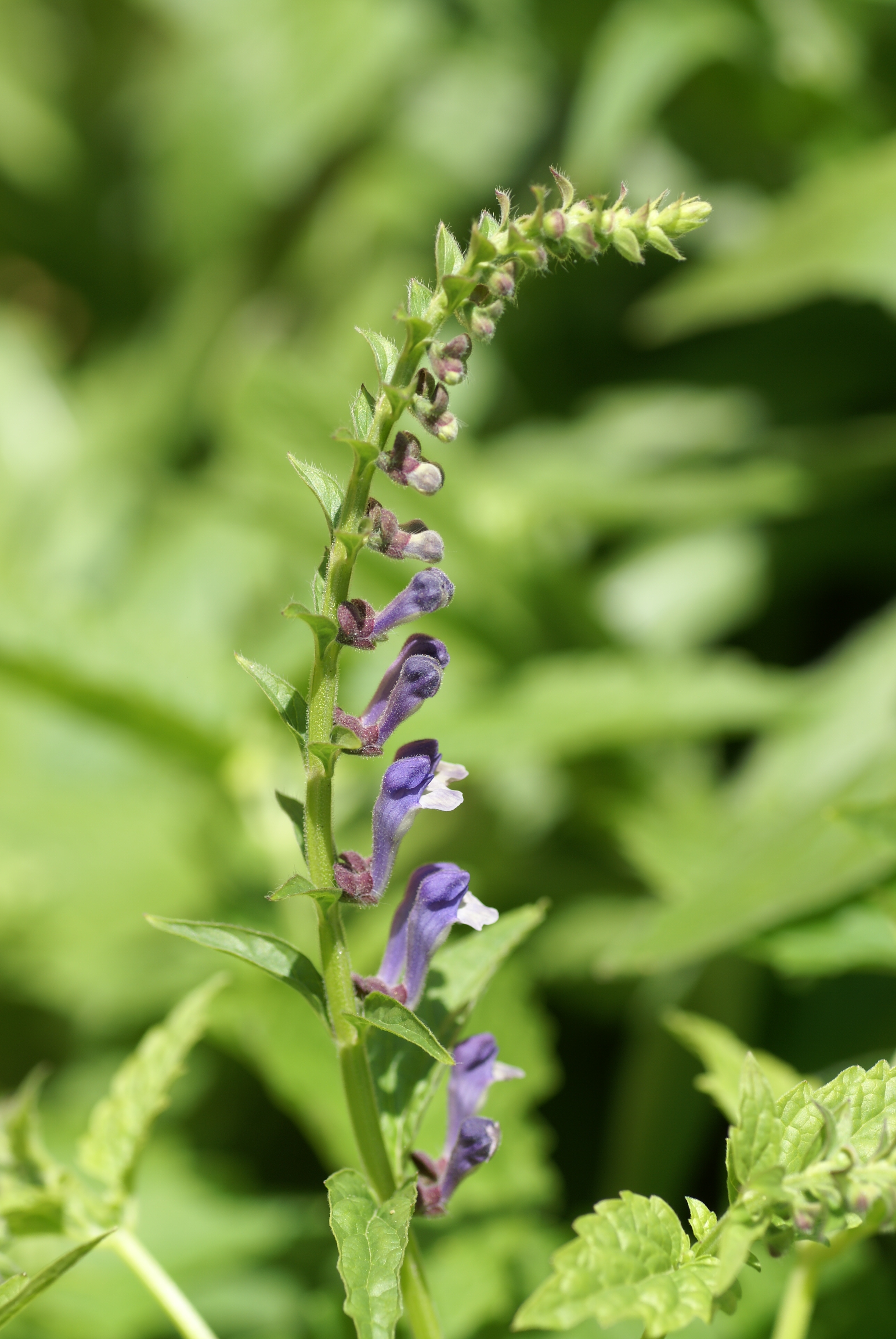
Il portamento
Scutellaria altissima
(Sottofamiglia Scutellarioideae)

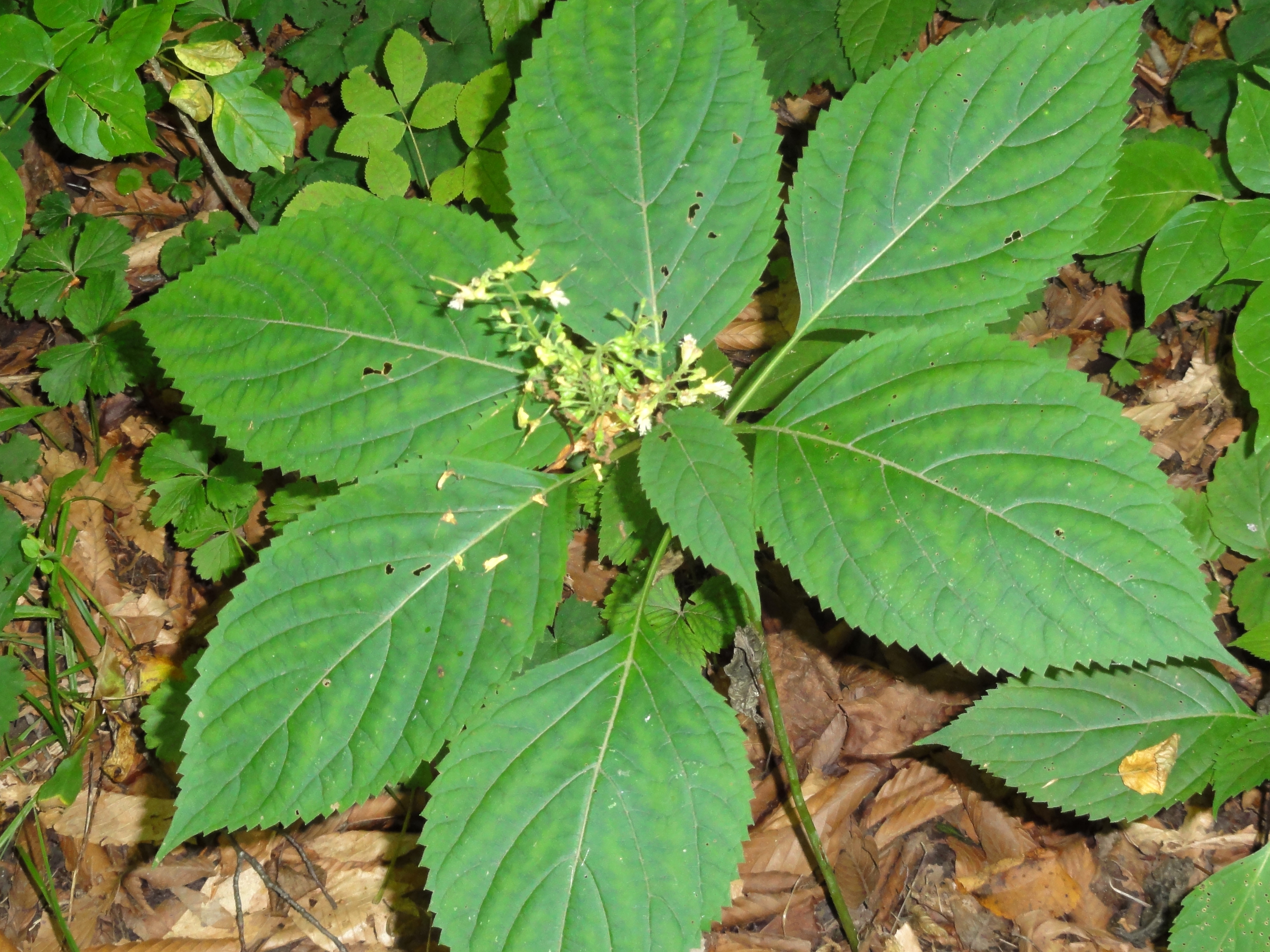
Le foglie
Collinsonia canadensis
(tribù Elsholtzieae)

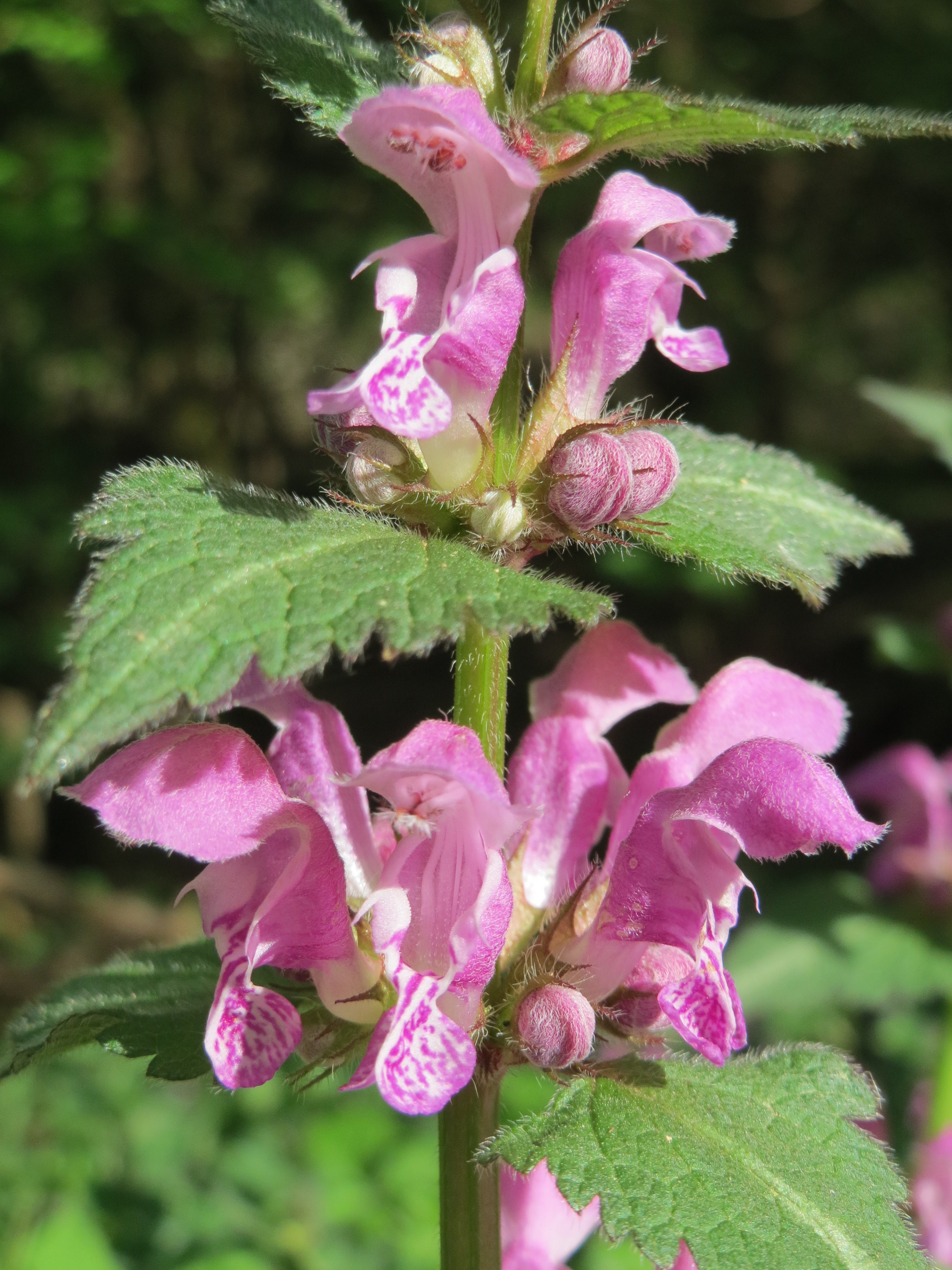
Infiorescnza
Lamium maculatum
(Tribù Lamieae)

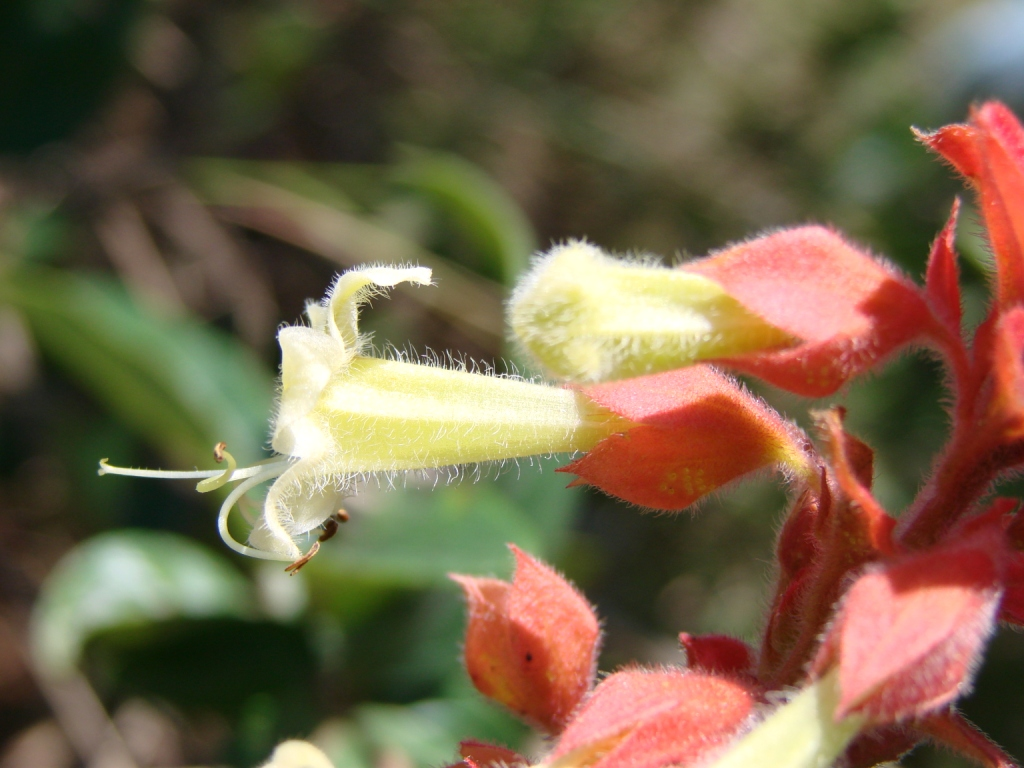
I fiori
Amasonia campestris
(Tribù Ajugoideae)

- Il portamento delle specie di questa famiglia è principalmente erbaceo annuale o perenne. Le forme biologiche prevalenti sono emicriptofite e terofite, ma sono presenti anche forme biologiche camefite, nanofanerofite, cespugliose e a volte arboree (alcune specie indiane come la Colebrookea oppositifolia Sm., la Roylea elegans Wall., e altre), arbustive o lianose, generalmente xerofite. L'indumento in genere è pubescente per peli semplici. Il fusto nelle maggioranza delle specie ha una sezione quadrangolare a causa della presenza di fasci di collenchima posti nei quattro vertici, mentre le quattro facce sono concave. Raramente all'ascelle delle foglie sono presenti delle spine. In alcune specie sono presenti ghiandole contenenti oli eterei che emanano caratteristici aromi e profumi.[3][6][7][8][9][10]
- Le foglie lungo il fusto sono disposte in modo opposto (in genere a due a due), qualche volta si presentano verticillate e decussate. Possono essere sia sessili che picciolate. La forma è varia: da lanceolata a ovata con bordi interi o variamente lobati o dentati. Sono presenti anche foglie di tipo pennato.
- Le infiorescenze sono di tipo tirsoide o racemoso e sono formate da verticilli ascellari sovrapposti. Ogni verticillo è composto da più fiori (da 2 a 20) disposti circolarmente poggianti su due grandi brattee fogliose (o semplicemente delle foglie) lievemente staccate dall'infiorescenza vera e propria. Le brattee del verticillo seguente sono disposte in modo alternato. In alcune specie le forme delle brattee sono subulate, in altre le brattee sono spinose; talvolta sono colorate brillantemente. Possono essere presenti oppure no anche delle bratteole.
- I fiori sono ermafroditi, zigomorfi (soprattutto la corolla) o attinomorfo, tetrameri (4-ciclici), ossia con quattro verticilli (calice – corolla - androceo – gineceo) e pentameri (5-meri: la corolla e il calice sono a 5 parti).

- Formula fiorale. Per la famiglia di queste piante viene indicata la seguente formula fiorale:

X, K (5), [C (2+3), A 2+2] G (2), (supero), drupa, 4 nucule
- Calice: il calice, gamosepalo e più o meno attinomorfo (a volte debolmente zigomorfo), è normalmente formato da 5 lobi uguali o subuguali, diritti e lanceolati o anche triangolari e spinescenti. A volte il calice si presenta debolmente bilabiato, in questo caso i lobi possono essere raggruppati variamente: 2/3, oppure 3/2 oppure 3/2 oppure 1/4 (in quest'ultimo caso il lobo posteriore è quello più corto). Il tubo del calice, a forma da tubolare a campanulata, ha da 5 a 10 e più venature superficiali.

- Corolla: la corolla, gamopetala e zigomorfa, ha la forma di un tubo dilatato nella parte distale e termina con due evidenti labbra con 5 lobi (con struttura 2/3; ma sono possibili anche altre conformazioni). Il labbro posteriore (in realtà quello superiore) è corto o moderatamente allungato, a forma di cappuccio, con bordo intero o smarginato (a volte è anche mucronato). Il labello (il labbro inferiore) è piatto ed ha un portamento patente e in generale è formato da tre lobi con quello centrale più grande; altre volte i tre lobi sono uguali. Casi particolari si hanno nei generi Mentha, Lycopus e Ocimum nei quali la corolla è apparentemente attinomorfa a 4 lobi; oppure nei generi Ajuga e Teucrium dove il labbro superiore è assente. La corolla a volte può presentarsi densamente pubescente. Le fauci internamente sono circondate (oppure no) da un anello di peli (caratteristica comune a molte "labiate" che ha lo scopo di impedire l'accesso ad insetti più piccoli e non adatti all'impollinazione). I colori della corolla sono moltissimi.

- Androceo: l'androceo possiede quattro stami didinami tutti fertili (raramente quelli posteriori sono sterili) e inclusi o sporgenti dalle fauci della corolla e posizionati sotto il labbro superiore. Nei generi Lycopus, Salvia, Rosmarinus e Ziziphora gli stami sono ridotti a due. I filamenti sono adnati alla corolla. Le antere sono ravvicinate a coppie; possono essere sia glabre (raramente) che pubescenti. Le teche sono 2 (biloculari) e poco o ben distinte; sono inoltre parallele o divergenti; la deiscenza è longitudinale (raramente è a valve). I granuli pollinici sono del tipo da tricolpato a esacolpato. Il nettario a forma di disco o con lobi è ben sviluppato e abbondante.

- Gineceo: l'ovario, profondamente 4-lobato, è supero formato da due carpelli saldati (ovario bicarpellare) ed è 4-loculare per la presenza di falsi setti divisori all'interno dei due carpelli. La placentazione è assile. Gli ovuli sono 4 (uno per ogni presunto loculo), hanno un tegumento e sono tenuinucellati (con la nocella, stadio primordiale dell'ovulo, ridotta a poche cellule). Lo stilo inserito alla base dell'ovario (stilo ginobasico) oppure capitato è del tipo filiforme. Lo stigma è bifido con lobi uguali o leggermente ineguali.

- Il frutto è uno schizocarpo composto da 4 nucule (o due per aborto delle altre) secche o carnose, arrotondate o anche alate all'apice e a volte piatte e/o troncate; la superficie può essere liscia, glabra o pubescente o tubercolata. I frutti spesso rilasciano i semi (generalmente sprovvisti di endosperma) con facilità (sono fragili).

## Riproduzione
- Impollinazione: l'impollinazione avviene tramite insetti (impollinazione entomogama) tipo ditteri e imenotteri come api, bombi e vespe, ma anche farfalle, falene, mosche, coleotteri e anche uccelli.[9][10]
- Riproduzione: la fecondazione avviene fondamentalmente tramite l'impollinazione dei fiori (vedi sopra).
- Dispersione: i semi cadendo a terra (dopo essere stati trasportati per alcuni metri dal vento – disseminazione anemocora) sono successivamente dispersi soprattutto da insetti tipo formiche (disseminazione mirmecoria).[13] I semi hanno una appendice oleosa (elaisomi, sostanze ricche di grassi, proteine e zuccheri) che attrae le formiche durante i loro spostamenti alla ricerca di cibo.[14] I semi delle specie con frutto tipo drupa sono dispersi da uccelli e mammiferi.[6]

## Distribuzione e habitat
La tabella seguente indica per ogni sottofamiglia la distribuzione principale e l'habitat più usuale:
| Sottofamiglia     | Distribuzione                          | Habitat                                             |
| ----------------- | -------------------------------------- | --------------------------------------------------- |
| Ajugoideae        | Cosmopolita                            | Da temperato a tropicale                            |
| Lamioideae        | Cosmopolita                            | Soprattutto temperato                               |
| Nepetoideae       | Cosmopolita                            | Da temperato a quello caldo e tropicale             |
| Prostantheroideae | Endemica dell'Australia                | Ambienti asciutti sia subtropicali che temperati    |
| Scutellarioideae  | Subcosmopolita (Europa, Africa e Asia) | Da mediterraneo a quello subtropicale               |
| Symphorematoideae | Asia sud-orientale                     | Tropicale e subtropicale                            |
| Viticoideae       | Dall'Asia orientale fino all'Australia | Sia temperato che tropicale (climi umidi o secchi). |

## Tassonomia
Fin dalla sua prima classificazione (1789) questa famiglia si è presentata unitaria e compatta per merito di un carattere che collega tutte le piante di questo gruppo, che già i botanici del XVII avevano notato: "che hanno il fiore nella parte superiore diviso in due labbri, per il che da tali botanici chiamavasi labbruto ".
Le Lamiaceae sono descritte all'interno dell'ordine delle Lamiales. Le Lamiales (secondo la recente classificazione filogenetica del gruppo APG) appartengono al clade Euasteridi I che insieme al clade Euasteridi II formano il gruppo monofilerico Asteridi caratterizzato dall'avere i fiori con stami epipetali e in numero uguale (o inferiore) ai lobi della corolla e un gineceo formato da due carpelli fusi tra di loro. Le Lamiales (nel clade Euasteride I) sono classificate insieme agli ordini Solanales e Gentianales con fiori a corolla simpetala. All'interno delle Lamiales, le cui specie sono caratterizzate soprattutto per la presenza di oligosaccaridi e la produzione di flavoni 6-ossigenati, la famiglia Lamiaceae occupa una posizione più interna (core) del gruppo insieme alle famiglie Orobanchaceae e Paulowniaceae.

### Caratteri distintivi della famiglia
Elenco dei caratteri distintivi delle specie della famiglia:
- fusti spesso con sezione quadrata;
- peli ghiandolari capitati con oli eterei;
- peli semplici multicellulari;
- foglie a disposizione opposta;
- stipole assenti;
- infiorescenza con asse principale indefinito e assi laterali definiti;
- sepali 5 connati;
- petali 5 connati, normalmente bilabiati;
- stami 4 didinami (talora ridotti a 2);
- filamenti adnati alla corolla;
- ovario supero, biloculare (ma apparentemente tetraloculare per la presenza di falsi setti);
- stilo terminale o ginobasico;
- stigmi due sottili;
- ovuli 2 per carpello;
- frutto indeiscente a drupa con 1 - 4 nucule.

### Filogenesi

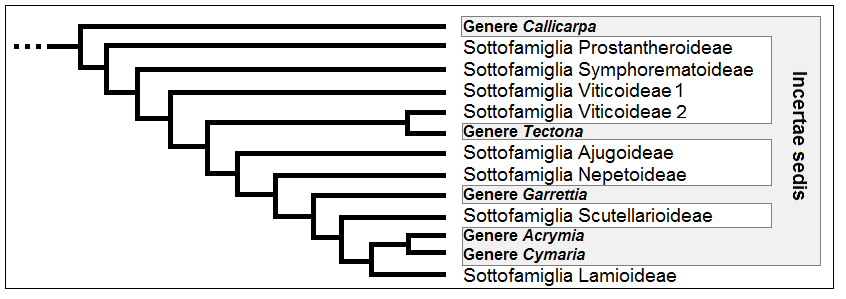
Cladogramma della famiglia

La famiglia è considerata monofiletica sia da un punto di vista morfologico per la sua principale sinapomorfia (gli ovuli sono attaccati lateralmente) e sia molecolare per le varie analisi filogenetiche sul DNA delle varie specie della famiglia. In questi ultimi studi sono state riviste diverse circoscrizioni del passato come l'inclusione di molti generi tradizionalmente collocati nella famiglia Verbenaceae. Tuttavia sono ancora da risolvere alcune relazioni nel suo interno come la posizione della sottofamiglia Prostantheroideae o la parafilia della sottofamiglia Viticoideae (con il suo genere Vitex), e rimangono in sospeso ancora una decina di generi incertae sedis.
All'interno della famiglia sono stati individuati diversi gruppi (= sottofamiglie) quasi tutti monofiletici:

Ajugoideae: questa sottofamiglia da un punto di vista filogenetico, all'interno delle Lamiaceae, occupa una posizione mediana: è "gruppo fratello" del resto della famiglia composta dalle sottofamiglie Nepetoideae, Scutellarioideae e Lamioideae; il probabile periodo di formazione di questo gruppo varia da 30 a 15 milioni di anni fa; è considerata monofiletica a causa delle drupe con 4 noccioli, dello stilo non persistente, e del polline con columelle ramificate;

Lamioideae: Lamioideae è "gruppo fratello" della sottofamiglia Scutellarioideae e insieme occupano la parte più interna della famiglia ("core"); tutte le tribù di questo gruppo risultano monofiletiche, mentre diversi generi rimangono ancora para- o polifiletici;

Nepetoideae: questo gruppo si è formato nel Cretacico (circa 70 milioni di anni fa); tra il Paleocene e l'Eocene (circa 55 milioni di anni fa) si sono separate le tribù Ocimeae e Elsholtzieae, mentre appena più tardi (45 milioni di anni fa) si è formata la tribù Mentheae; per ultimo, circa 40 milioni di anni fa, la tribù Lavanduleae si è divisa dalla tribù Ocimeae; la monofilia di questo gruppo è confermata dai granuli pollinici esacolpati;

Prostantheroideae: all'interno della famiglia Lamiaceae la sottofamiglia Prostantheroideae viene collocata da alcuni studi in una posizione basale (come "gruppo fratello" dell'intera famiglia); secondo altri studi invece occupa una posizione più intermedia tra le sottofamiglie Ajugoideae e Nepetoideae; entrambe le tribù della sottofamiglia sono monofiletiche, mentre i generi Pityrodia, Hemigenia e Microcorys sono parafiletici;

Scutellarioideae: Scutellarioideae è monofiletica ed occupa una posizione centrale nella famiglia Lamiaceae tra le sottofamiglie Nepetoideae e Lamioideae; all'interno della sottofamiglia il genere monotipo Wenchengia è "gruppo fratello" del resto dei generi, all'interno dei quali l'altro genere monotipo Holmskioldia è a sua volta "gruppo fratello" del clade formato dai generi Scutellaria e Tinnea; la monofilia di questo gruppo è caratterizzato dai lobi del calice arrotondati e le nucule del frutto con escrescenze tubercolati o piumose;

Symphorematoideae: questa sottofamiglia occupa una posizione basale tra la sottofamiglia Prostantheroideae e la sottofamiglia Viticoideae;

Viticoideae: in base agli ultimi studi filogenetici all'interno della famiglia Lamiaceae la sottofamiglia Viticoideae, da un punto di vista filogenetico, occupa una posizione intermedia tra la sottofamiglia Symphorematoideae e la sottofamiglia Ajugoideae. L'età nella quale questo clade si è separato dal resto della famiglia è valutata tra i 30 e i 15 milioni di anni fa; inoltre la sottofamiglia non è monofiletica: la posizione del genere Vitex nel suo interno è ancora da risolvere; il genere Tectona L. f., 1781 con 4 specie distribuite nell'Asia del sud-est, attualmente considerato "incertae sedis", potrebbe essere incluso nel gruppo; anche i rapporti tra i generi Teijsmanniodendron e Vitex risultano poco chiari.

Il cladogramma a lato tratto dallo studio citato e semplificato mostra la posizione filogenetica delle sottofamiglie e di alcuni generi "incertae sedis".
Carattere sinapomorfico: gli ovuli sono attaccati lateralmente (sui falsi setti della placenta).

### Elenco delle sottofamiglie-tribù-sottotribù
La famiglia è suddivisa in 7 sottofamiglie, 16 tribù, 9 sottotribù, 235 generi e circa 6 840 specie (sono da aggiungere alcuni generi incertae sedis):
| Sottofamiglia     | Tribù | Sottotribù                                          |
| ----------------- | --- | --------------------------------------------------- |
| Ajugoideae        | --- | ---                                                 |
| Lamioideae        | Gomphostemmateae Lamieae Leucadeae Leonureae Marrubieae Paraphlomideae Phlomideae Pogostemoneae Stachydeae Synandreae | --                                                  |
| Nepetoideae       | Elsholtzieae Lavanduleae                                                                                              | --                                                  |
| Nepetoideae       | Mentheae | Menthinae Nepetinae Salviinae Lycopinae Prunellinae |
| Nepetoideae       | Ocimeae | Hanceolinae Hyptidinae Ociminae Plectranthinae      |
| Prostantheroideae | Chloantheae Westringieae                                                                                              |                                                     |
| Scutellarioideae  | --- | ---                                                 |
| Symphorematoideae | --- | ---                                                 |
| Viticoideae       | --- | ---                                                 |

### Elenco dei generi della famiglia
Per ogni sottofamiglia sono indicati i generi, con il numero delle specie, suddivisi per tribù e sottotribù.

#### Sottofamiglia Ajugoideae
La sottofamiglia Ajugoideae Kostel., 1834 comprende 24 generi e oltre 1 000 specie:
- Aegiphila Jacq., 1767 (116 specie)
- Ajuga L., 1753 (Oltre 50 specie)
- Amasonia L.f., 1781 (8 specie)
- Amethystea L., 1753 (Una specie)
- Caryopteris Bunge, 1835 (7 specie)
- Clerodendrum L., 1753 (Da 400 a 500 specie)
- Faradaya F. Muell., 1865 (3 specie)
- Discretitheca P.D. Cantino, 1999 (Una specie)
- Glossocarya  Wall. ex Griff., 1843 (Da 9 a 13 specie)
- Hosea Ridl., 1908 (Una specie)
- Huxleya Ewart, 1912 (Una specie)
- Karomia Dop., 1932 (9 specie)
- Monochilus Fisch. & C.A. Mey., 1835 (2 specie)
- Oncinocalyx F. Muell., 1883 (Una specie)
- Oxera Labill., 1824 (21 specie)
- Pseudocaryopteris P.D. Cantino, 1999 (3 specie)
- Rotheca Raf., 1838 (Da 50 a 60 specie)
- Rubiteucris Kudò, 1929 (2 specie)
- Schnabelia Hand.-Mazz., 1921 (5 specie)
- Spartothamnella Briq.,1895 (3 specie)
- Teucridium Hook.f., 1853 (Una specie)
- Teucrium L., 1753 (Circa 250 specie)
- Trichostema L., 1753 (17 specie)
- Tripora P.D. Cantino, 1999 (Una specie)

#### Sottofamiglia Lamioideae

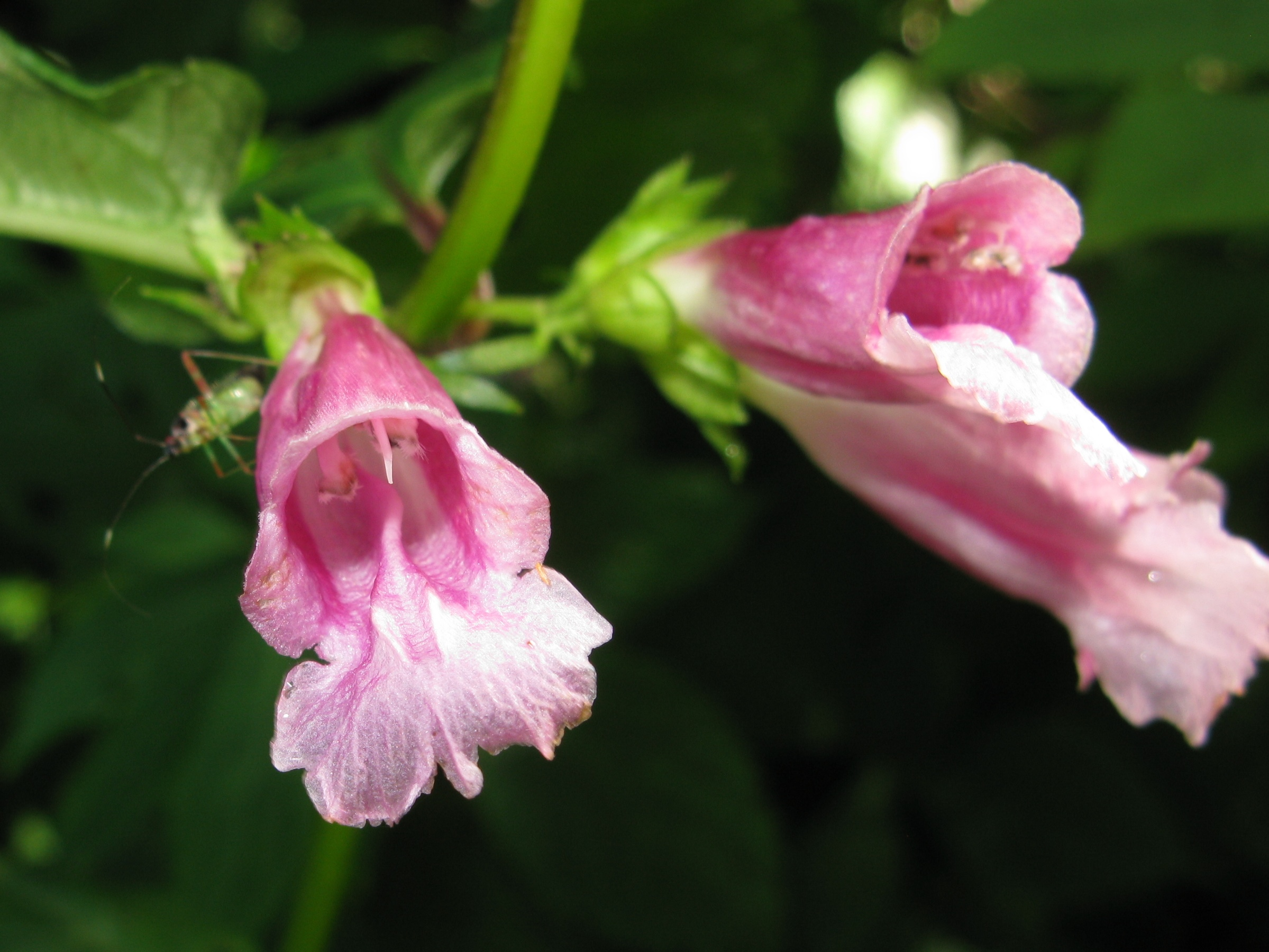
Chelonopsis moschata (Tribù Gomphostemmateae)
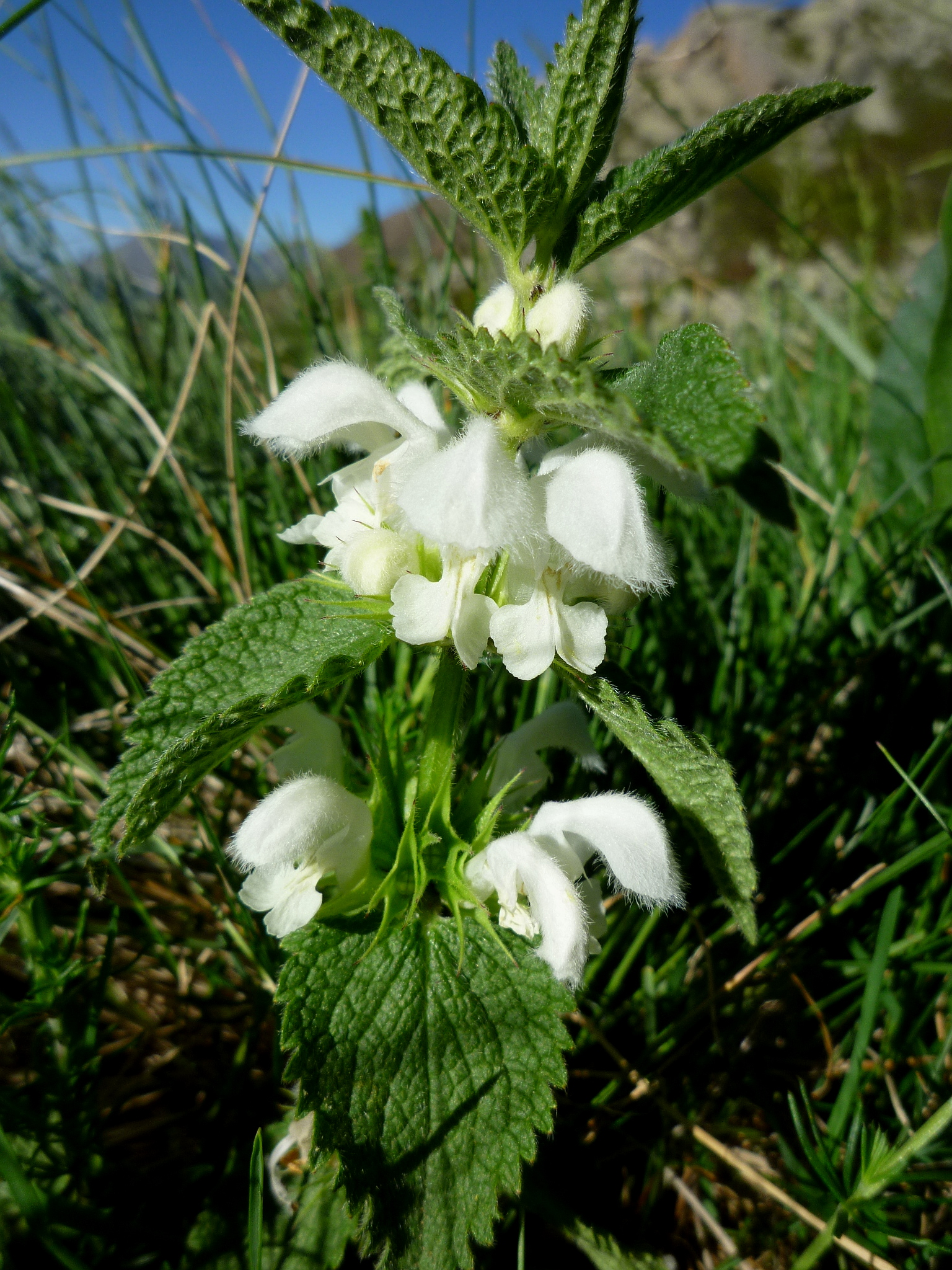
Lamium album (Tribù Lamieae)
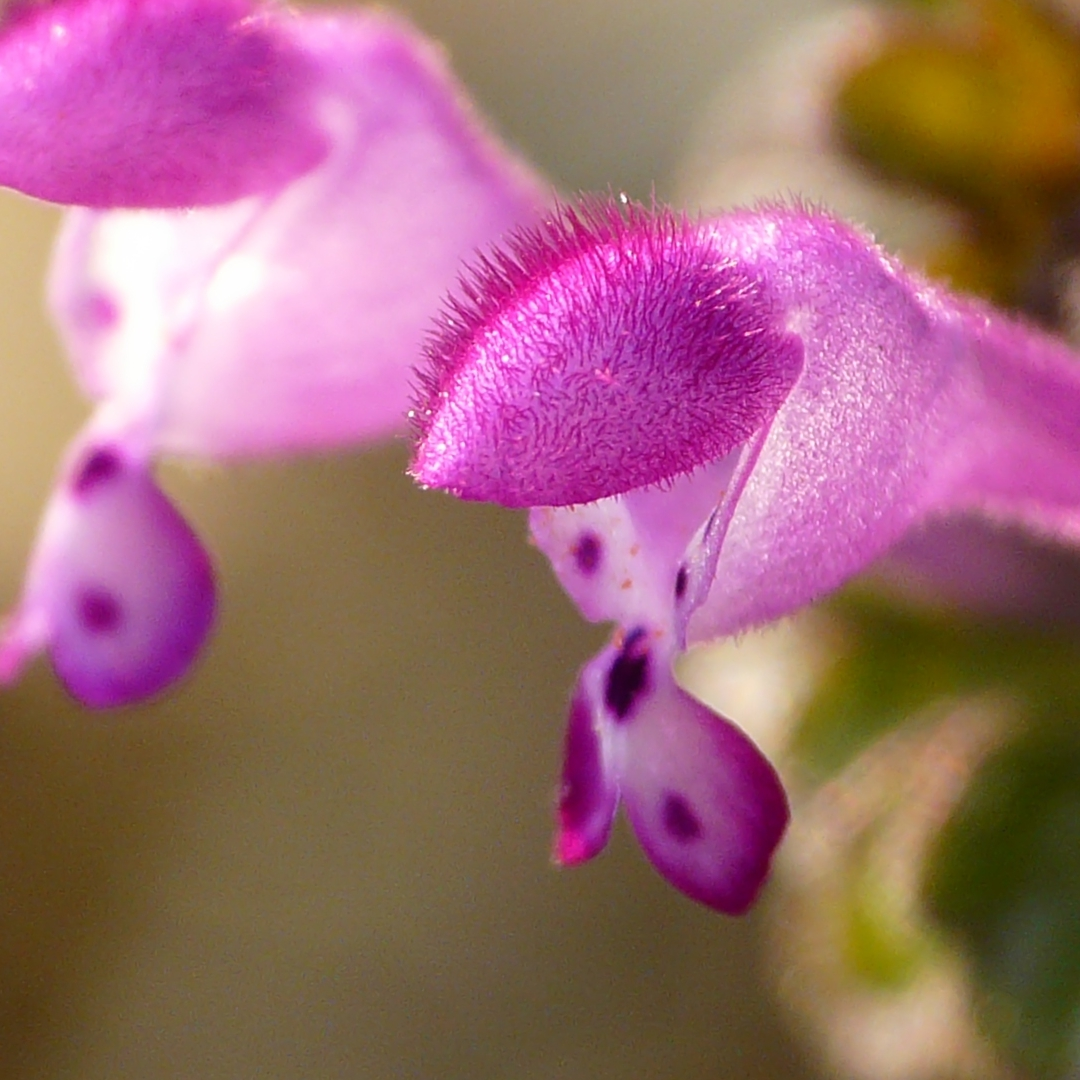
Lamium amplexicaule (Tribù Lamieae)
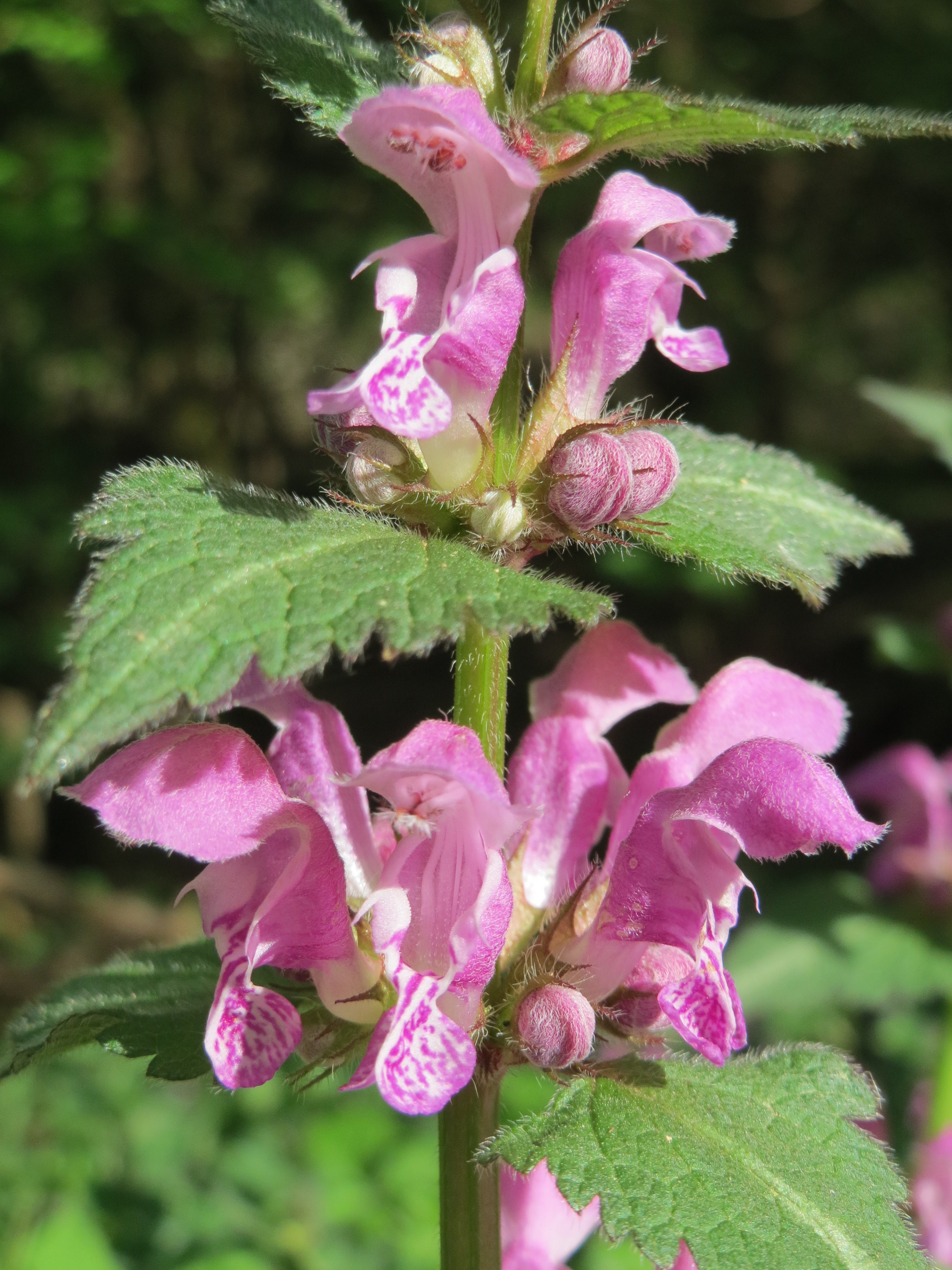
Lamium maculatum (Tribù Lamieae)
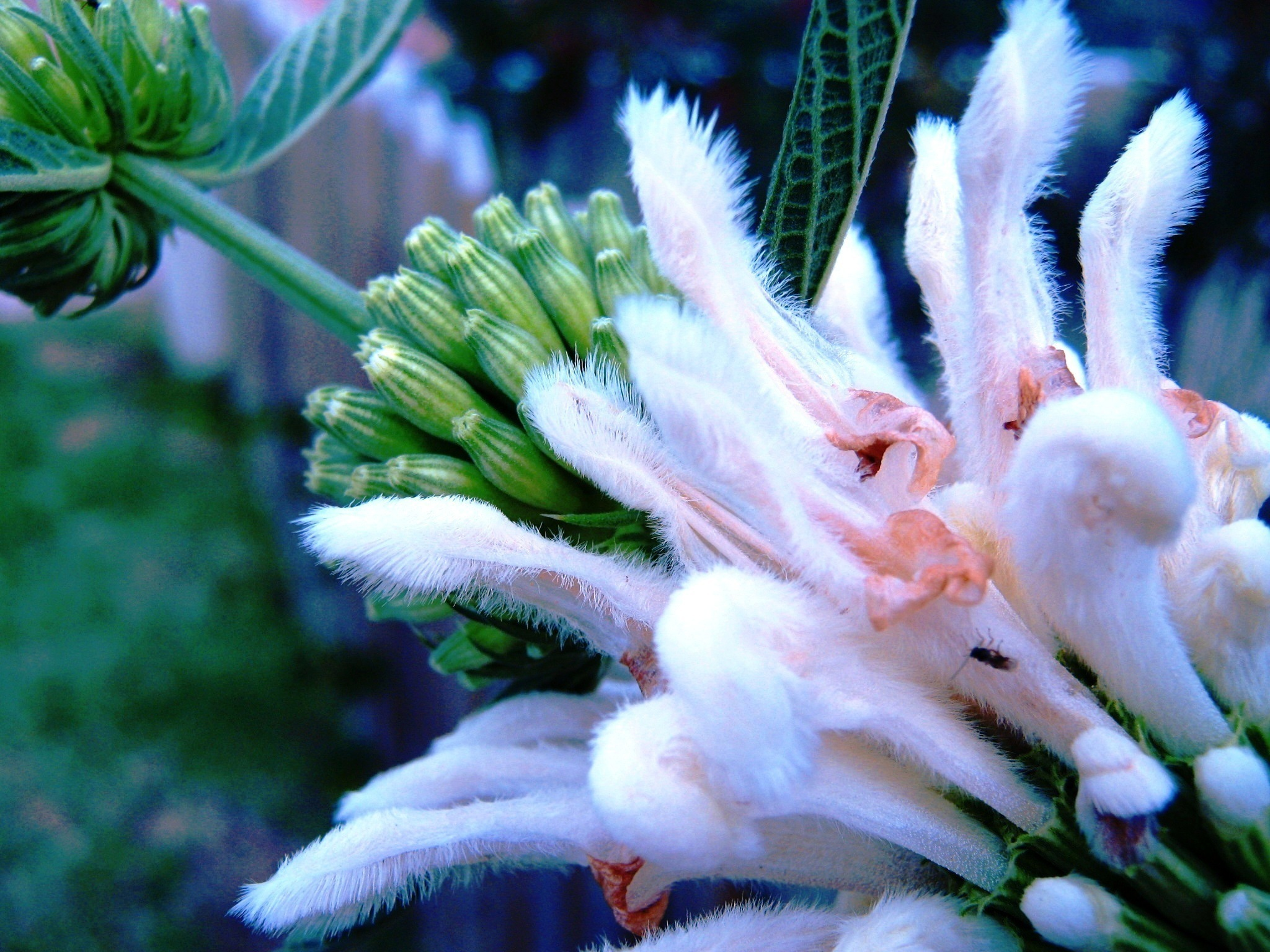
Leonitis leonurus (Tribù Leucadeae)
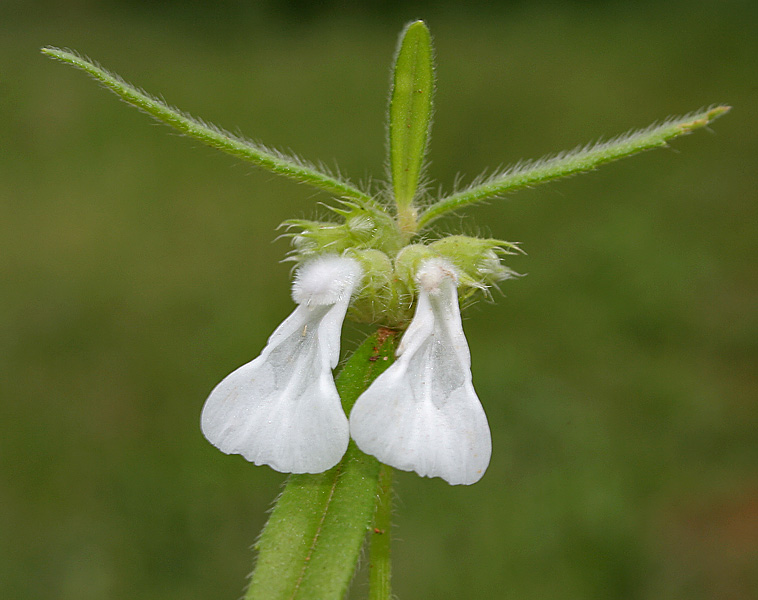
Leucas longifolia (Tribù Leucadeae)
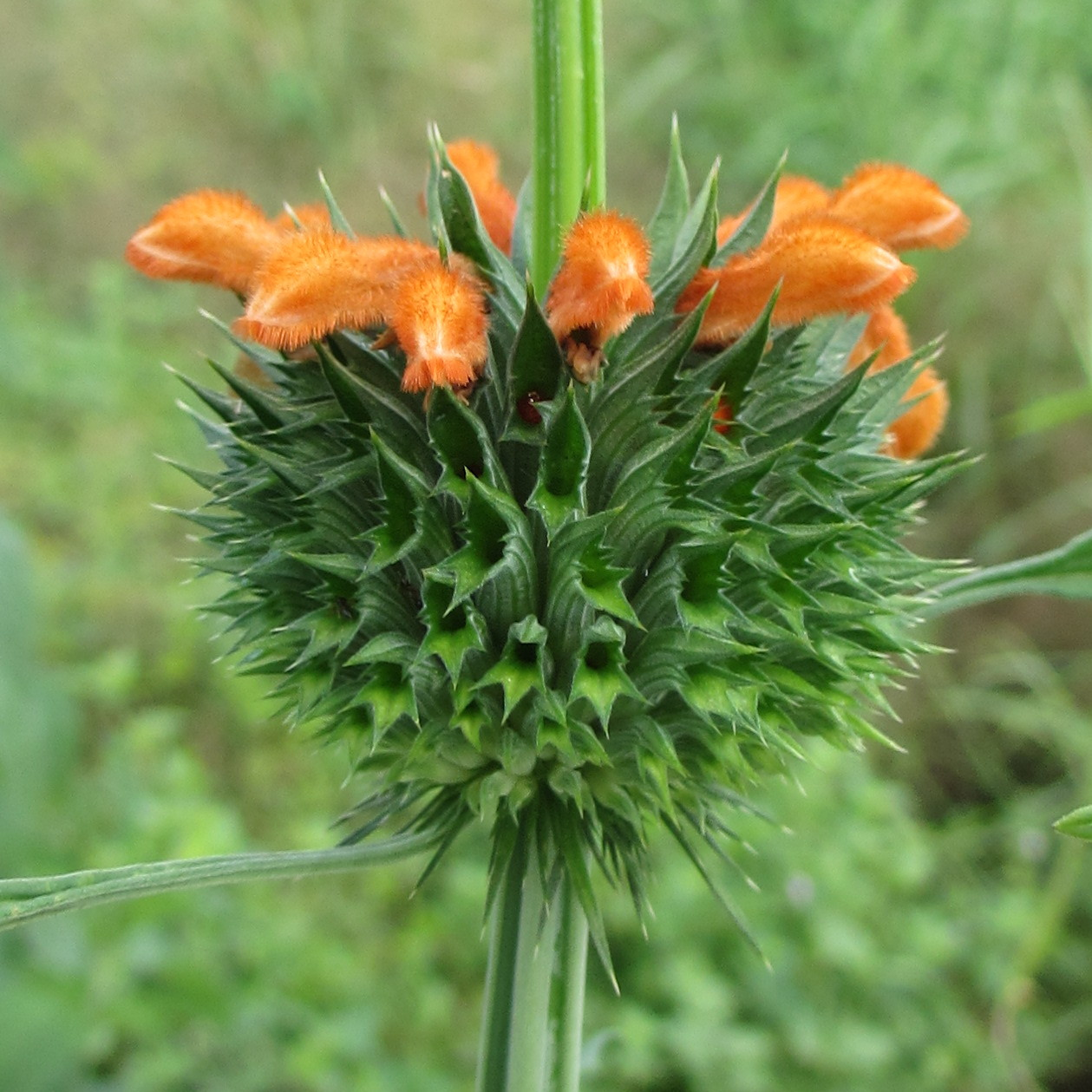
Leonotis ocymifolia (Tribù Leucadeae)
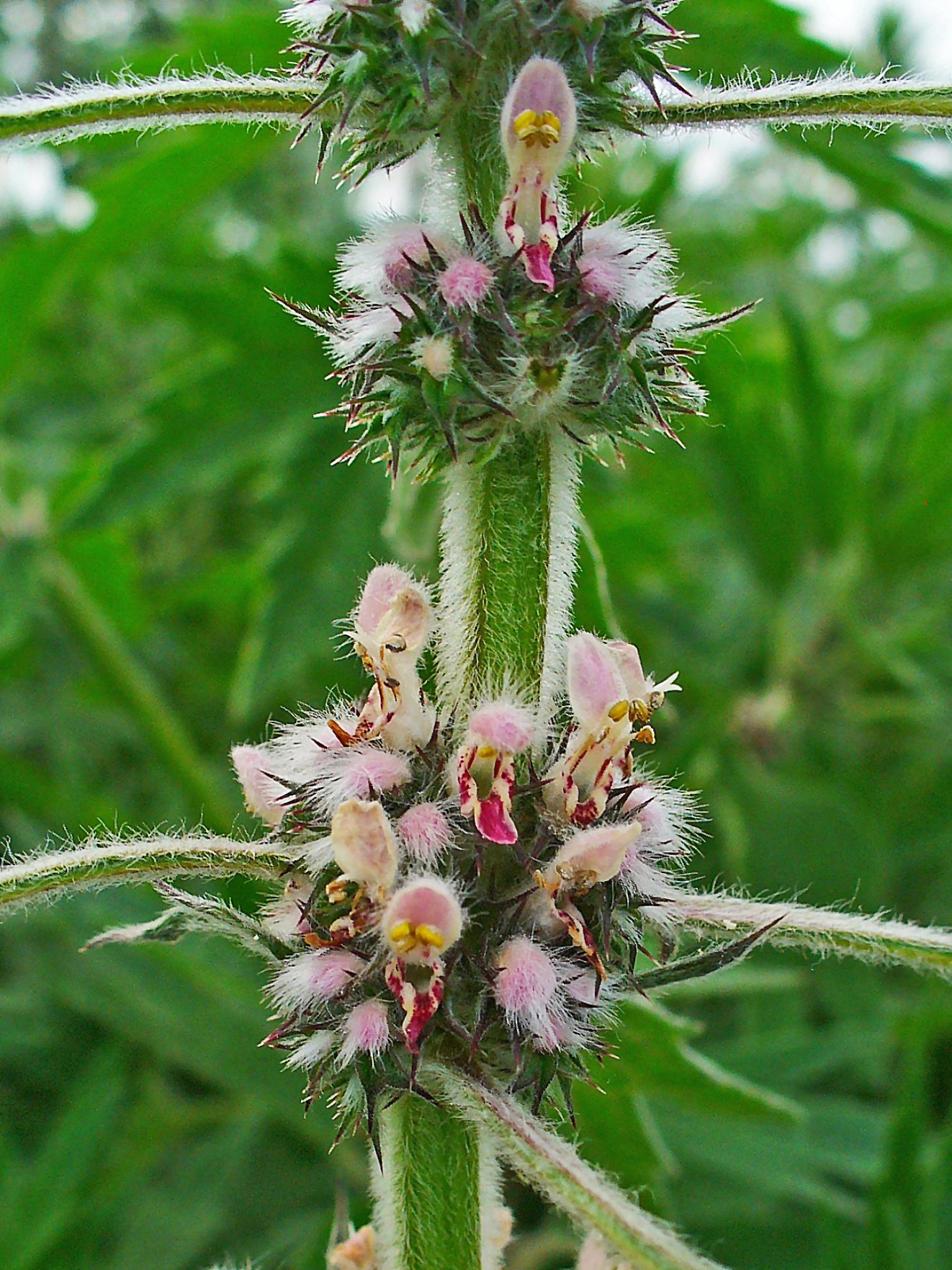
Leonurus cardiaca (Tribù Leonureae)
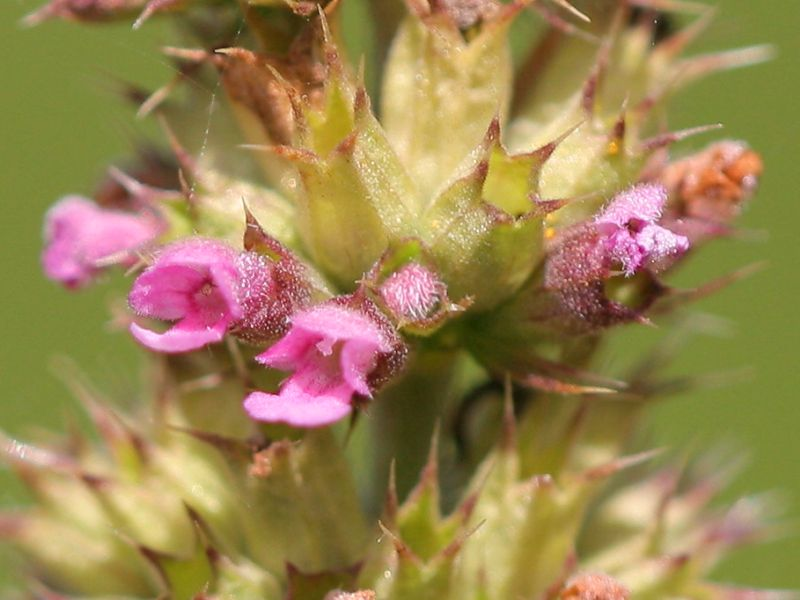
Leonurus marrubiastrum (Tribù Leonureae)
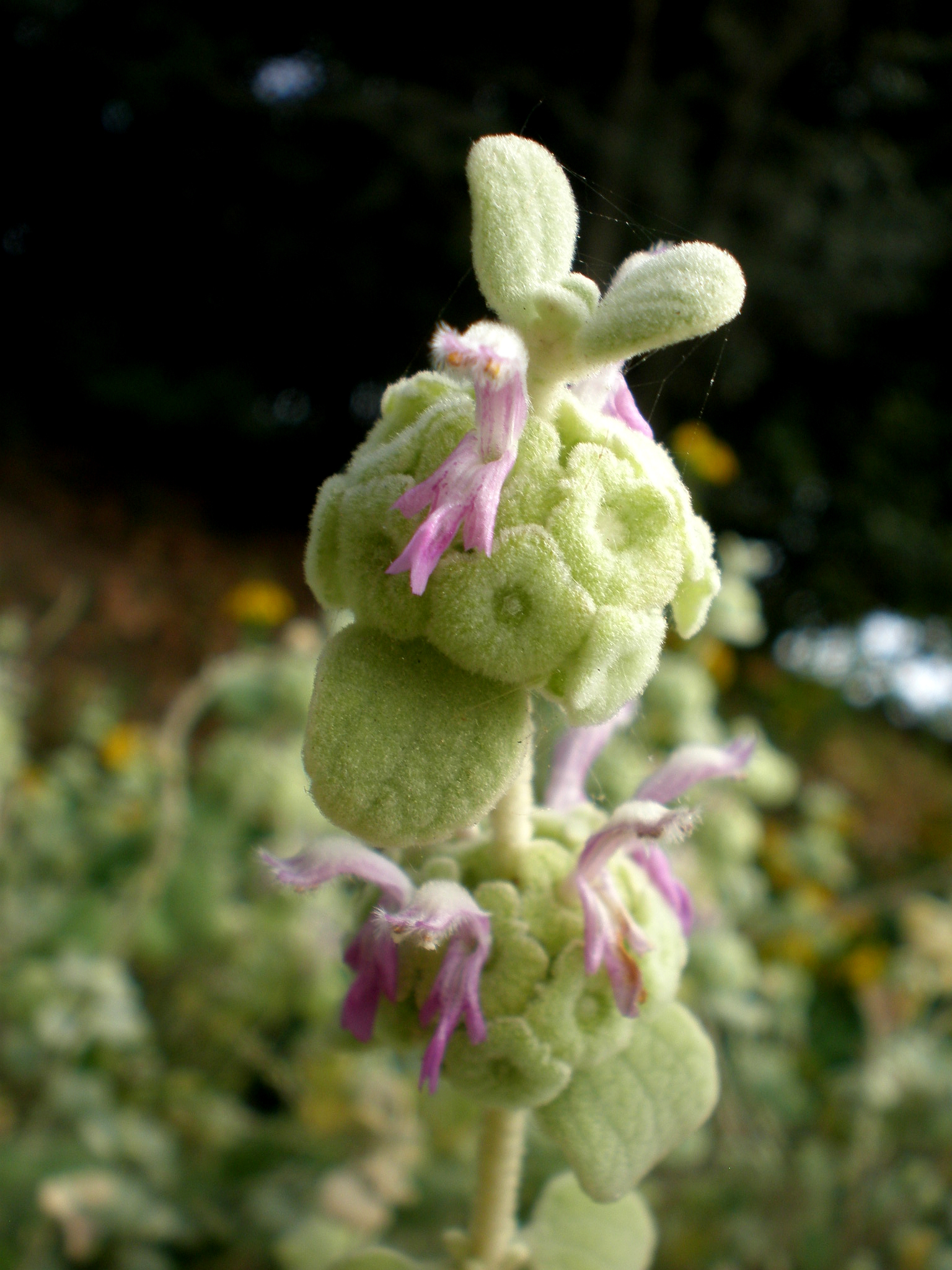
Ballota pseudodictamnus (Tribù Marrubieae)
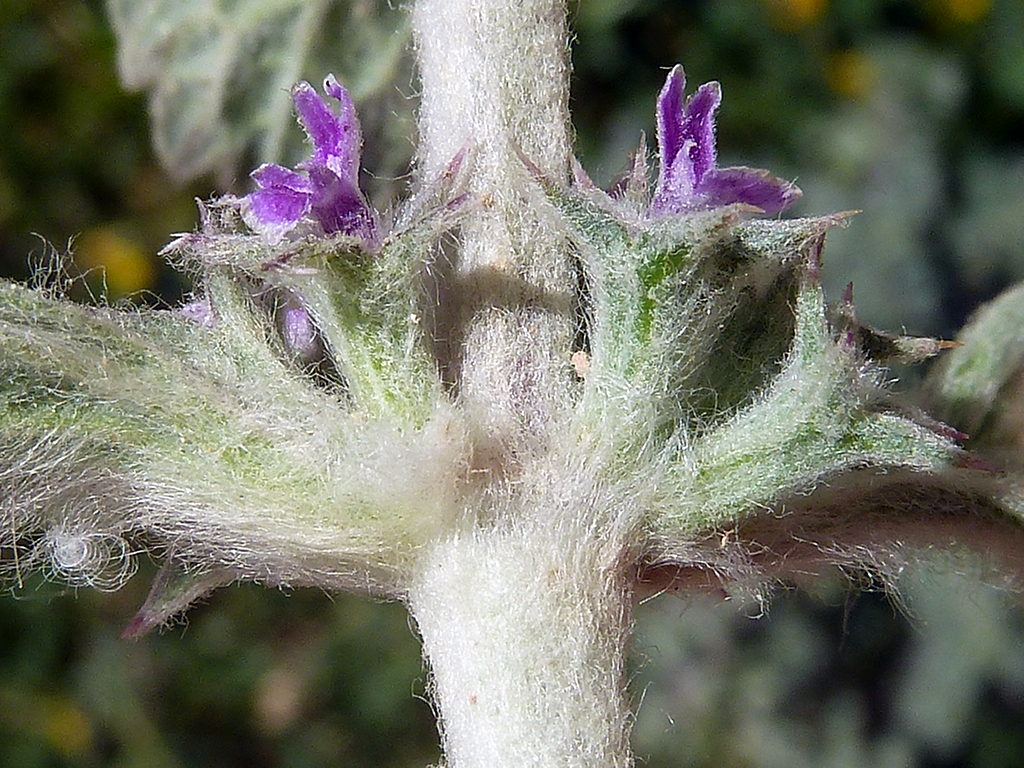
Marrubium alysson (Tribù Marrubieae)
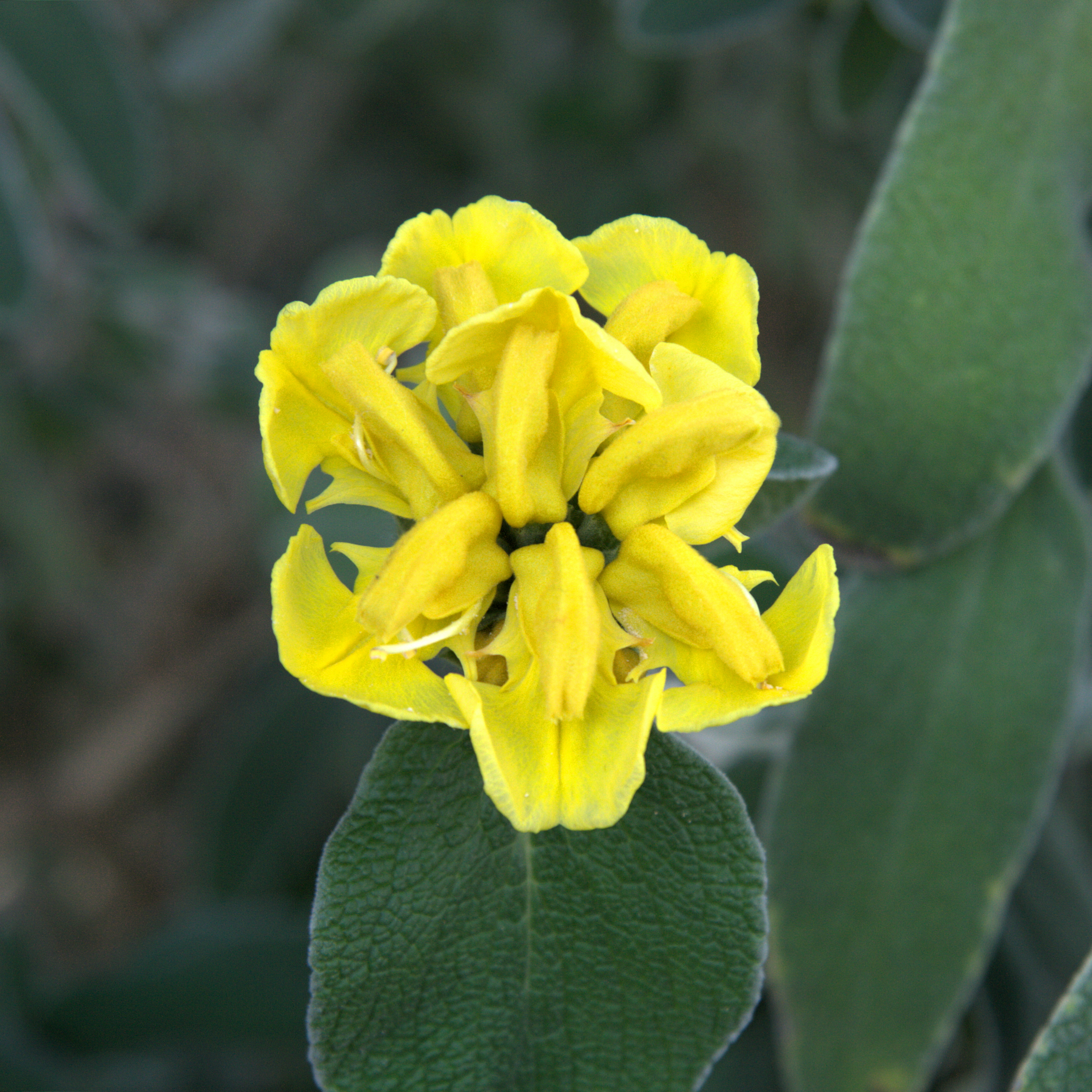
Phlomis cretica (Tribù Phlomideae)
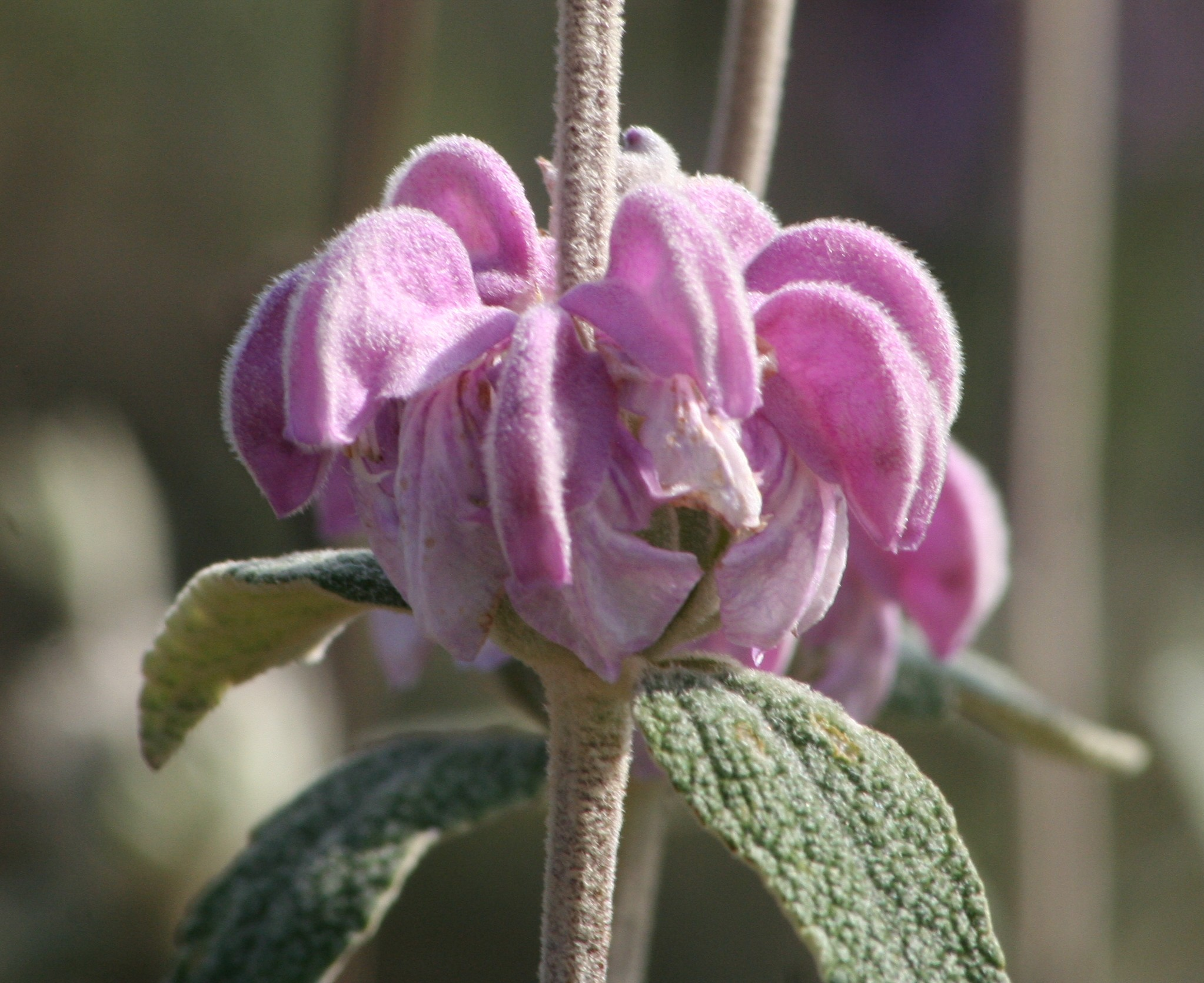
Phlomis herba-venti (Tribù Phlomideae)
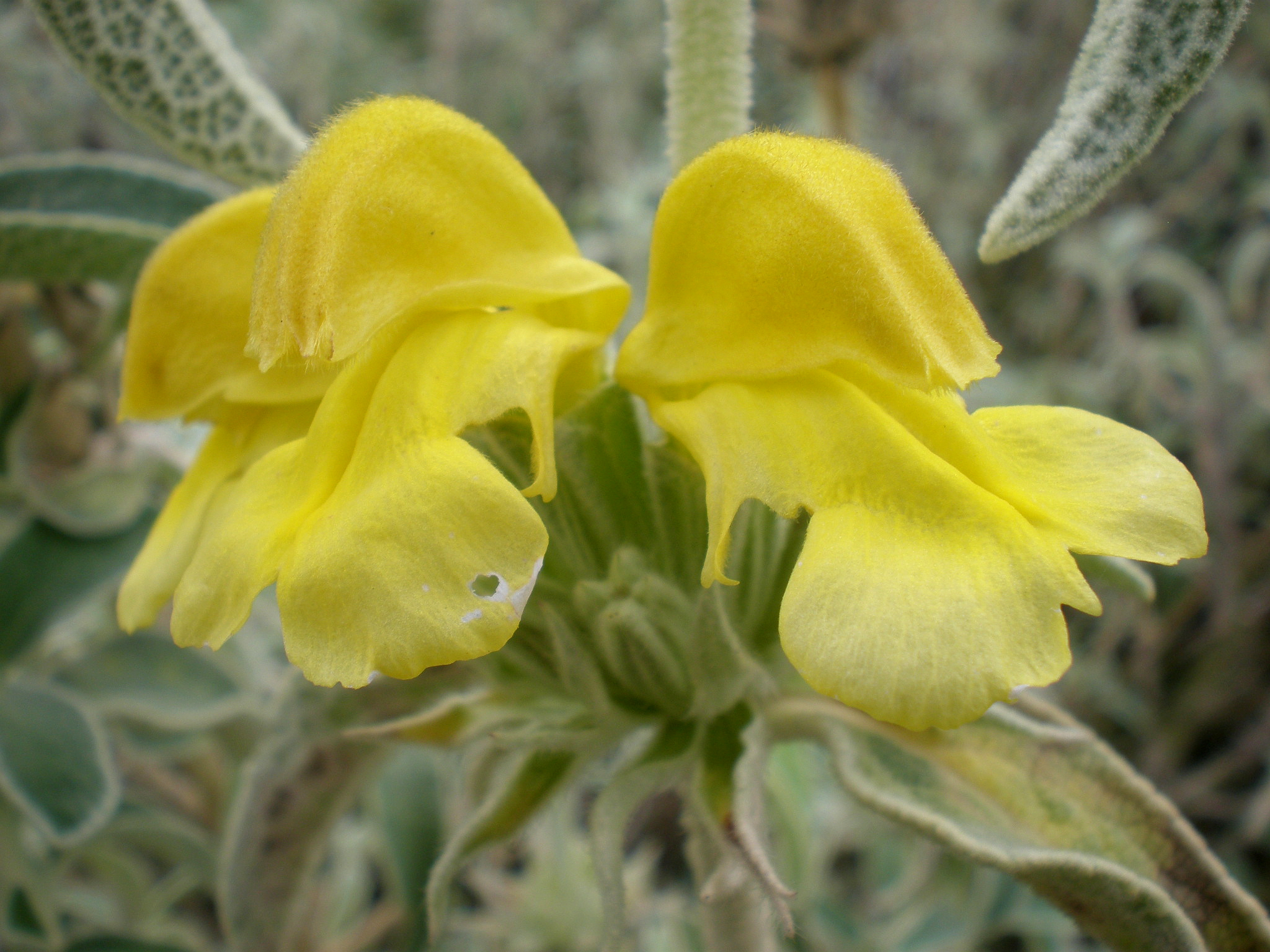
Phlomis lanata (Tribù Phlomideae)
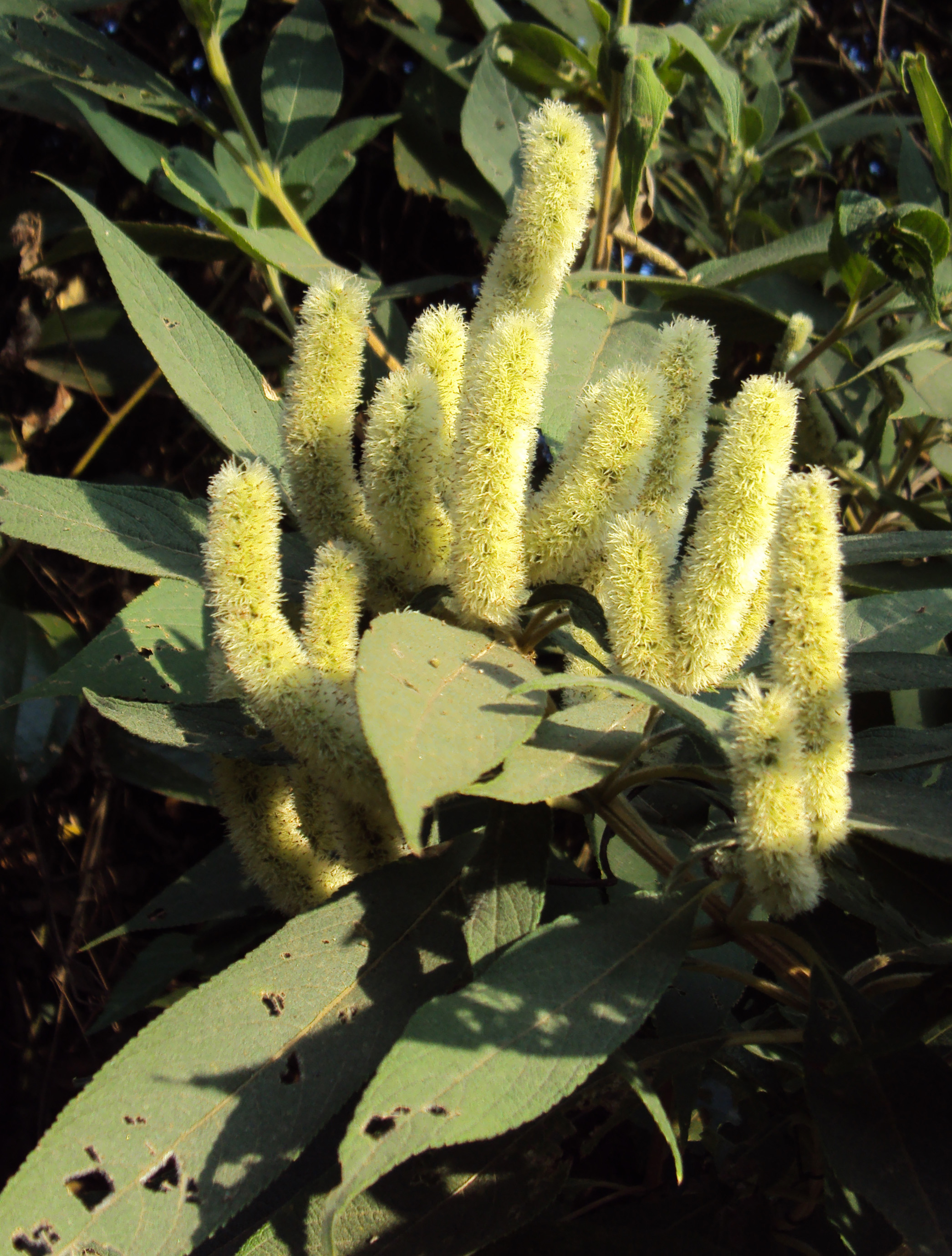
Colebrookea oppositifolia (Tribù Pogostemoneae)
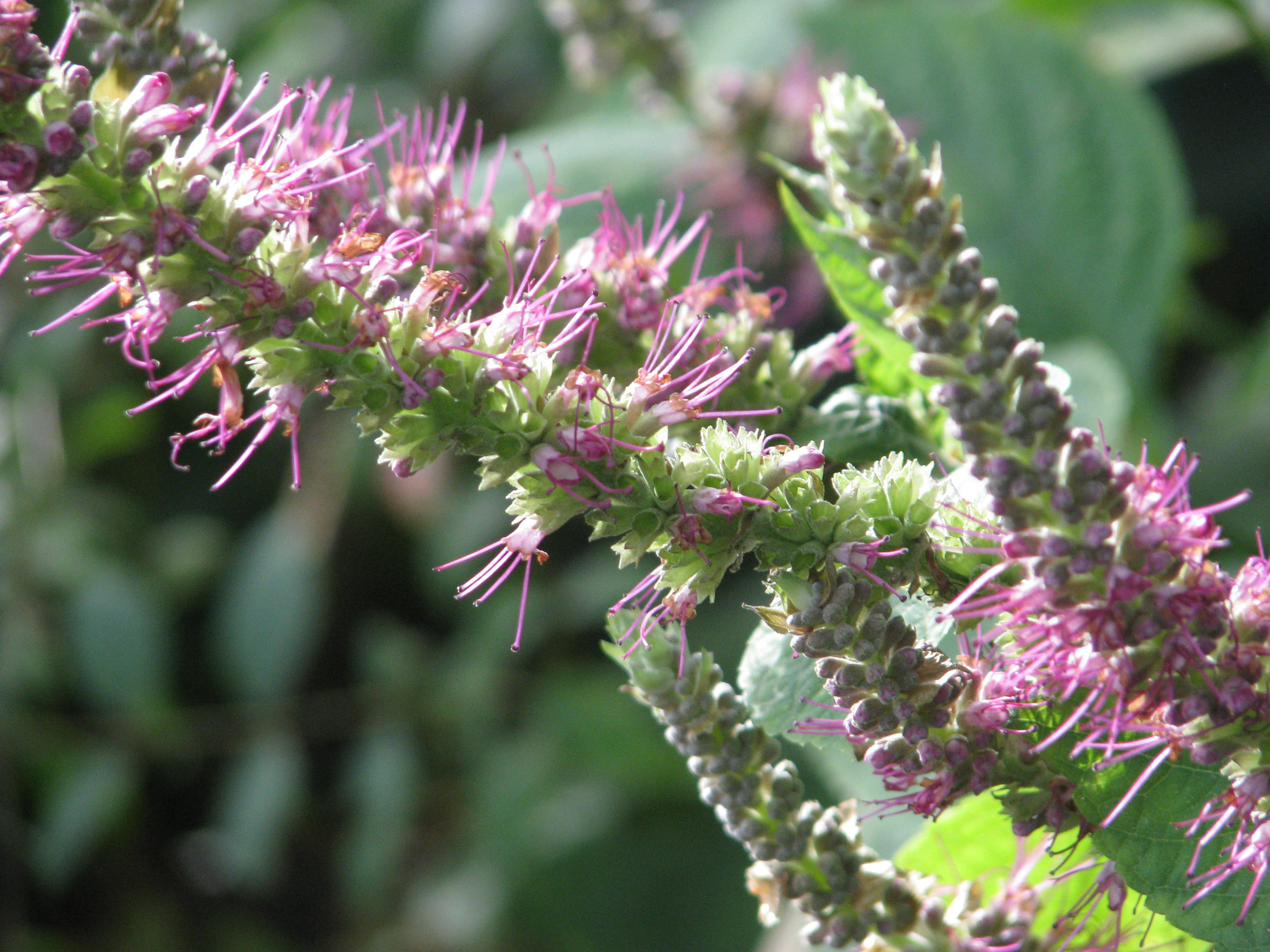
Comanthosphace formosana (Tribù Pogostemoneae)
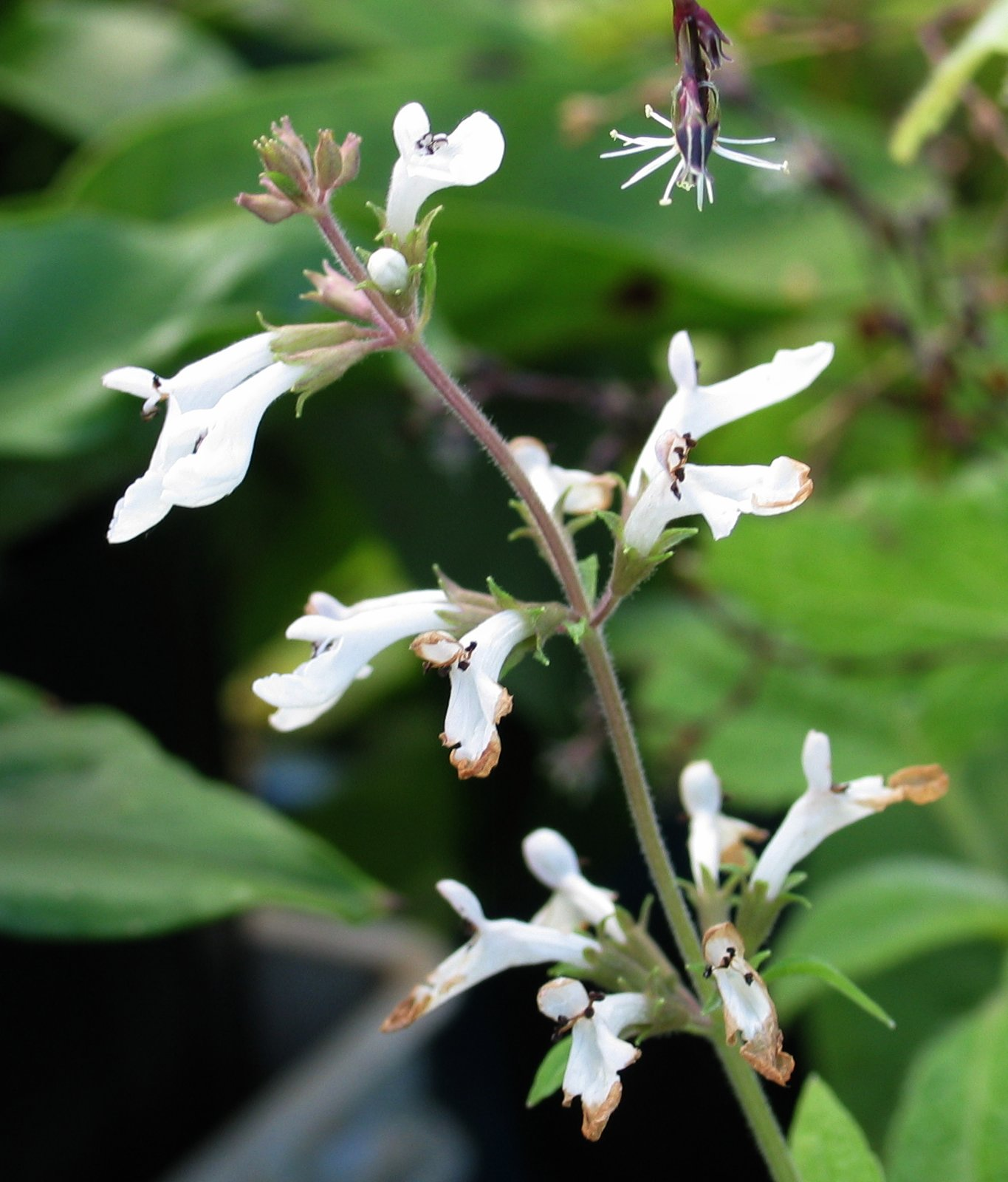
Phyllostegia parviflora (Tribù Stachydeae)
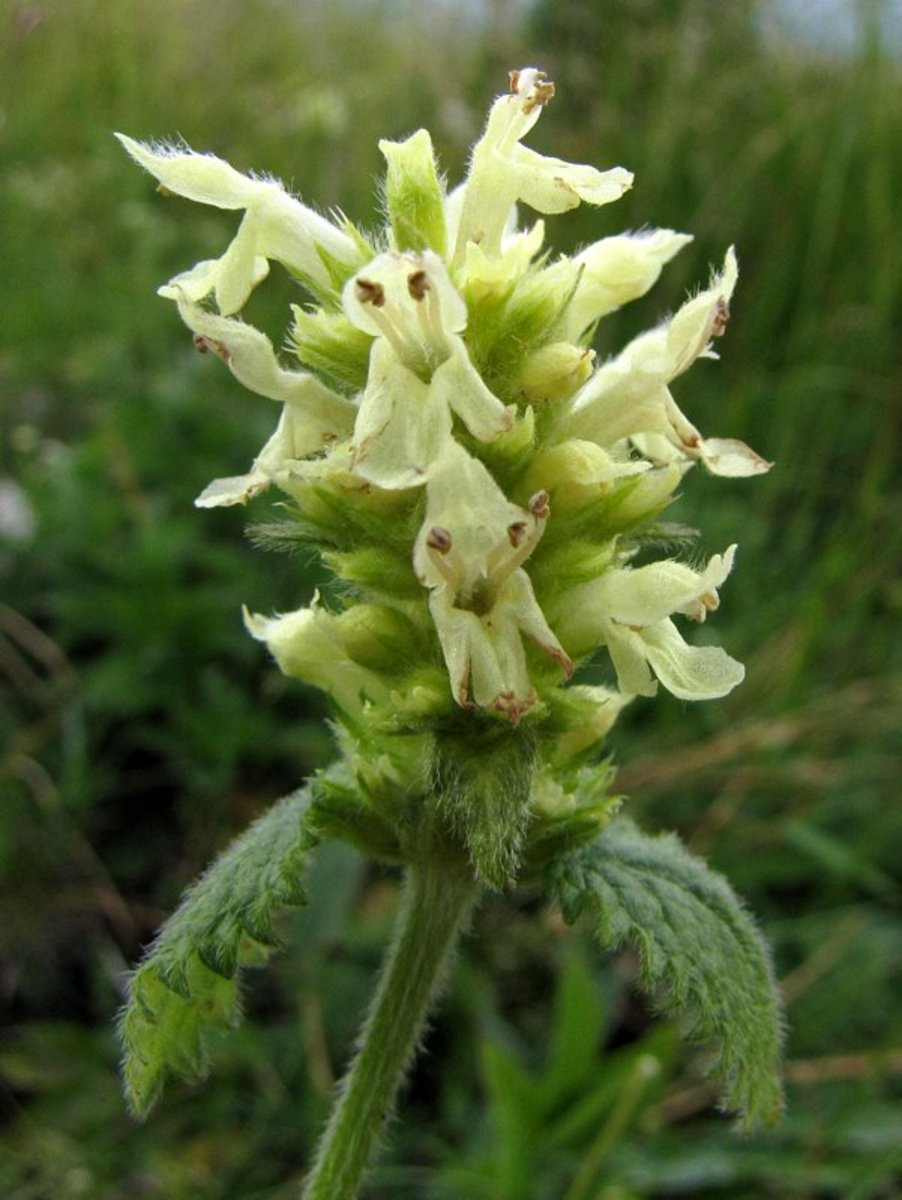
Stachys alopecuros (Tribù Stachydeae)
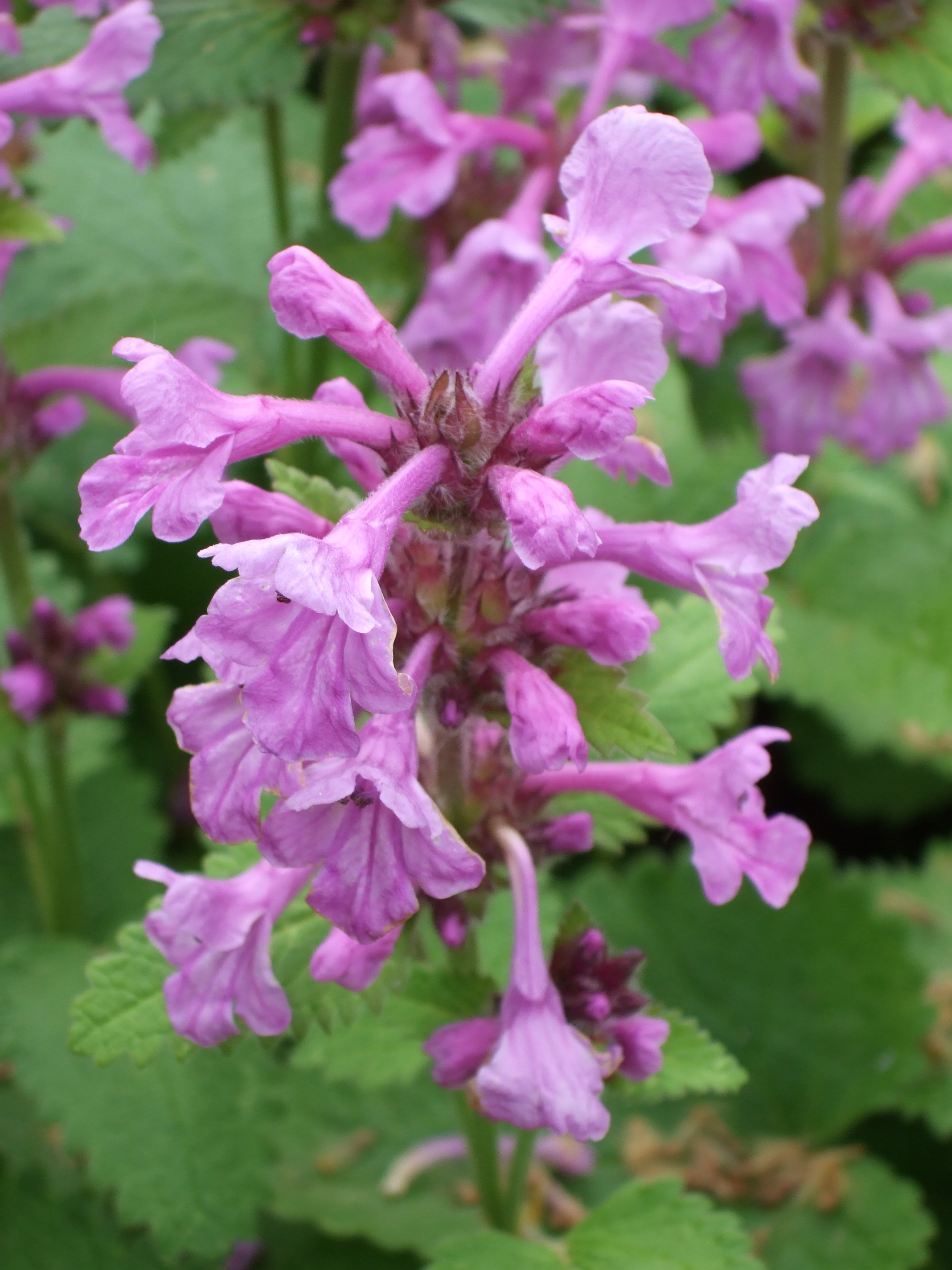
Stachys macrantha (Tribù Stachydeae)
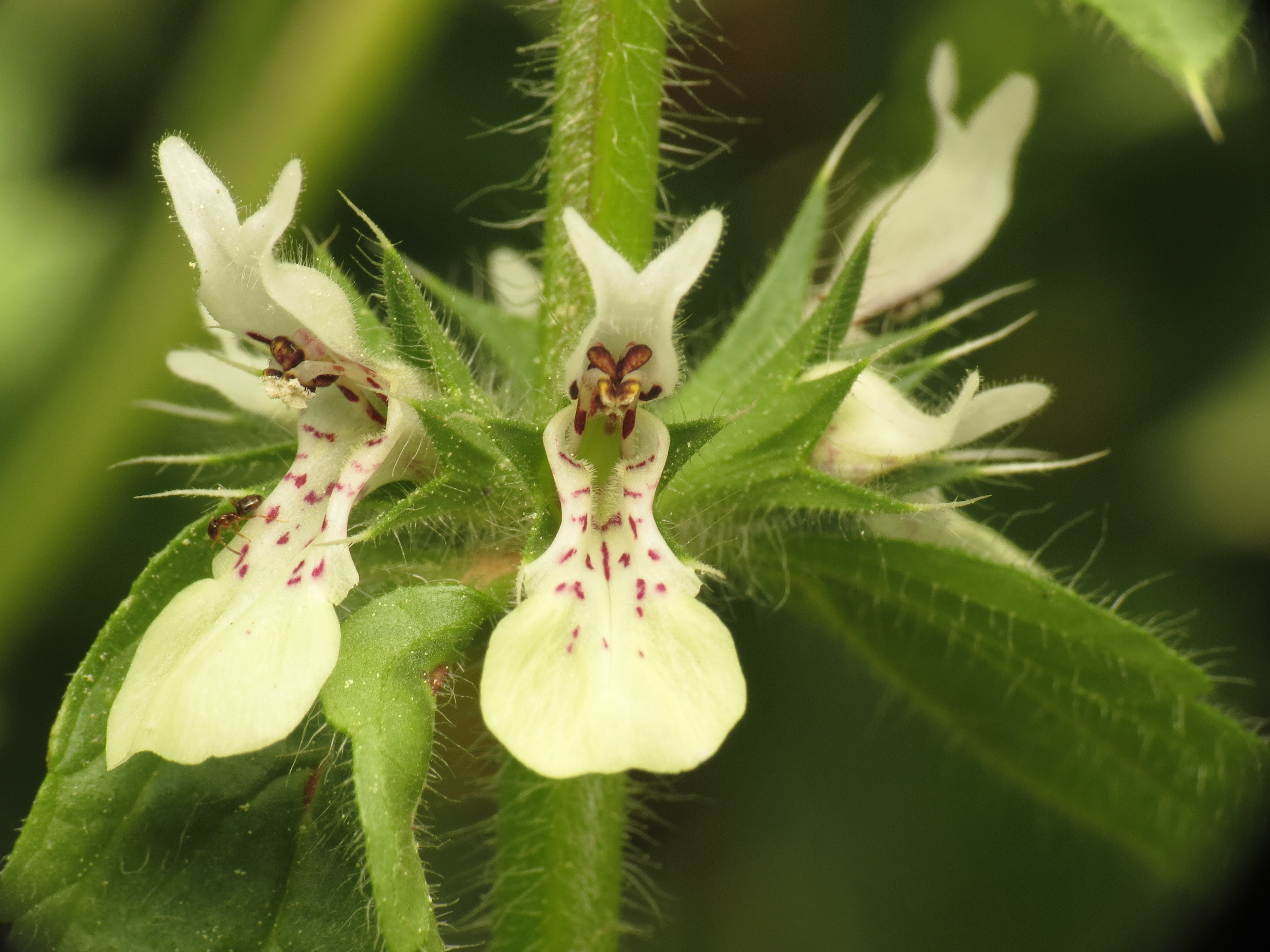
Stachys ocymastrum (Tribù Stachydeae)
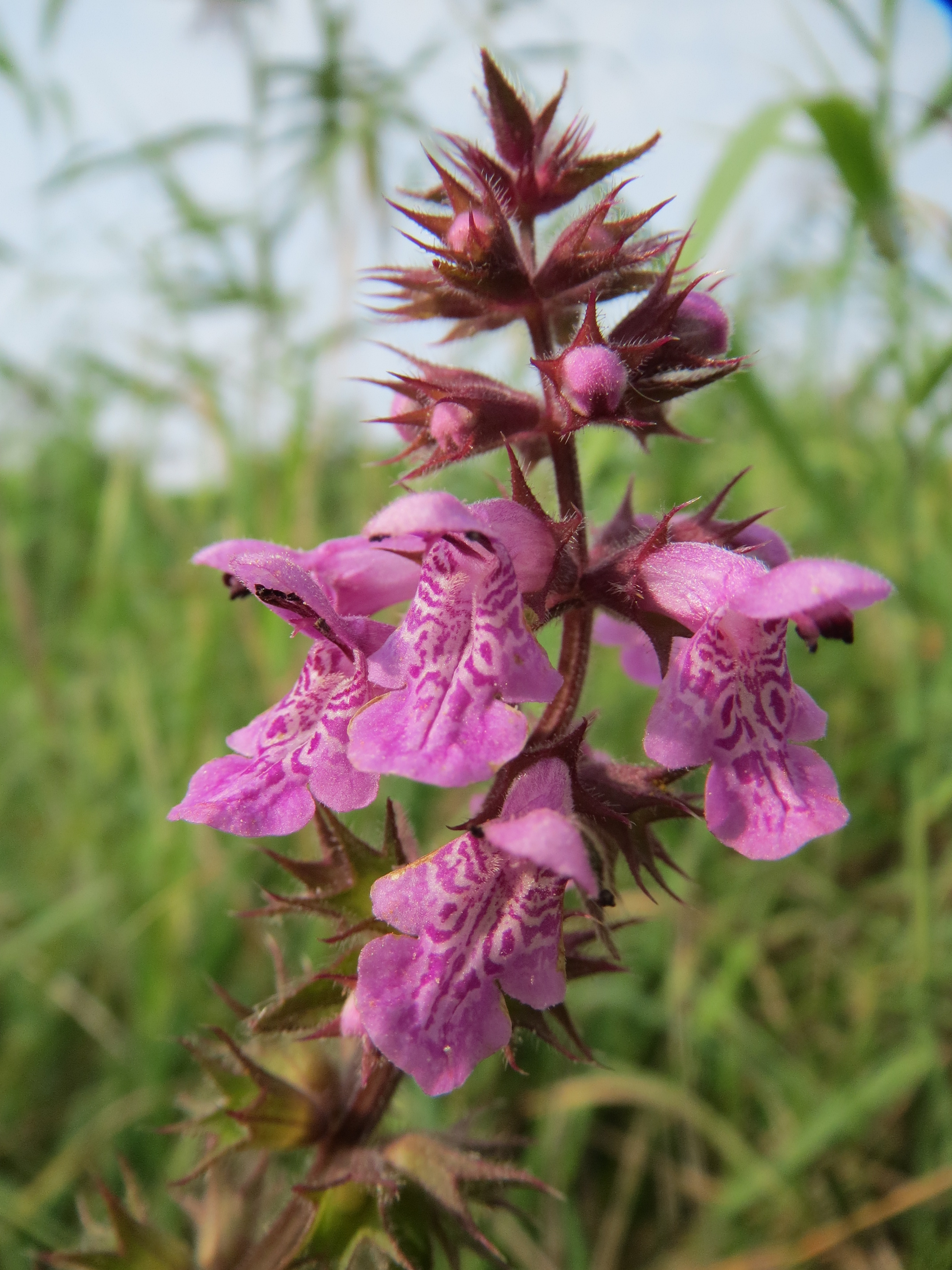
Stachys palustris (Tribù Stachydeae)
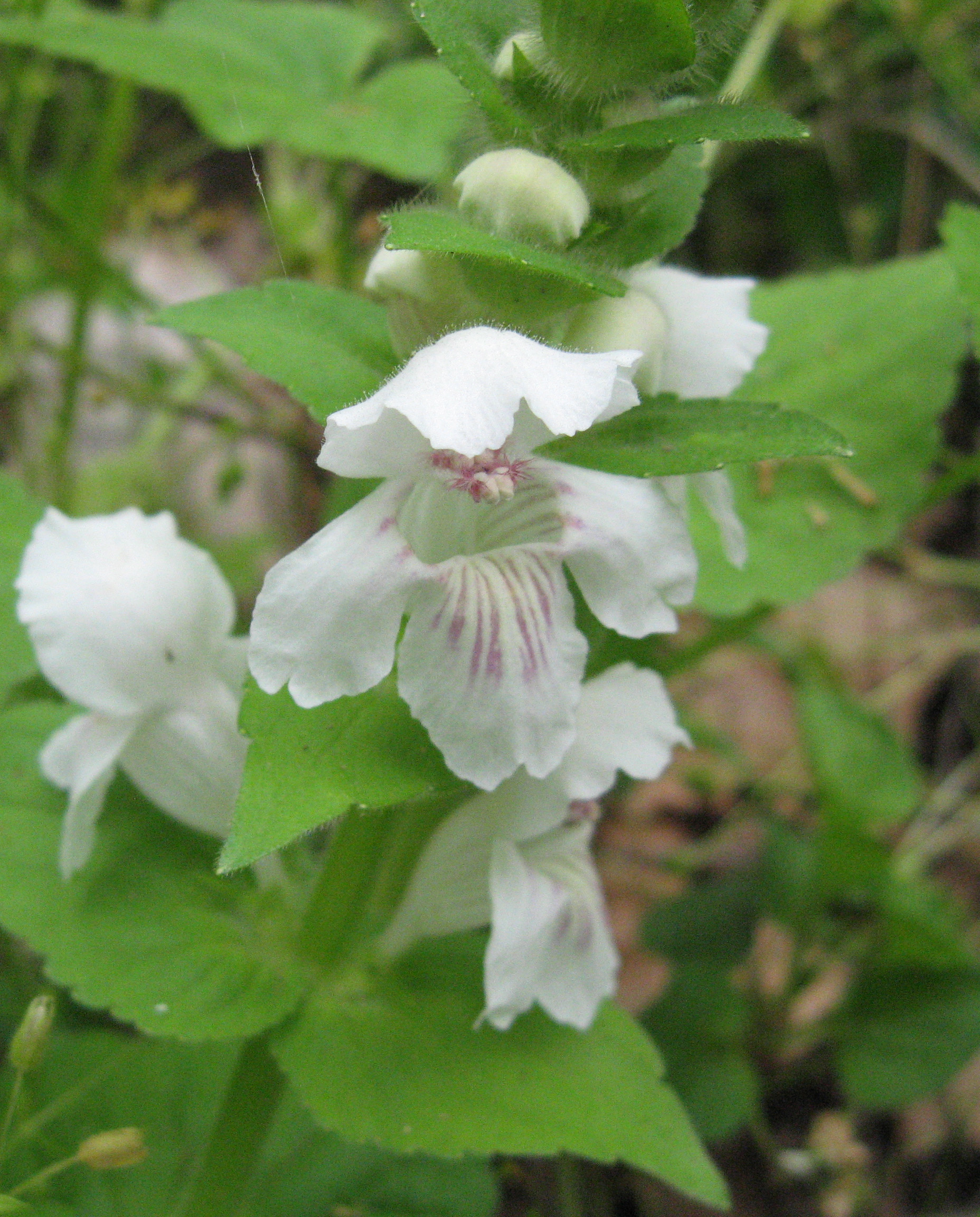
Synandra hispidula (Tribù Synandreae)
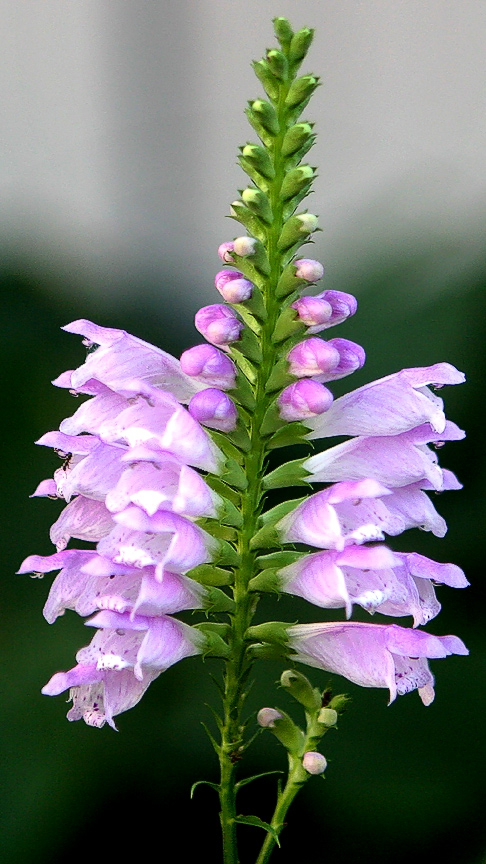
Physostegia virginiana (Tribù Synandreae)
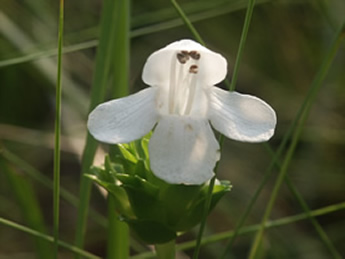
Macbridea alba (Tribù Synandreae)

La sottofamiglia Lamioideae Harley, 2003 comprende 10 tribù, 57 generi e circa 1 190 specie (sono da aggiungere 6 generi incertae sedis con 17 specie).

Tribù Gomphostemmateae

La tribù Gomphostemmateae Scheen & Lindqvist, 2010 comprende 3 generi e 54 specie:
- Bostrychanthera Benth., 1876 (1 - 2 specie)
- Chelonopsis Miq., 1865 (13 - 16 specie)
- Gomphostemma Wall. ex Benth., 1830 (30 - 36 specie)

Tribù Lamieae

La tribù Lamieae Coss. & Germ., 1845 comprende 4 generi e 48 specie:
- Alajja Ikonn, 1971 (3 specie)
- Eriophyton Benth., 1829 (Una specie)
- Lamium L., 1753 (41 specie)
- Stachyopsis Popov & Vved., 1923 (3 specie)

Tribù Leucadeae

La tribù Leucadeae  Scheen & Ryding, 2010 comprende 6 generi e circa 165 specie:
- Acrotome Benth. ex Endl., 1838 (8 specie)
- Isoleucas O. Schwartz, 1939 (2 specie)
- Leonotis (Pers.) R. Br., 1810 (40 specie)
- Leucas Burm. ex R. Br., 1810 (100 specie)
- Otostegia Benth., 1834 (11 specie)
- Rydingia Scheen & V.A.Albert, 2007 (4 specie)

Tribù Leonureae

La tribù Leonureae Dumort., 1827 comprende 6 generi e circa 60 specie:
- Chaiturus Ehrh. ex Willd., 1787 (Una specie)
- Lagochilus Bunge ex. Benth., 1834 (Circa 40 specie)
- Lagopsis Bunge, 1835 (4 specie)
- Leonurus L., 1753 (4 specie)
- Loxocalyx Hemsl., 1890 (2 specie)
- Panzerina Sojak, 1982 (6 specie)

Tribù Marrubieae

La tribù Marrubieae  Engl., 1892 comprende 4 generi e 70 specie:
- Ballota L., 1753 (35 specie)
- Marrubium L., 1753 (30 specie)
- Moluccella L., 1753 (4 specie)
- Sulaimania Hedge & Rech.f., 1982 (Una specie)

Tribù Paraphlomideae

La tribù Paraphlomideae Bendiksby, 2011 comprende 3 generi e 14 specie:
- Ajugoides Makino, 1915 (Una specie)
- Matsumurella Makino, 1915 (5 specie)
- Paraphlomis  (Prain) Prain, 1908 (8 specie)

Tribù Phlomideae

La tribù Phlomideae Mathiesen, 2010 comprende 4 generi e oltre 160 (fino a 280) specie:
- Eremostachys Bunge, 1830 (Oltre 60 specie)
- Notochaete  Benth., 1829 (Circa 2/5 specie)
- Phlomis L., 1753 (Oltre 100 specie)
- Pseudomarrubium Popov, 1940 (una specie)

Tribù Pogostemoneae

La tribù Pogostemoneae Briq., 1895 comprende 10 generi e 132 specie:
- Achyrospermum Blume, 1826 (10 specie)
- Anisomeles R. Br., 1810 (13 specie)
- Colebrookea Sm., 1806 (Una specie)
- Comanthosphace S. Moore, 1877 (5 specie)
- Craniotome Rchb., 1825 (Una specie)
- Eurysolen Prain, 1898 (Una specie)
- Leucosceptrum Sm., 1805 (3 specie)
- Microtoena Prain, 1889 (Circa 25 specie)
- Pogostemon Desf., 1815 (71 specie)
- Rostrinucula Kudò, 1929 (2 specie)

Tribù Stachydeae

La tribù Stachydeae Dumort., 1827 comprende 12 generi e circa 470 specie:
- Haplostachys (A. Gray) W.F. Hillebr., 1888 (6 specie)
- Melittis L., 1753 (Una specie)
- Hypogomphia Bunge, 1872 (Circa 4 specie)
- Phlomidoschema (Benth.) Vved., 1941 (Una specie)
- Phyllostegia Benth., 1830 (25 specie)
- Prasium L., 1753 (Una specie)
- Sideritis L., 1753 (Circa 100 specie)
- Stachys L., 1753 (Circa 300 specie)
- Stenogyne Benth., 1830 (25 specie)
- Suzukia Kudo, 1930 (2 specie)
- Thuspeinanta T. Durand, 1888 (2 specie)

Tribù Synandreae

La tribù Synandreae Raf., 1837 comprende 5 generi e 18 specie:
- Brazoria Engelm. & A. Gray, 1845 (2 specie)
- Macbridea Elliott ex Nutt., 1818 (2 specie)
- Physostegia Benth., 1829 (12 specie)
- Synandra Nutt., 1818 (Una specie)
- Warnockia M.W. Turner, 1996 (Una specie)

Generi incertae sedis

I seguenti generi (6 generi con 17 specie) allo stato attuale della descrizione della sottofamiglia (2015) non hanno ancora una collocazione ben definita:
- Colquhounia Wall., 1822 (3 specie)
- Galeopsis L., 1753 (11 specie)
- Holocheila (Kudo) S. Chow, 1962 (Una specie)
- Metastachydium A. Shaw ex C.Y. Wu & H.W. Li, 1977 (Una specie)
- Roylea Wall. ex Benth., 1829 (Una specie)
- Paralamium Dunn, 1913 (Una specie)

#### Sottofamiglia Nepetoideae

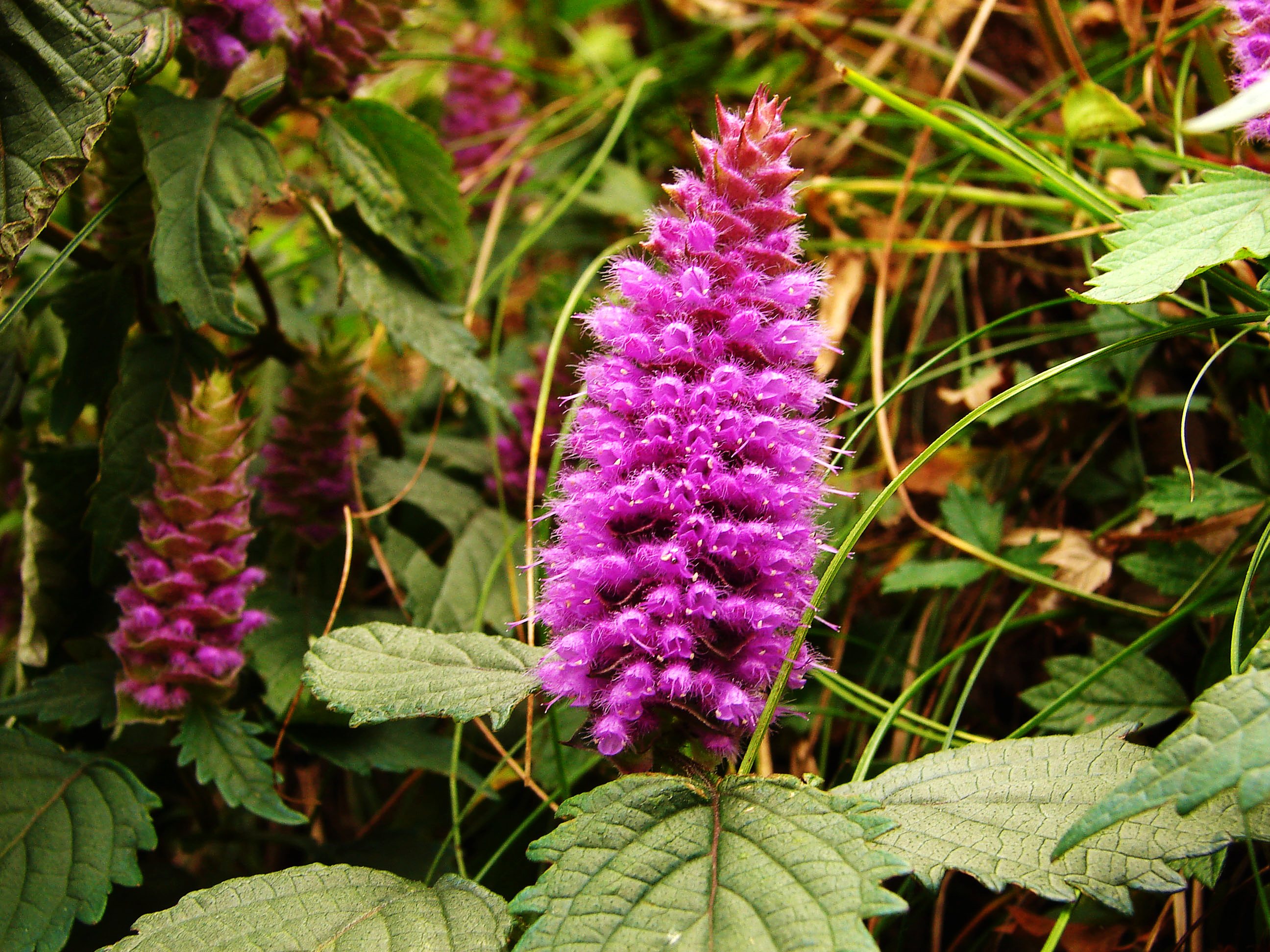
Elsholtzia splendens (Tribù Elsholtzieae)
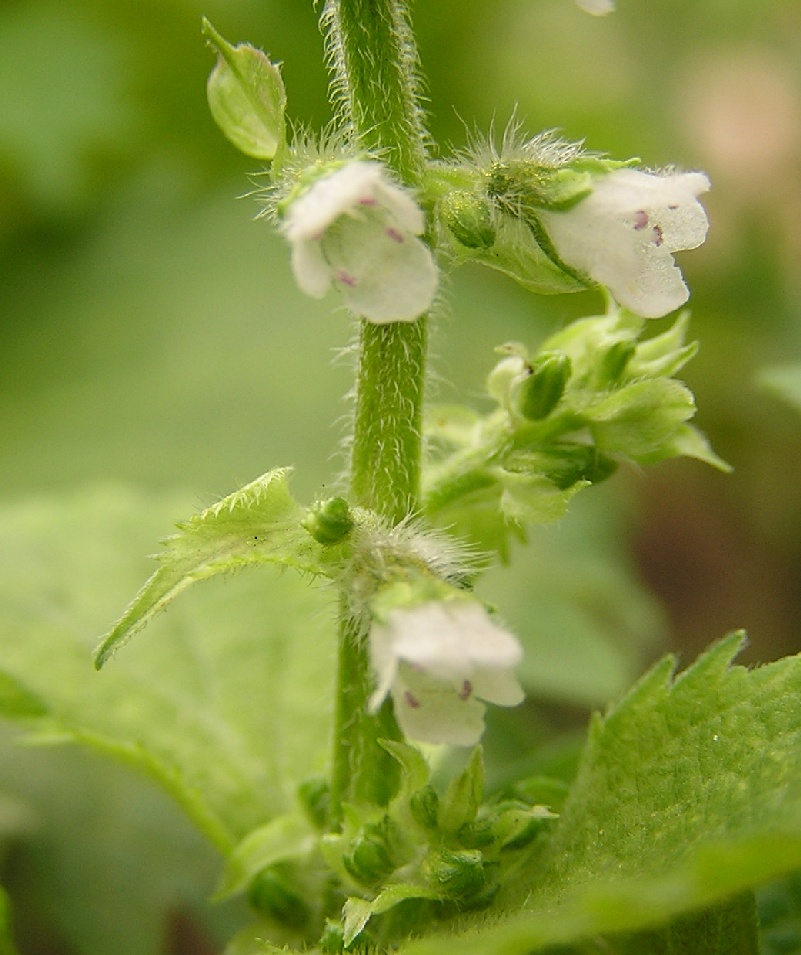
Perilla frutescens (Tribù Elsholtzieae)
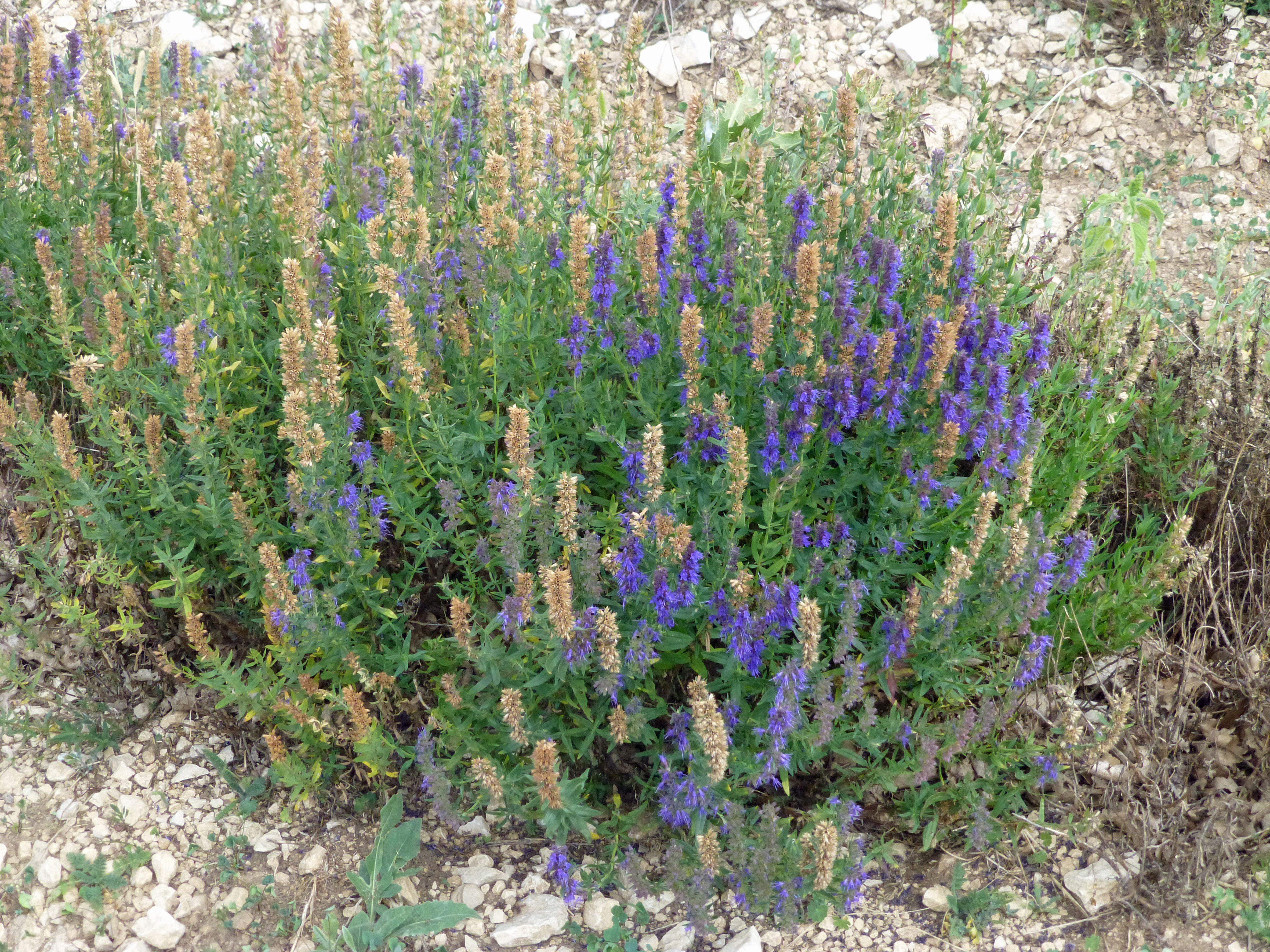
Lavandula latifolia (Tribù Lavanduleae)
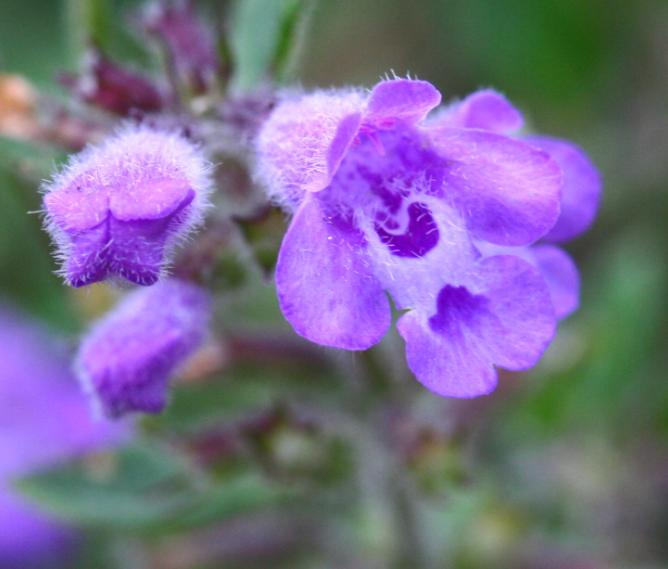
Clinopodium alpinum (Tribù Mentheae/Sottotribù Menthinae)
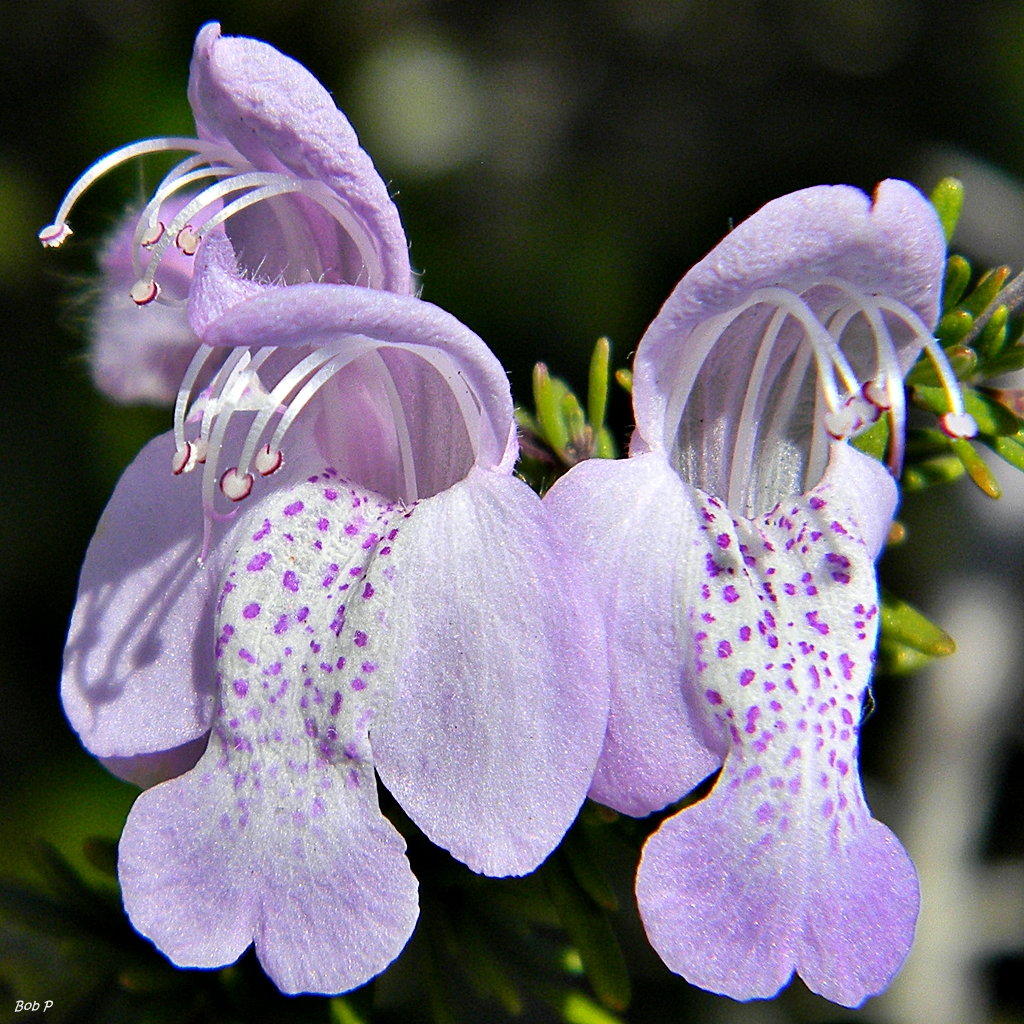
Conradina grandiflora (Tribù Mentheae/Sottotribù Menthinae)
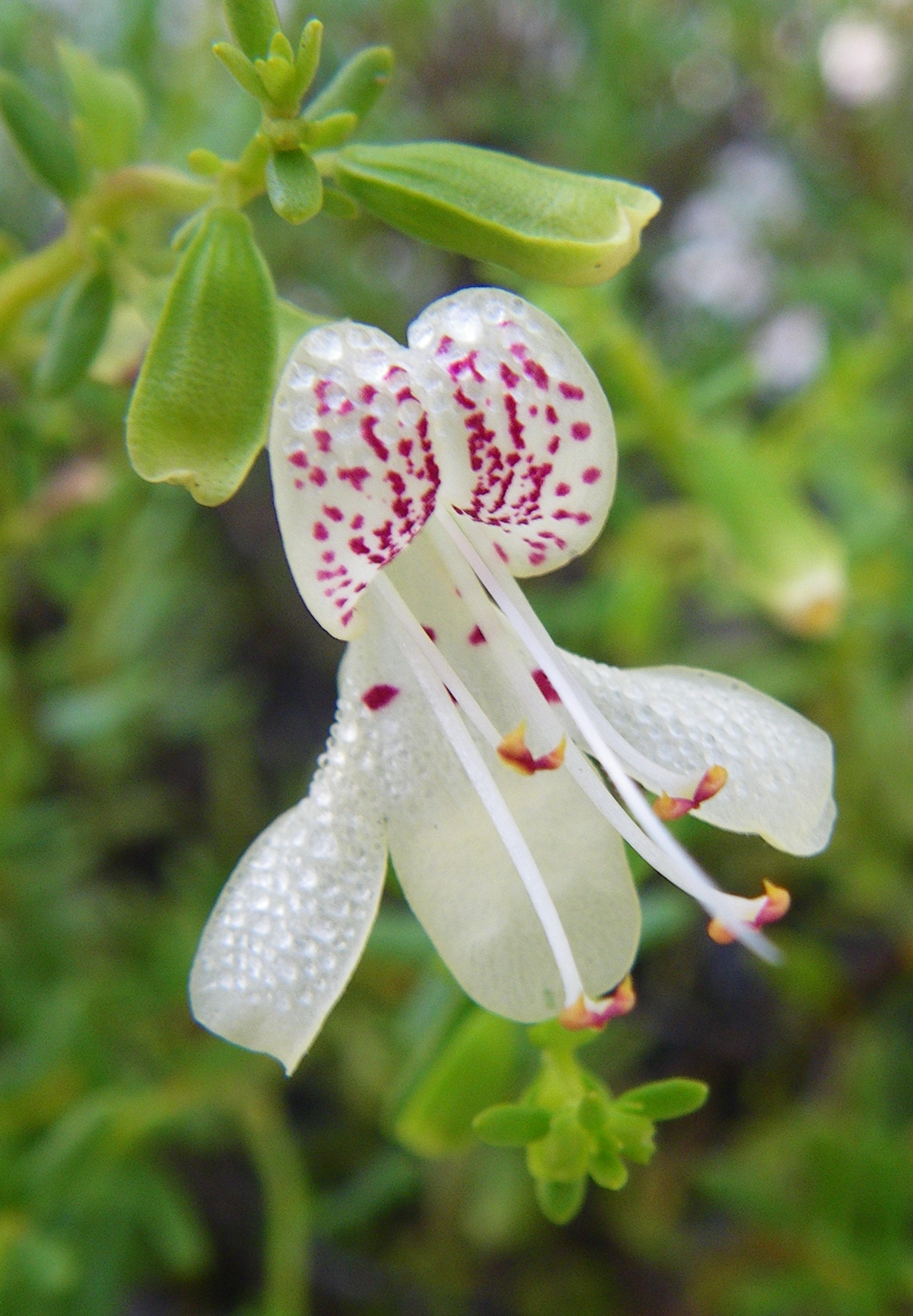
Dicerandra christmanii (Tribù Mentheae/Sottotribù Menthinae)
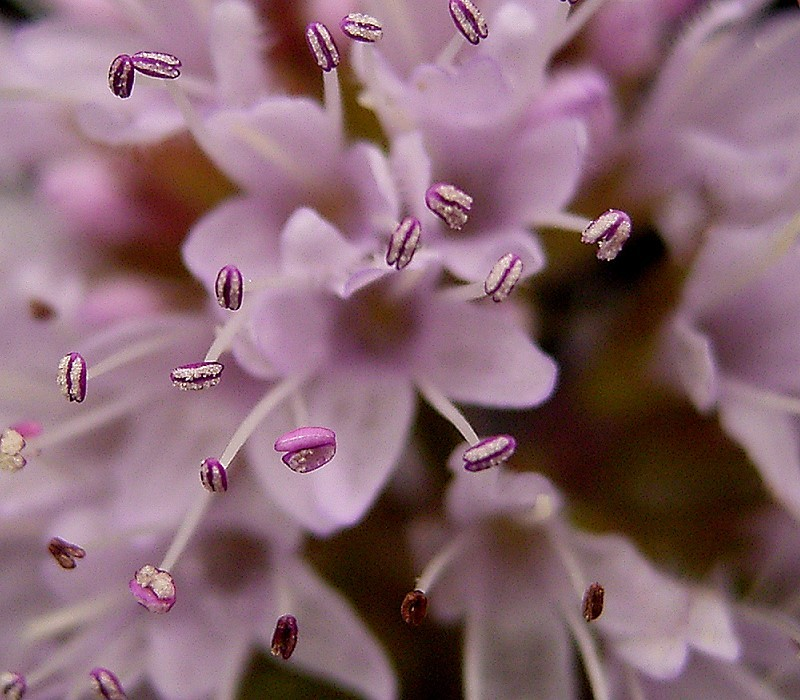
Mentha aquatica (Tribù Mentheae/Sottotribù Menthinae)
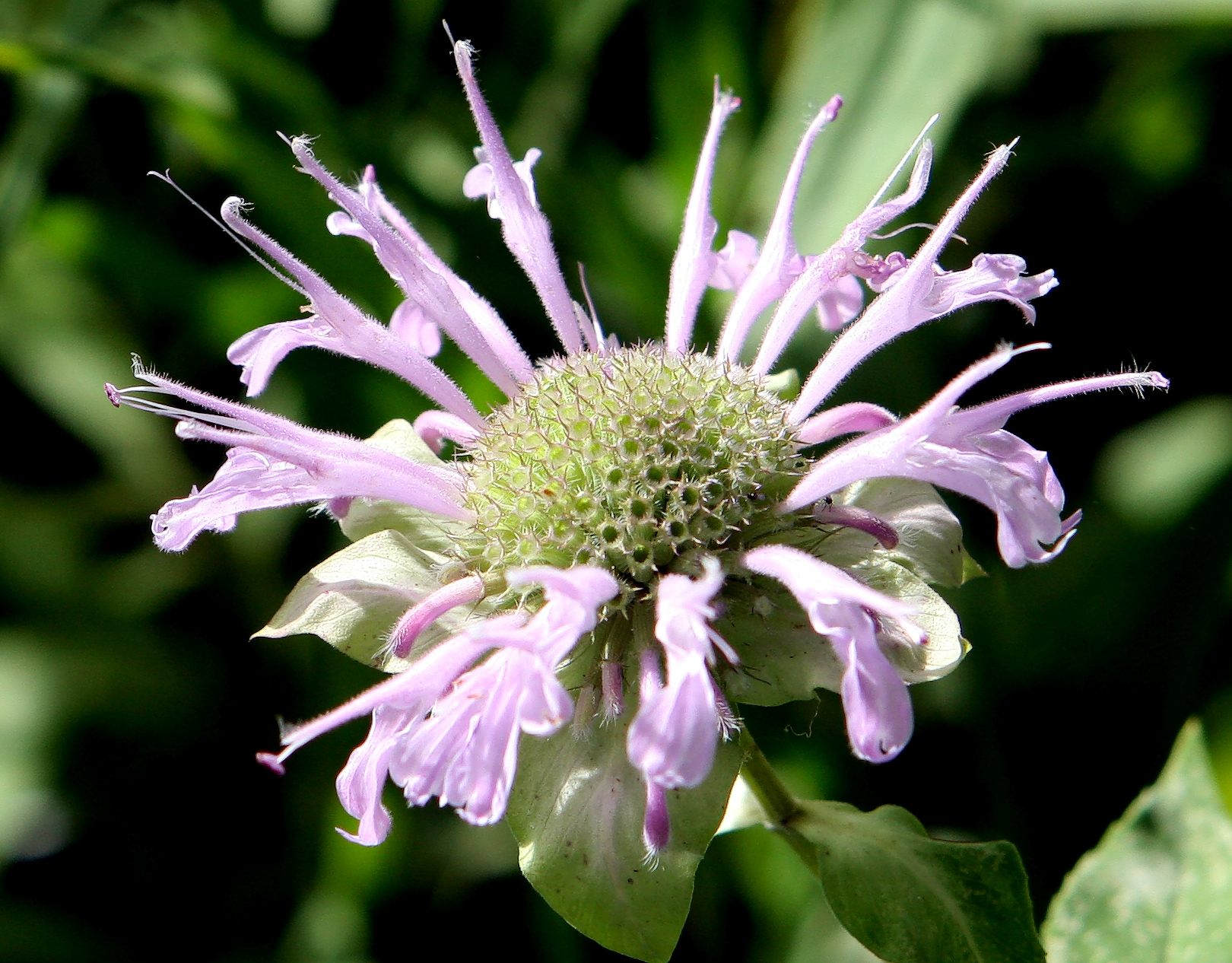
Monarda fistulosa (Tribù Mentheae/Sottotribù Menthinae)
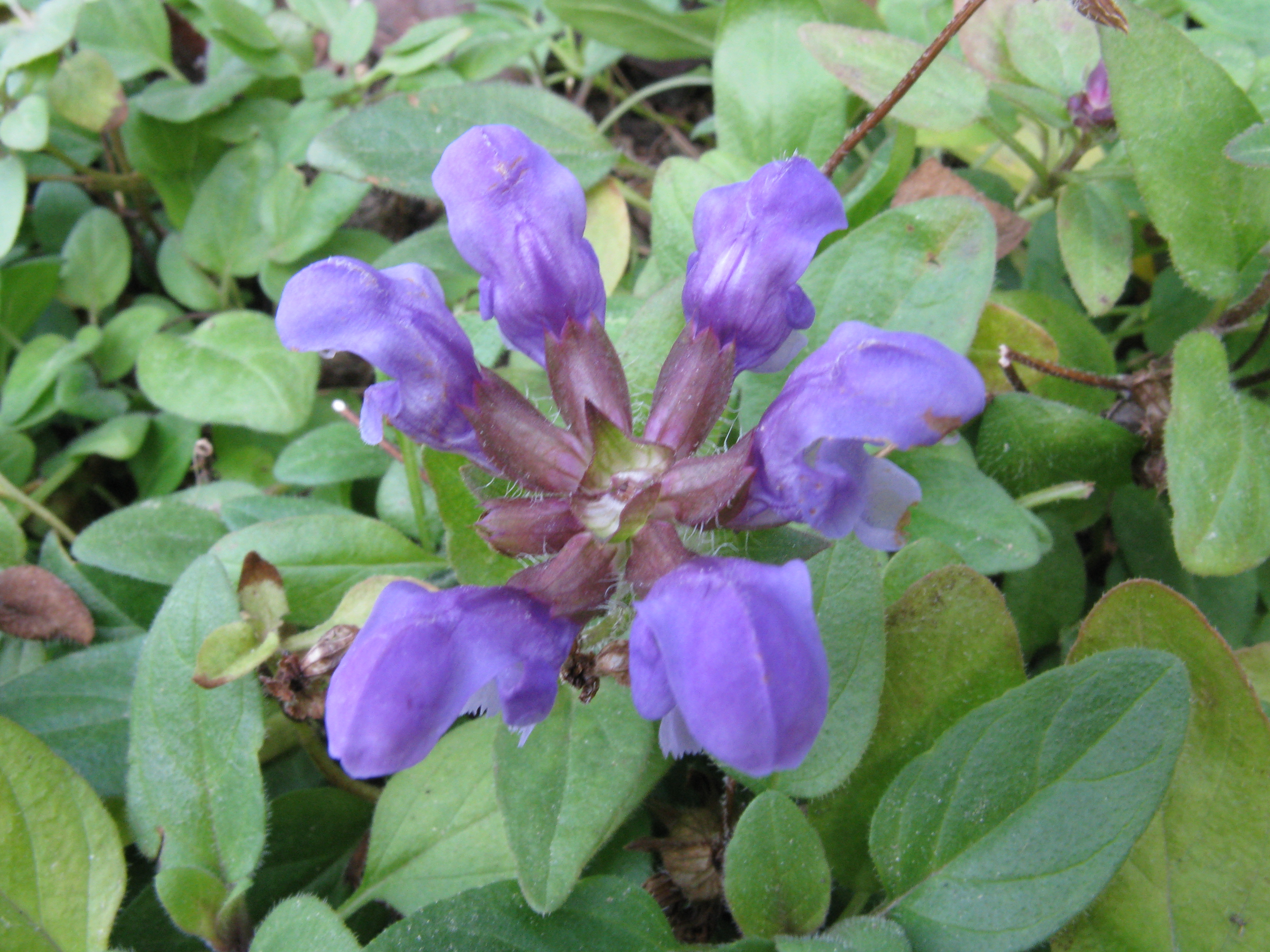
Prunella grandiflora (Tribù Mentheae/Sottotribù Menthinae)
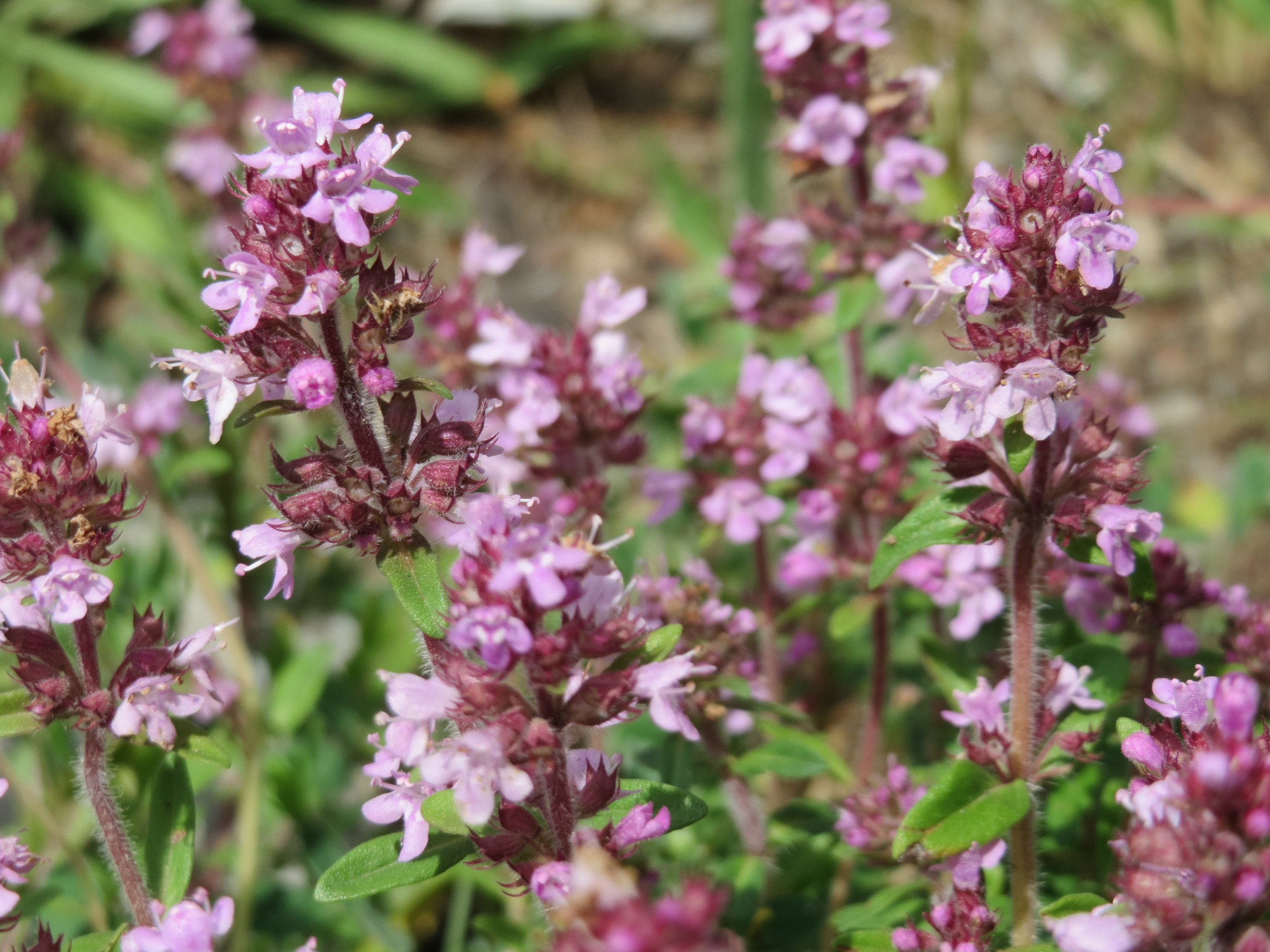
Thymus serpyllum (Tribù Mentheae/Sottotribù Menthinae)
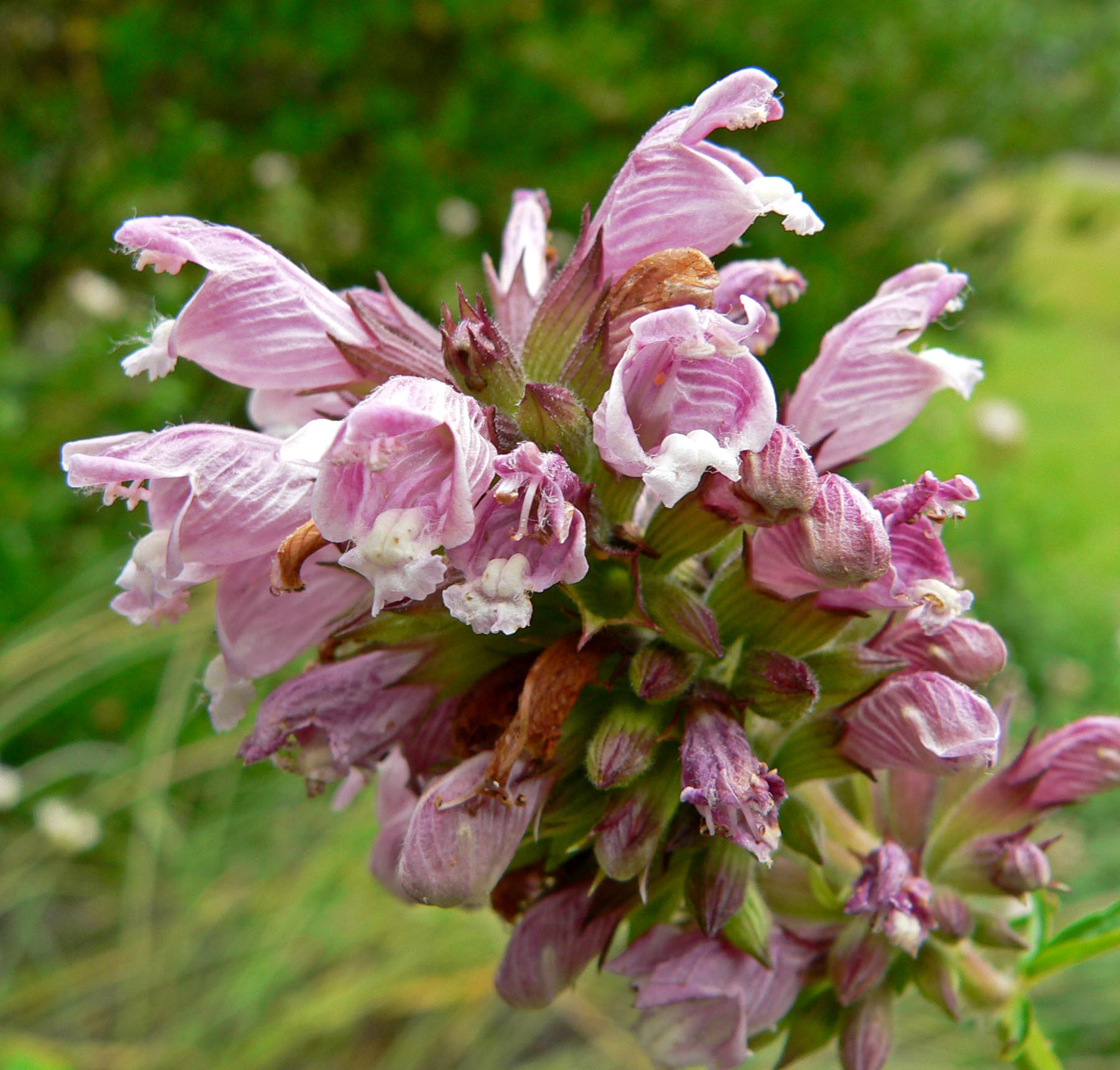
Cedronella canariensis (Tribù Mentheae/Sottotribù Nepetinae)
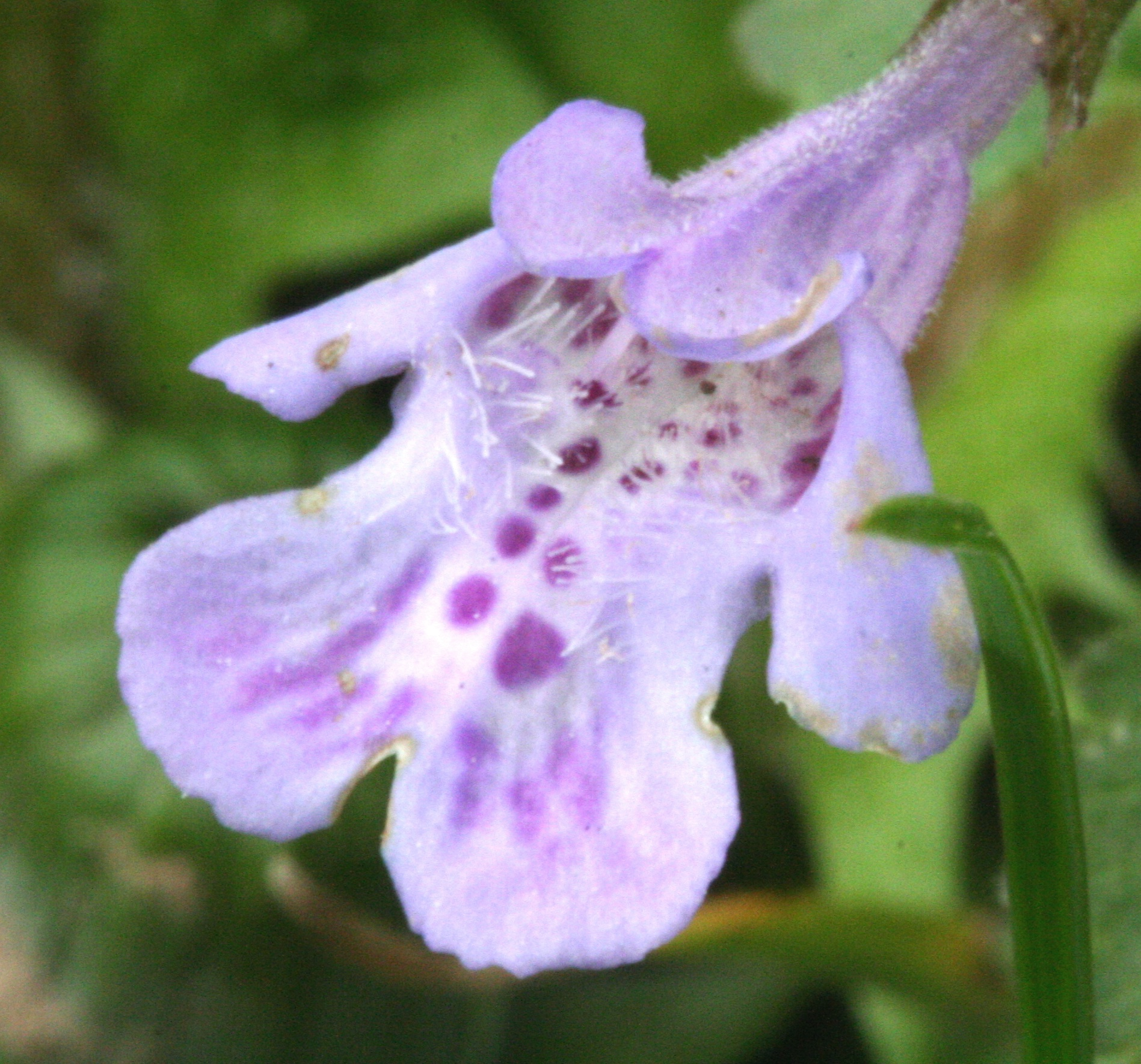
Glechoma hederacea (Tribù Mentheae/Sottotribù Nepetinae)
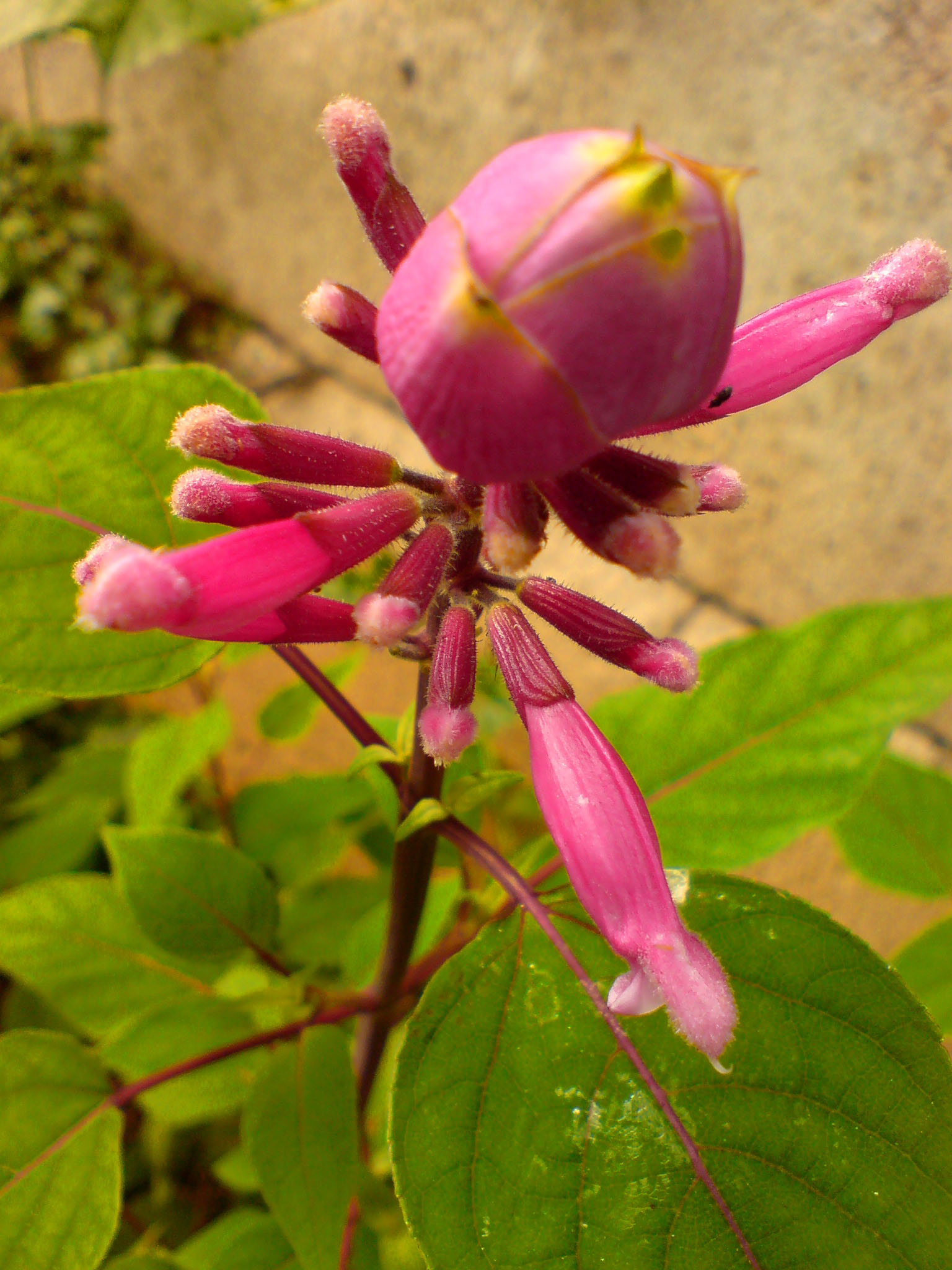
Salvia involucrata (Tribù Mentheae/Sottotribù Salviinae)
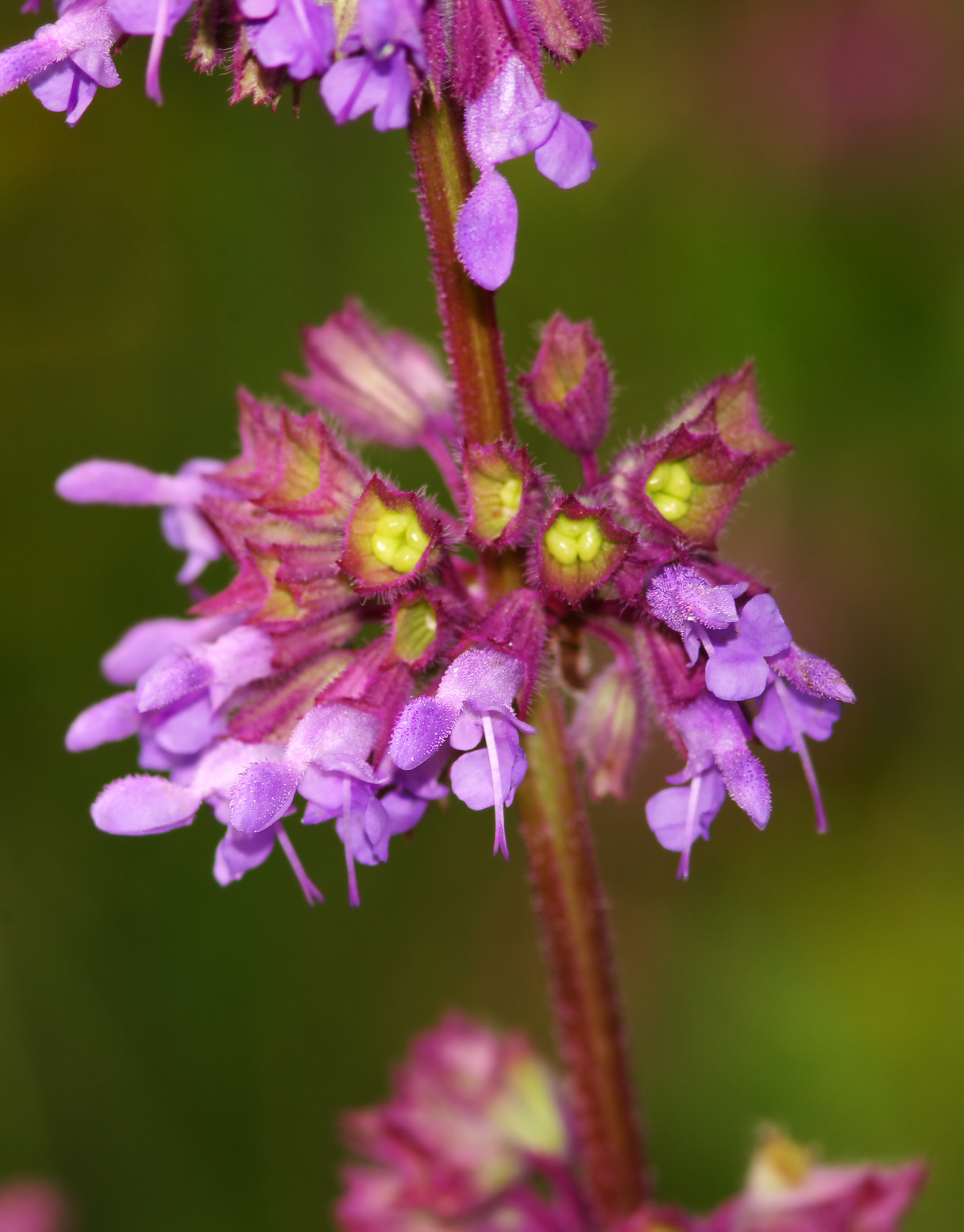
Salvia verticillata (Tribù Mentheae/Sottotribù Salviinae)
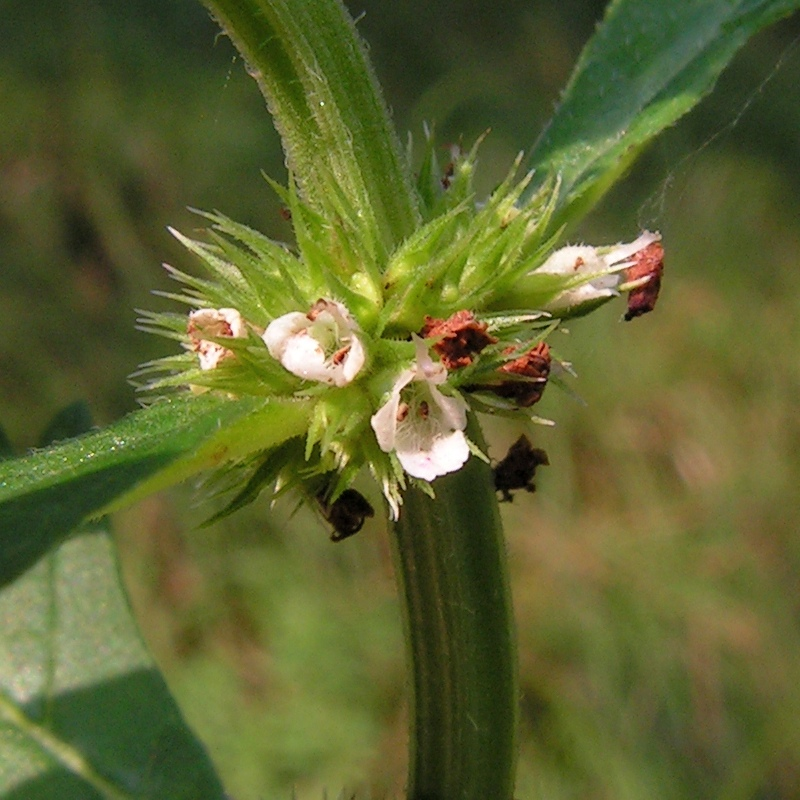
Lycopus europaeus (Tribù Mentheae/Sottotribù Lycopinae)
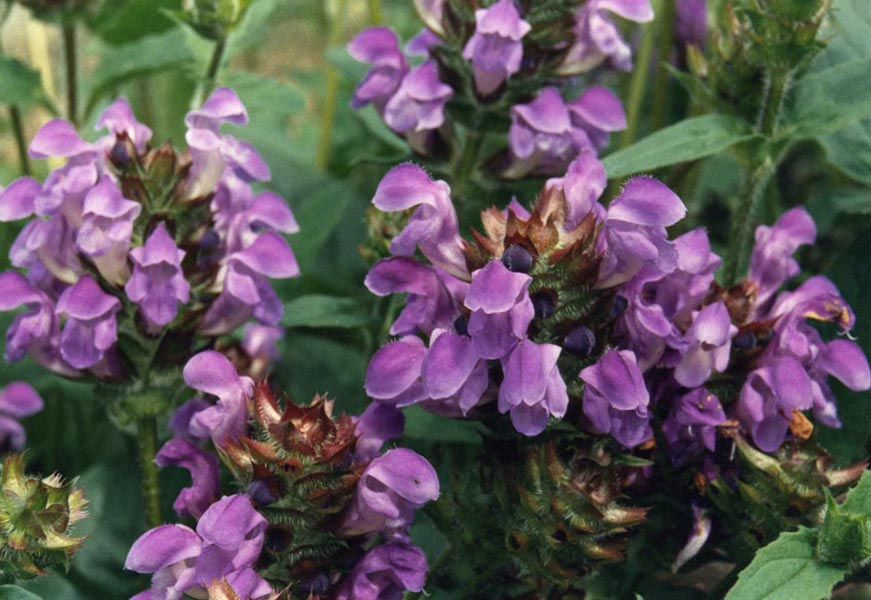
Prunella grandiflora (Tribù Mentheae/Sottotribù Prunellinae)
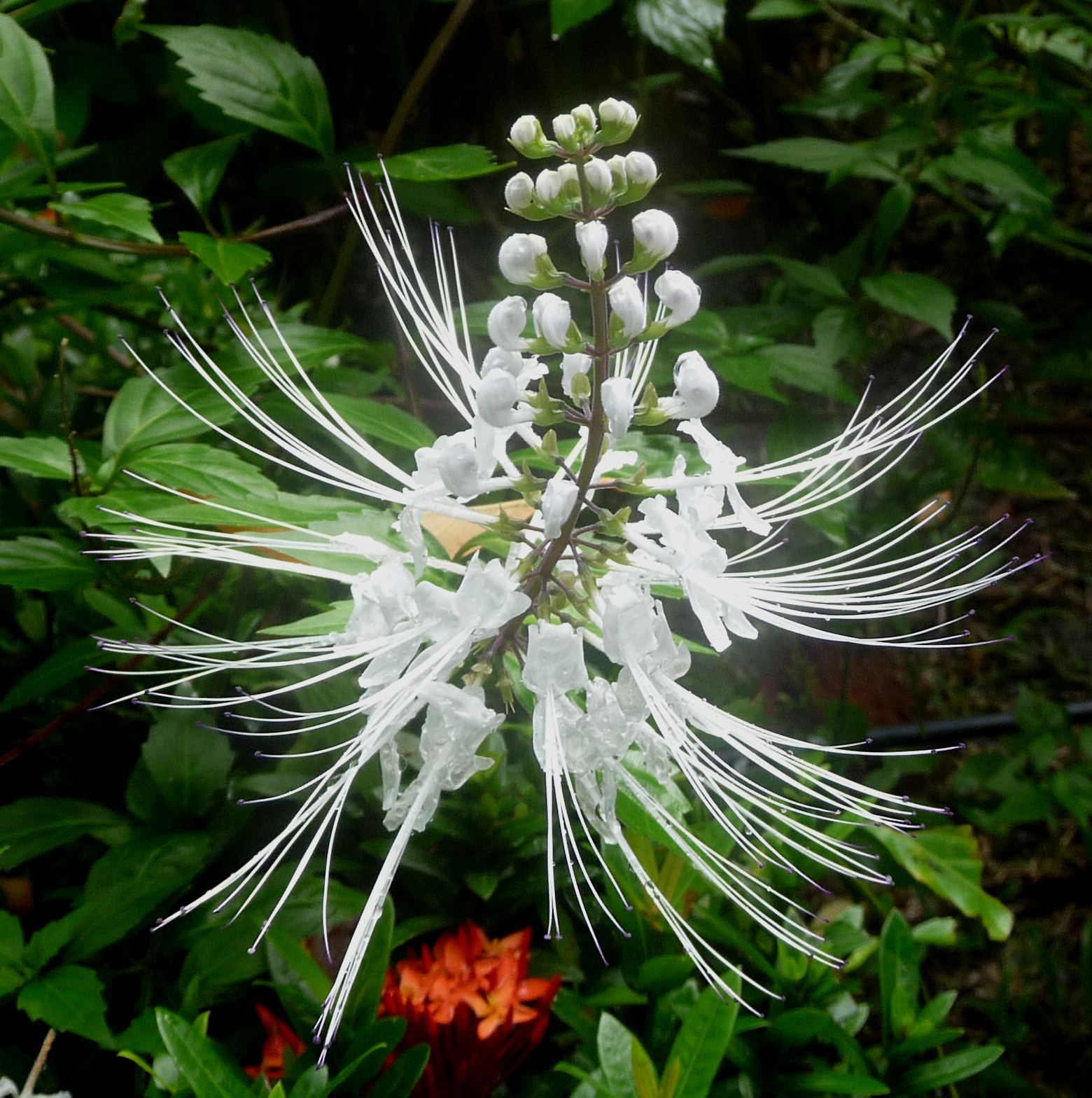
Orthosiphon Aristatus (Tribù Ocimeae/Sottotribù Ociminae)
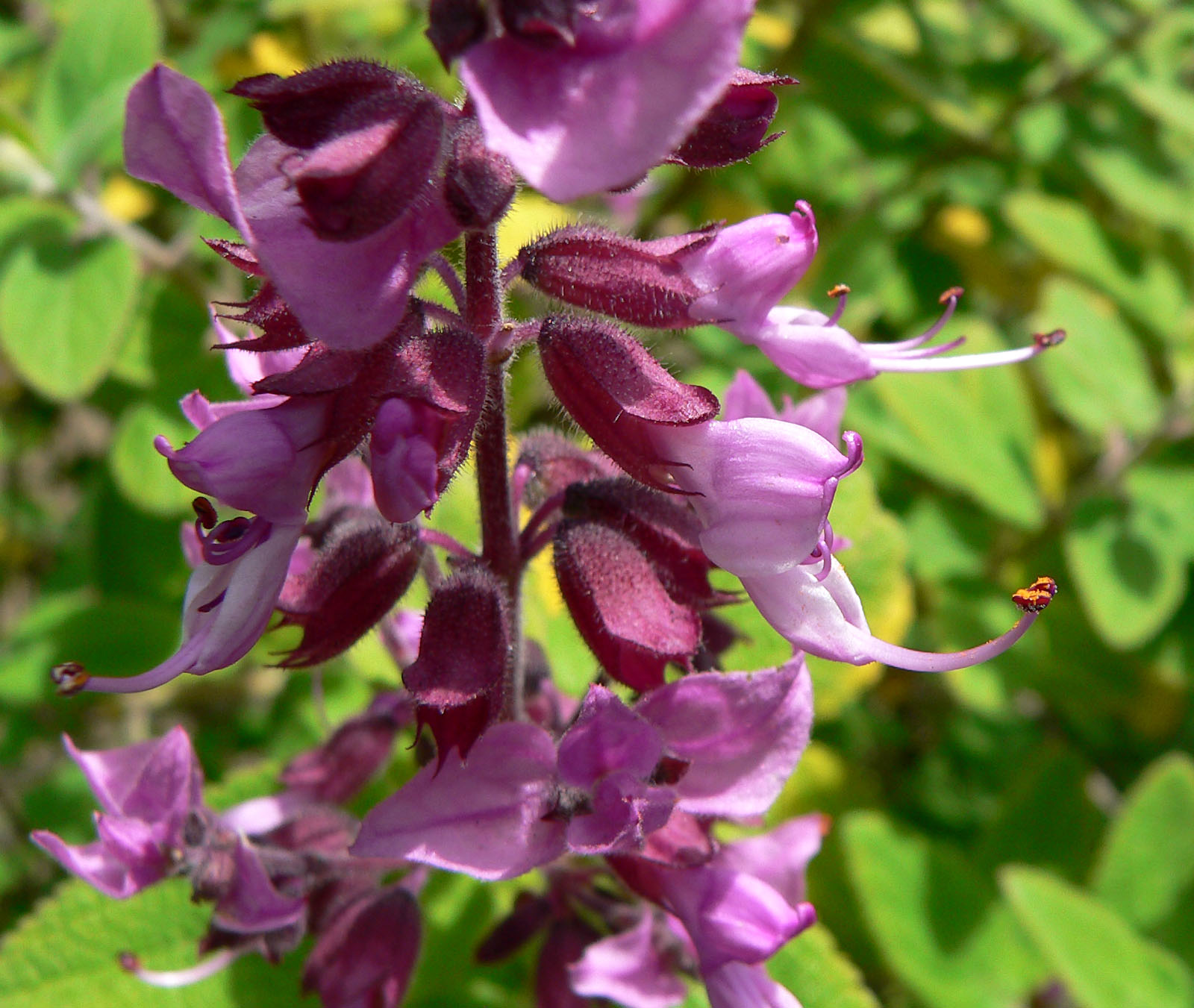
Syncolostemon obermeyerae (Tribù Ocimeae/Sottotribù Ociminae)
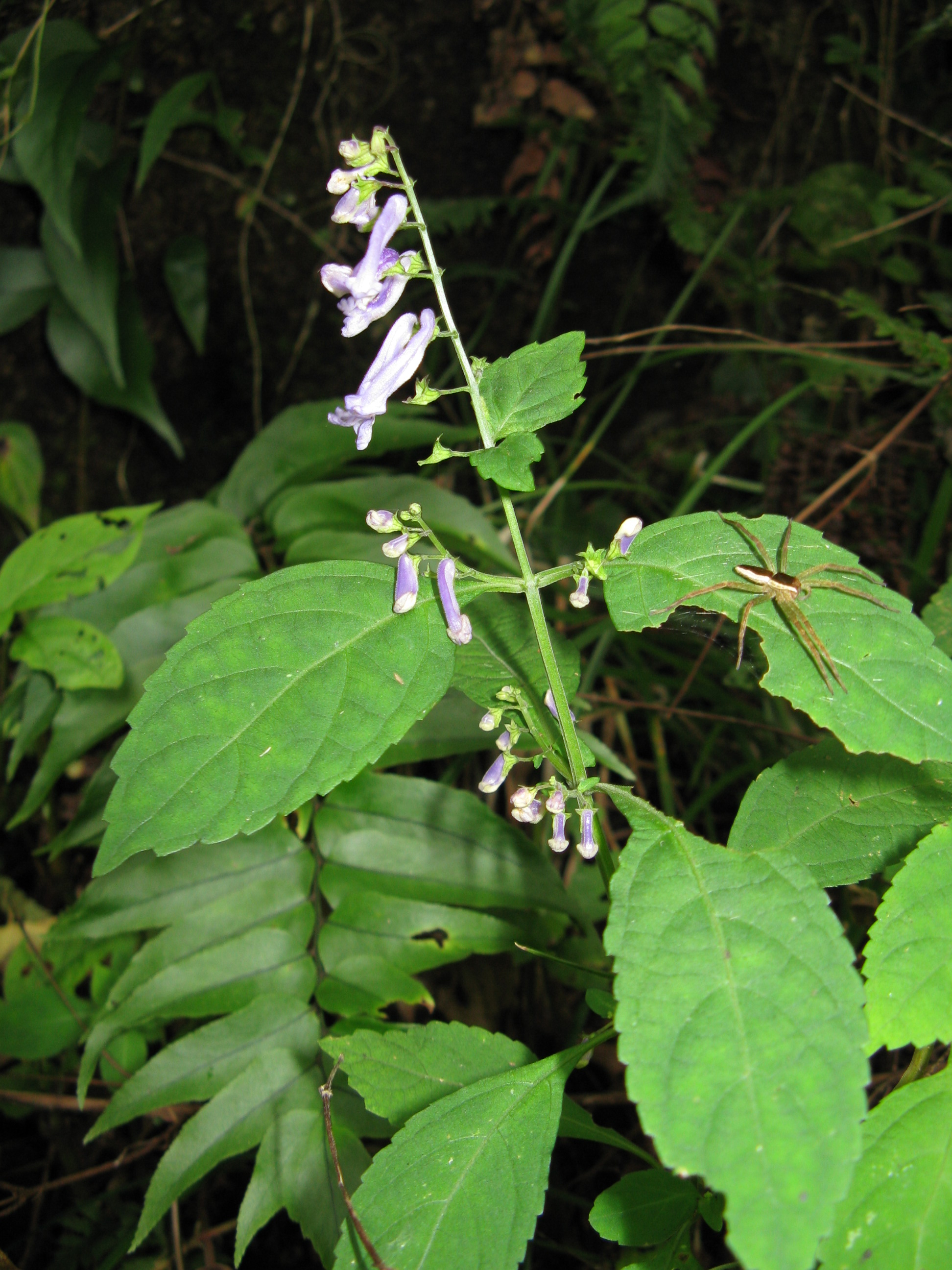
Isodon longitubus (Tribù Ocimeae/Sottotribù Hanceolinae)
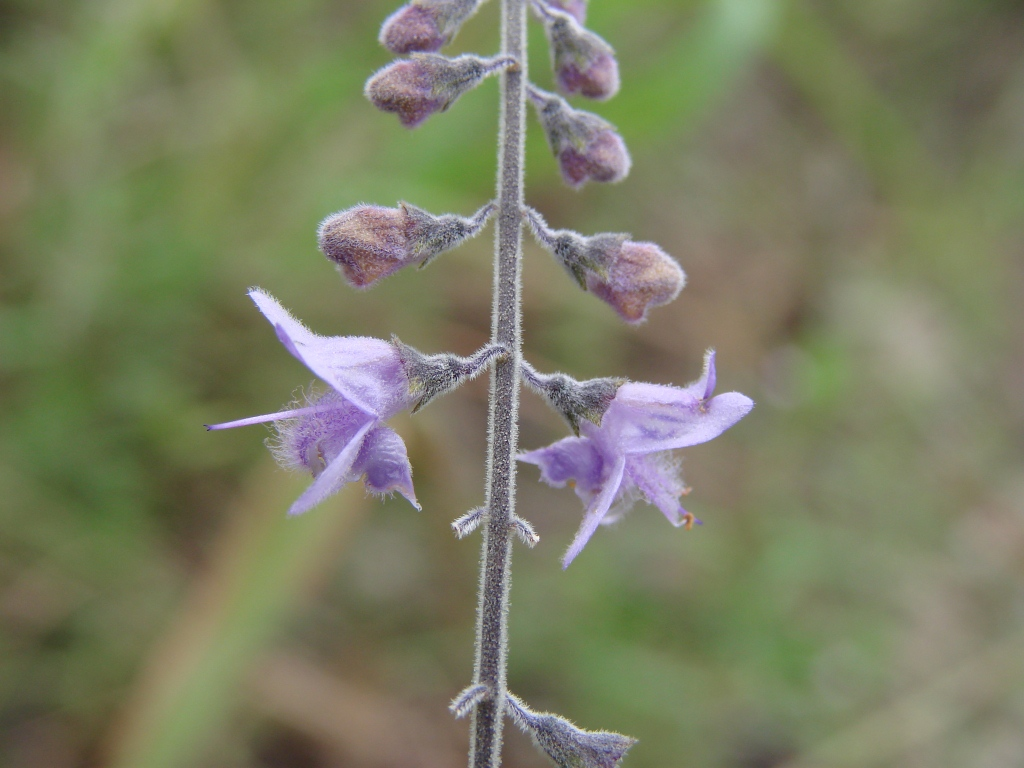
Eriope macrostachya (Tribù Ocimeae/Sottotribù Hyptidinae)
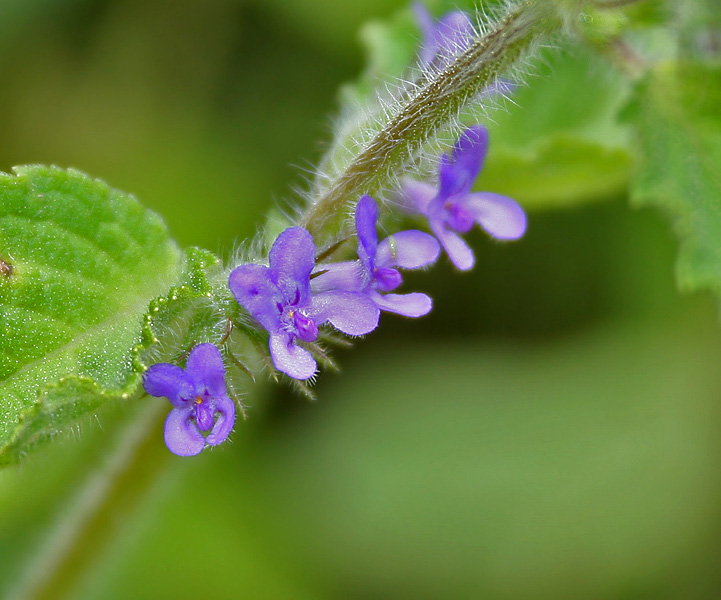
Hyptis suaveolens (Tribù Ocimeae/Sottotribù Hyptidinae)
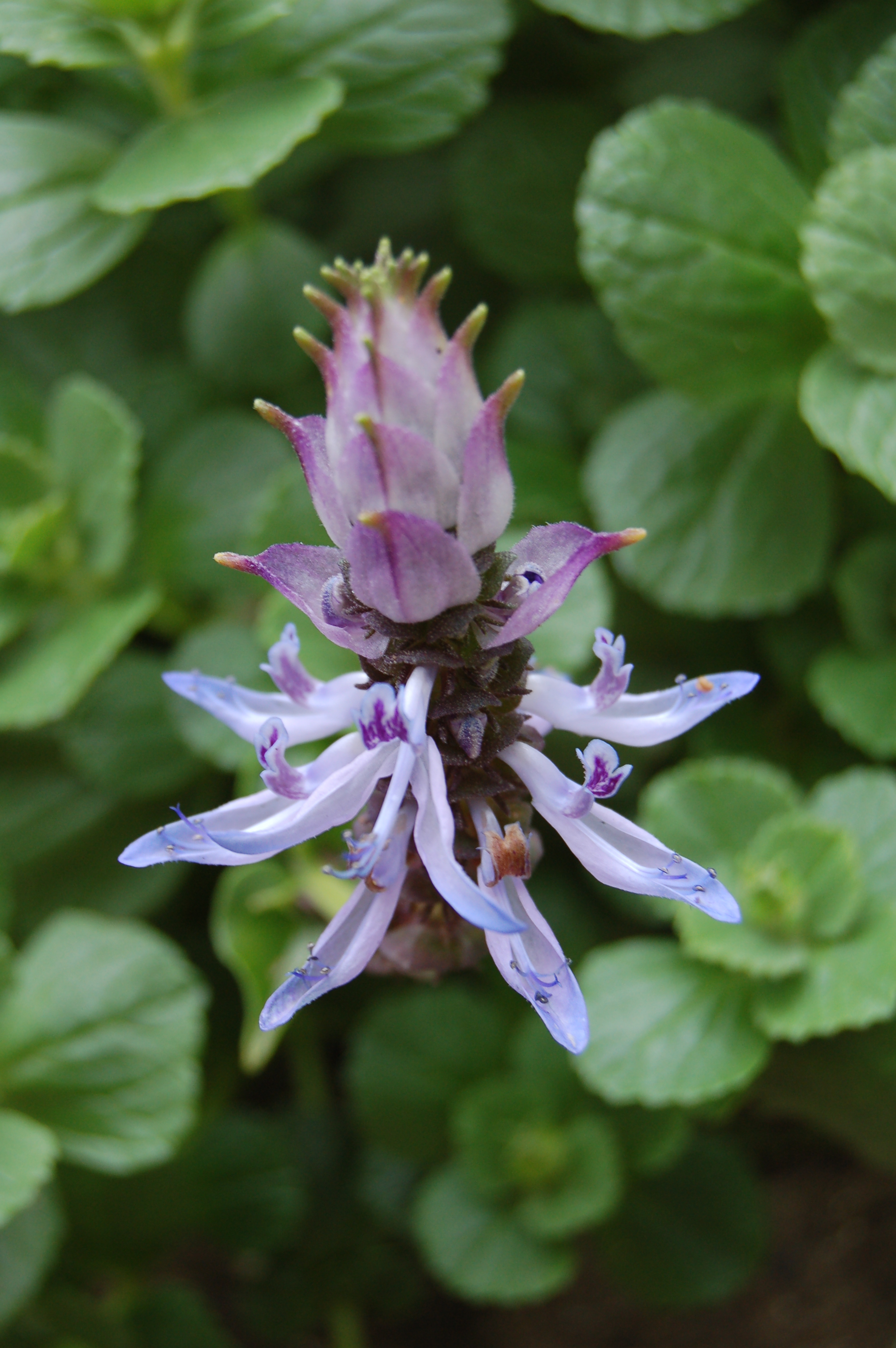
Plectranthus caninus (Tribù Ocimeae/Sottotribù Plectranthinae)
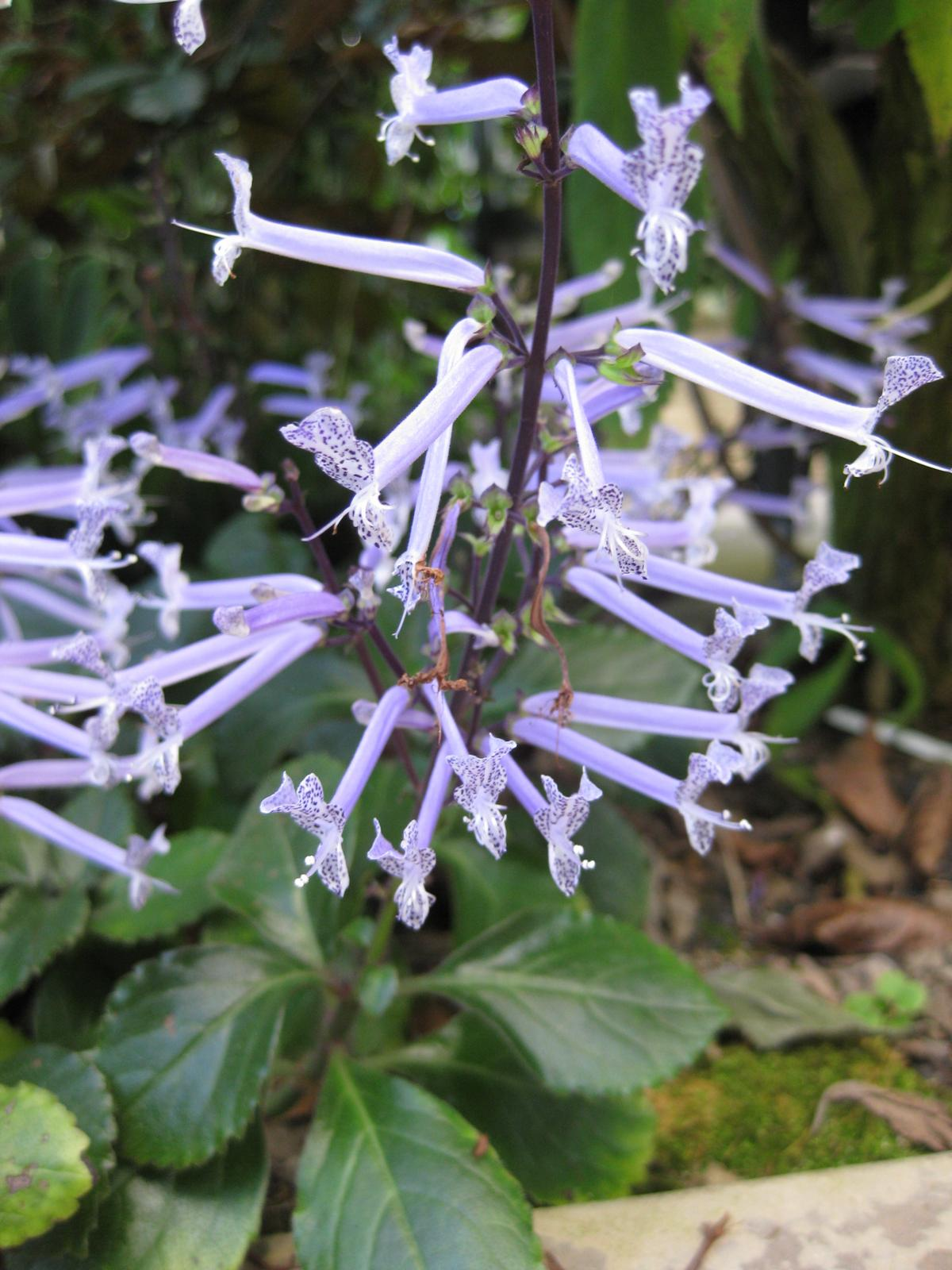
Plectranthus hilliardiae (Tribù Ocimeae/Sottotribù Plectranthinae)
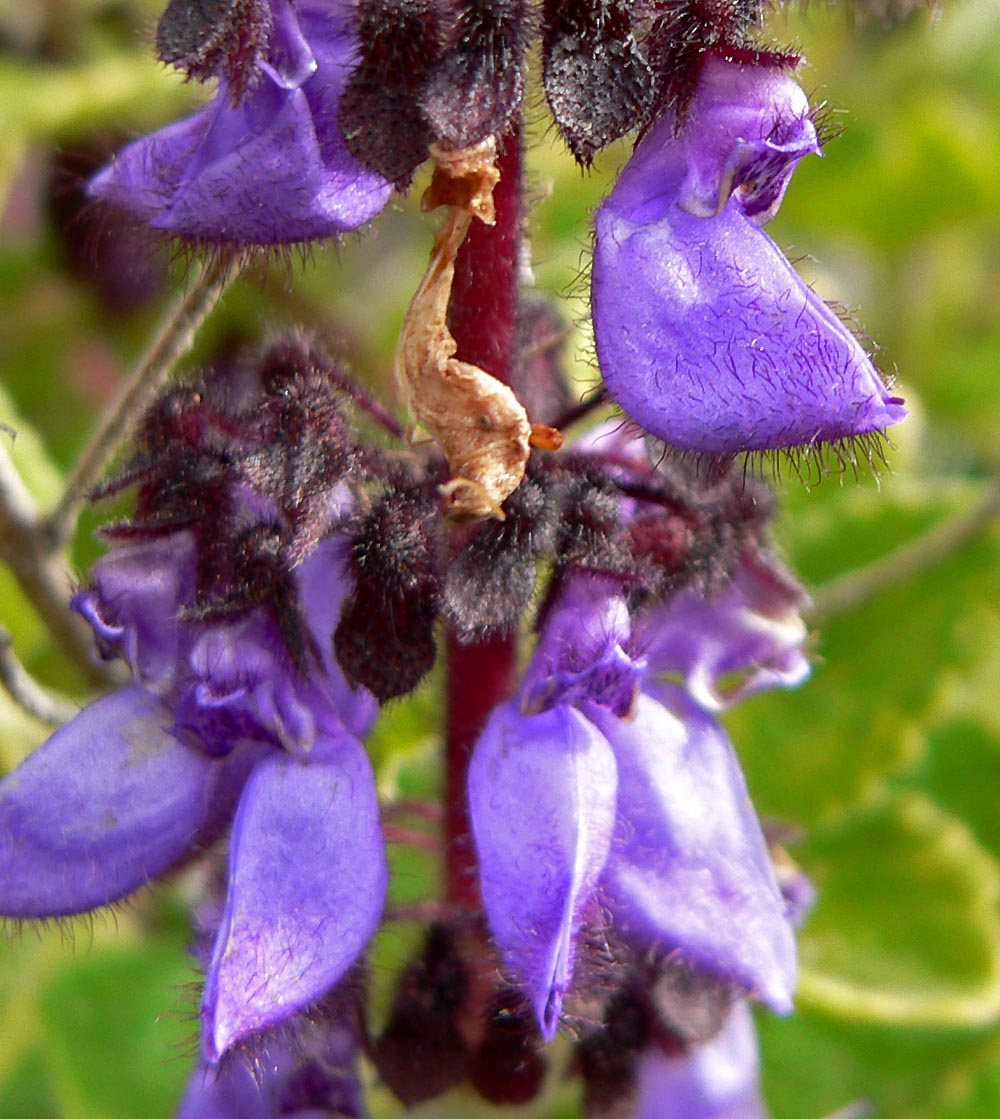
Plectranthus lanuginosus (Tribù Ocimeae/Sottotribù Plectranthinae)
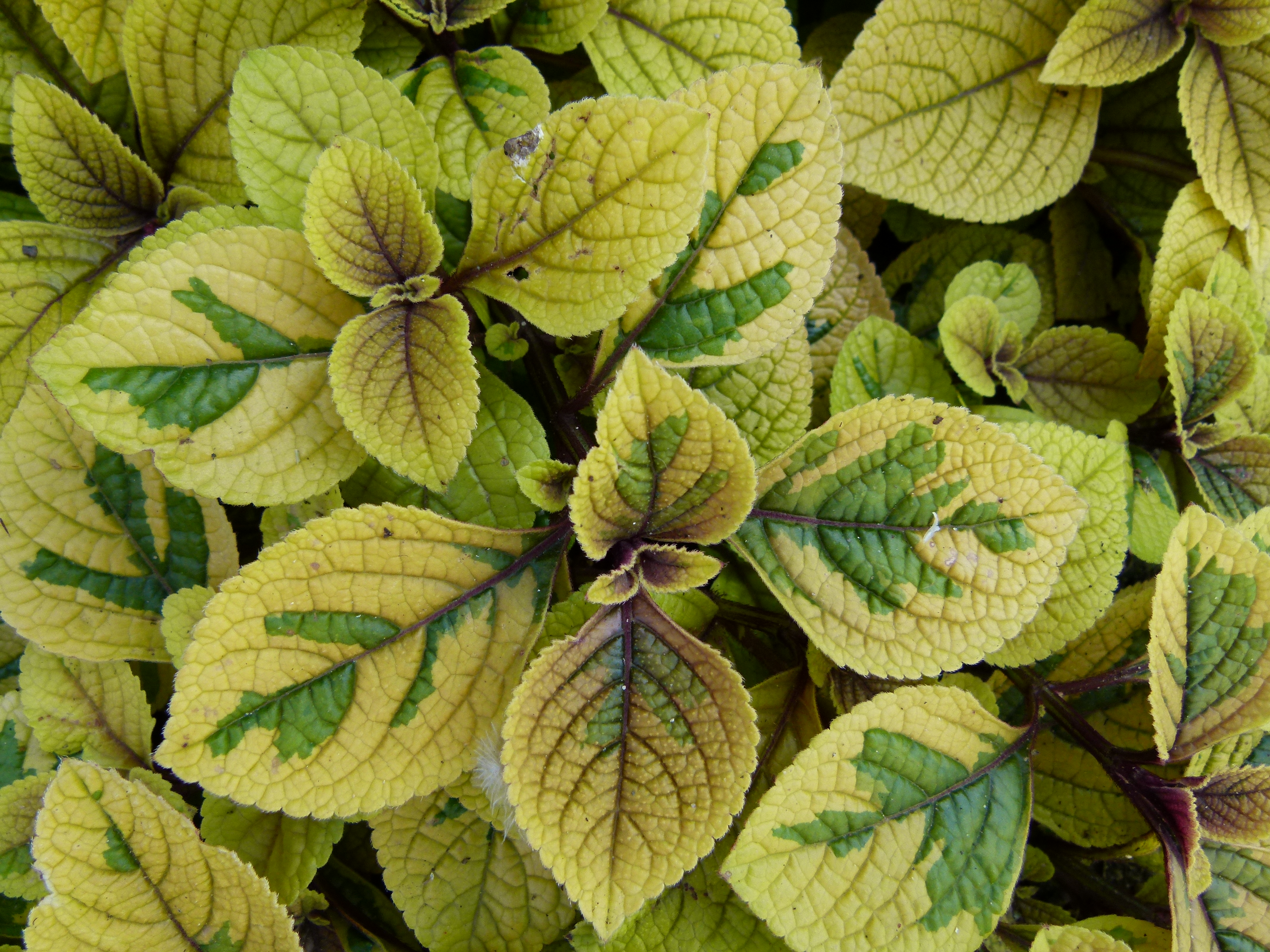
Plectranthus oertendahlii (Tribù Ocimeae/Sottotribù Plectranthinae)
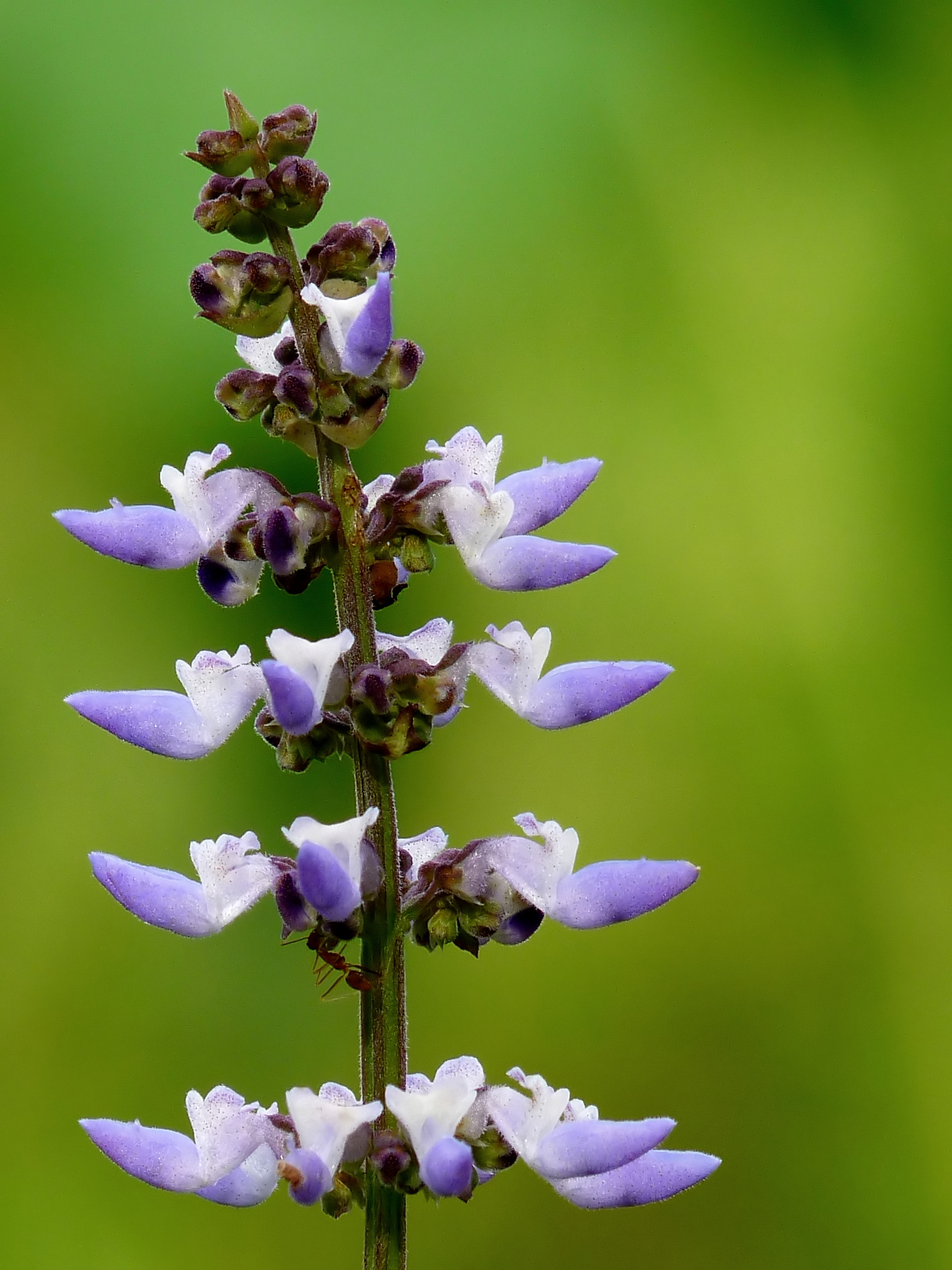
Plectranthus rotundifolius (Tribù Ocimeae/Sottotribù Plectranthinae)
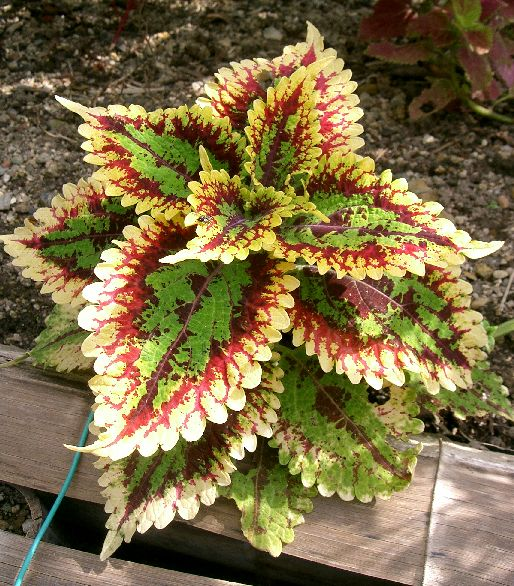
Plectranthus scutellarioides (Tribù Ocimeae/Sottotribù Plectranthinae)

La sottofamiglia Nepetoideae Kostel., 1834 comprende 4 tribù, 9 sottotribù, 112 generi e circa 3 430 specie (sono da aggiungere 2 generi incertae sedis con 2 specie).
Tribù Elsholtzieae
La tribù Elsholtzieae R.W.Sanders & P.D.Cantino, 1984 comprende 6 generi e 56 specie:
- Collinsonia  L., 1753 (4 specie)
- Elsholtzia Willd., 1790 (35 specie)
- Keiskea  Miq., 1865 (5 specie)
- Mosla (Benth.) Buch.-Ham. ex Maxim., 1875 (10 specie))
- Perilla L., 1764 (Una specie)
- Perillula Maxim., 1875 (Una specie)

Tribù Lavanduleae
La tribù Lavanduleae Caruel, 1884 comprende 1 genere e 39 specie:
- Lavandula  L. 1753 (39 specie)

Tribù Mentheae
La tribù Mentheae Dumort., 1827 comprende 5 sottotribù, 68 generi e circa 2 240 specie:
Sottotribù Menthinae 
La sottotribù Menthinae Endl., 1838 comprende 38 generi e circa 870 specie:
- Acanthomintha (A. Gray) Benth. & Hook. f., 1876 (3 specie)
- Blephilia Raph., 1819 (3 specie)
- Bystropogon L'Her., 1788 (7 - 10 specie)
- Clinopodium L., 1753 (oltre 140 specie)
- Conradina A. Gray, 1870 (6 specie)
- Cuminia Colla, 1986 (1 specie)
- Cunila D. Royen ex L., 1759 (Circa 15 specie)
- Cyclotrichium (Boiss.) Manden. & Scheng., 1953 (Circa 6 specie)
- Dicerandra Benth., 1830 (8-9 specie)
- Eriothymus (Benth.) Schmidt, 1858 (1 specie)
- Euhesperida Brullo & Furnari, 1979 (1 specie)
- Glechon Spreng., 1827 (Circa 6 specie)
- Gontscharovia Boriss., 1953 (1 specie)
- Hedeoma Pers., 1807 (Circa 38 specie)
- Hesperozygis Epling, 1936 (Circa 8 specie)
- Hoehnea Epling, 1939 (Circa 4 specie)
- Kurzamra Kuntze, 1891 (1 specie)
- Mentha L., 1753 (Circa 25 specie)
- Micromeria Benth., 1829 (Circa 90 specie)
- Minthostachys  (Benth.) Spach, 1840 (Circa 12 specie)
- Monarda L., 1753 (Circa 20 specie)
- Monardella Benth., 1834 (Circa 20 specie)
- Obtegomeria P.D. Cantino & Doroszenko, 1998 (1 specie)
- Origanum L., 1753 (Circa 36 specie)
- Pentapleura Hand.-Mazz., 1913 (1 specie)
- Piloblephis Raf., 1838 (1 specie)
- Pogogyne Benth., 1834 (6 specie)
- Poliomintha A. Gray, 1870 (7 specie)
- Pycnanthemum Michx., 1803 (17 - 21 specie)
- Rhabdocaulon (Benth.) Epling, 1936 (7 specie)
- Rhododon Epling, 1939 (1 specie)
- Saccocalyx Coss. & Durieu, 1853 (1 specie)
- Satureja L., 1753 (30 - 40 specie)
- Stachydeoma Small, 1903 (1 specie)
- Thymbra L., 1753 (4 specie)
- Thymus L., 1753 (Circa 350 specie)
- Zataria Boiss., 1884 (1 specie)
- Ziziphora L., 1753 (Circa 25 specie)

Sottotribù Nepetinae
La sottotribù Nepetinae Coss. & Germ., 1845 comprende 16 generi e circa 370 specie:
- Agastache Gronov., 1762 (Circa 22 specie)
- Cedronella Moench, 1794 (1 specie)
- Dracocephalum L., 1753 (Circa 46 specie)
- Drepanocaryum Pojark., 1954 (1 specie)
- Glechoma L., 1753 (10 specie)
- Heterolamium C.Y. Wu, 1965 (1 specie)
- Hymenocrater Fisch. & C.A. Mey., 1835 (Circa 12 specie)
- HyssopusL., 1753 (5 specie)
- Kudrjaschevia Pojark., 1953 (4 specie)
- Lallemantia Fisch. & C.A. Mey., 1839 (5 specie)
- Lophanthus Adans., 1763 (2 specie)
- Marmoritis Benth., 1833 (5 specie)
- Meehania Britton, 1894 (2 specie)
- Nepeta L., 1763 (Circa 250 specie)
- Pitardia Batt. ex Pit., 1918 (2 specie)
- Schizonepeta (Benth.) Briq., 1896 (3 specie)

Sottotribù Salviinae
La sottotribù Salviinae Endl., 1838 comprende 10 generi e circa 970 specie:
- Chaunostoma Donn. Sm., 1895 (1 specie)
- Dorystaechas Boiss. & Heldr. ex Benth., 1848 (1 specie)
- Lepechinia Willd., 1803 (Cira 55 specie)
- Melissa L., 1753 (3 specie)
- Meriandra Benth., 1829 (2 specie)
- Neoeplingia Ramam., Hiriart & Medrano, 1982 (1 specie)
- Perovskia Kar., 1841 (Circa 7 specie)
- Salvia L., 1753||Circa 900 specie)
- Rosmarinus L., 1753 (3 specie)
- Zhumeria Rech.f. & Wendelbo, 1967 (1 specie)

Sottotribù Lycopinae
La sottotribù Lycopinae B.T.Drew & Sytsma, 2012 comprende 1 genere e 19 specie:
- Lycopus L., 1753 (19 specie)

Sottotribù Prunellinae
La sottotribù Prunellinae Dumort., 1827 comprende 3 generi e circa 10 specie:
- Cleonia L., 1763 (1 specie)
- Prunella L., 1753 (Circa 8 specie)
- Horminum L., 1753 (1 specie)

Tribù Ocimeae
La tribù comprende 4 sottotribù, 37 generi e circa 1 100 specie:
Sottotribù Ociminae
La sottotribù Ociminae J.A.Schmidt, 1858 comprende 13 generi e 250-300 specie:
- Basilicum Moench, 1802 (Circa 7 specie)
- Benguellia G. Taylor, 1931 (Una specie)
- Catoferia (Benth.) Benth., 1876 (4 specie)
- Endostemon N.E. Br., 1910 (Circa 17 specie)
- Fuerstia T.C.E. Fr., 1929 (6 specie)
- Haumaniastrum P.A.Duvign. & Plancke, 1939 (Circa 23 specie))
- Hemizygia (Benth.) Briq., 1897 (Circa 28 specie)
- Hoslundia Vahl, 1804 (2 specie))
- Ocimum L., 1753 (Circa 65 - 150 specie)
- Orthosiphon Benth., 1830 (Circa 40 specie)
- Platostoma P. Beauv., 1818 (Circa 5 specie)
- Puntia Hedge, 1983 (Una specie)
- Syncolostemon E. Mey., 1837 (10 specie)

Sottotribù Hanceolinae
La sottotribù Hanceolinae A.J. Paton, Ryding & Harley, 2003 comprende 3 generi e circa 100 specie:
- Hanceola Kudo, 1929 (3 -8 specie)
- Isodon (Schrader ex Benth.) Spach, 1840 (Circa 100 specie)
- Siphocranion Kudò, 1929 (2 specie)

Sottotribù Hyptidinae
La sottotribù Hyptidinae Endl., 1838 comprende 7 generi e circa 380 specie:
- Asterohyptis Epling, 1932 (3 specie)
- Eriope Kunth ex Benth., 1833 (Circa 30 specie)
- Hypenia (Mart. ex Benth.) Harley, 1988 (24 specie)
- Hyptidendron Harley, 1988 (Circa 16 specie)
- Hyptis Jacq., 1786 (Circa 300 specie)
- Marsypianthes Mart. ex Benth., 1833 (6 specie)
- Peltodon Pohl, 1827 (5 - 6 specie)
- Rhaphiodon Schauer, 1844 (Una specie)

Sottotribù Plectranthinae
La sottotribù Plectranthinae Endl., 1838 comprende 14 generi e circa 320-420 specie:
- Aeollanthus Mart. ex Spreng., 1825 (Circa 43 specie)
- Alvesia Welw.,1869 (3 specie)
- Anisochilus Wall. ex Benth., 1830 (da 15 a 20 specie)
- Capitanopsis S. Moore, 1916 (2 - 3 specie)
- Capitanya Schweinf. ex Gurke, 1895 (Una specie)
- Dauphinea Hedge, 1983 (Una specie)
- Holostylon Robyns & Lebrun, 1929 (Una specie)
- Leocus A. Chev., 1909 (5 - 6 specie)
- Madlabium Hedge, 1998 (Una specie)
- Perrierastrum Guillaumin, 1930 (Una specie)
- Plectranthus L'Her., 1788 (200 - 300 specie)
- Pycnostachys Hook., 1826 (Circa 37 specie)
- Tetradenia Benth., 1830 (Circa 9 specie)
- Thorncroftia N.E. Br., 1912 (3 - 4 specie)

Generi incertae sedis
I seguenti generi (2 generi con 2 specie) allo stato attuale della descrizione della sottofamiglia (2015) non hanno ancora una collocazione ben definita:
- Bovonia Chiov., 1922 (Una specie) (possibile sinonimo di Aeollanthus)
- Ombrocharis Hand.-Mazz., 1936 (Una specie)

#### Sottofamiglia Prostantheroideae

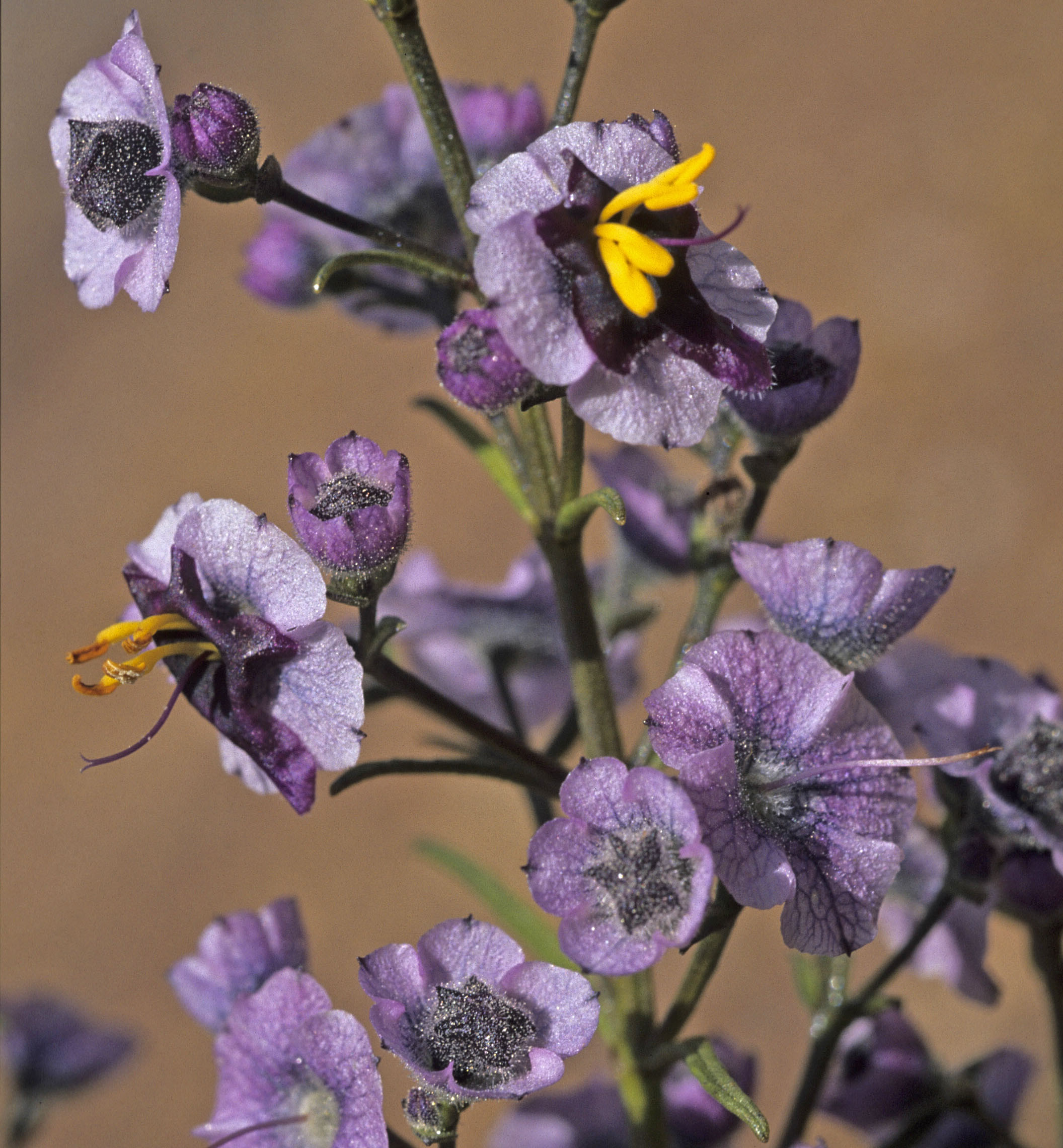
Cyanostegia angustifolia (Tribù Chloantheae)
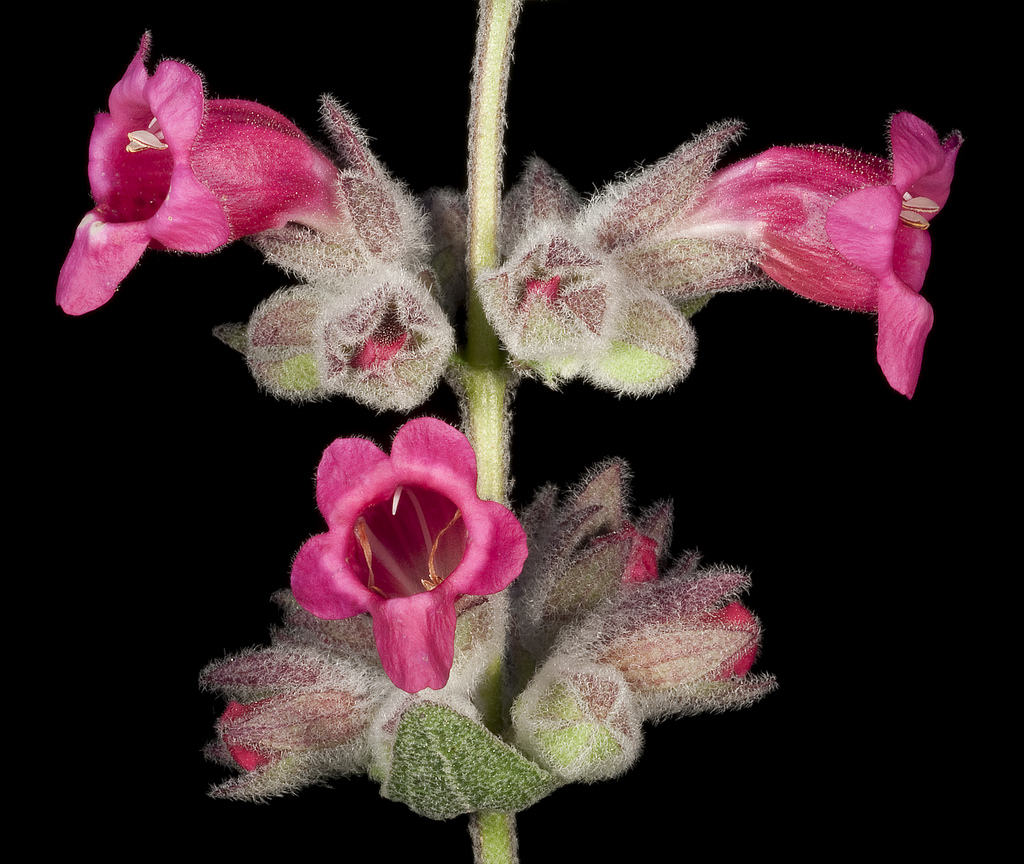
Dasymalla terminalis (Tribù Chloantheae)
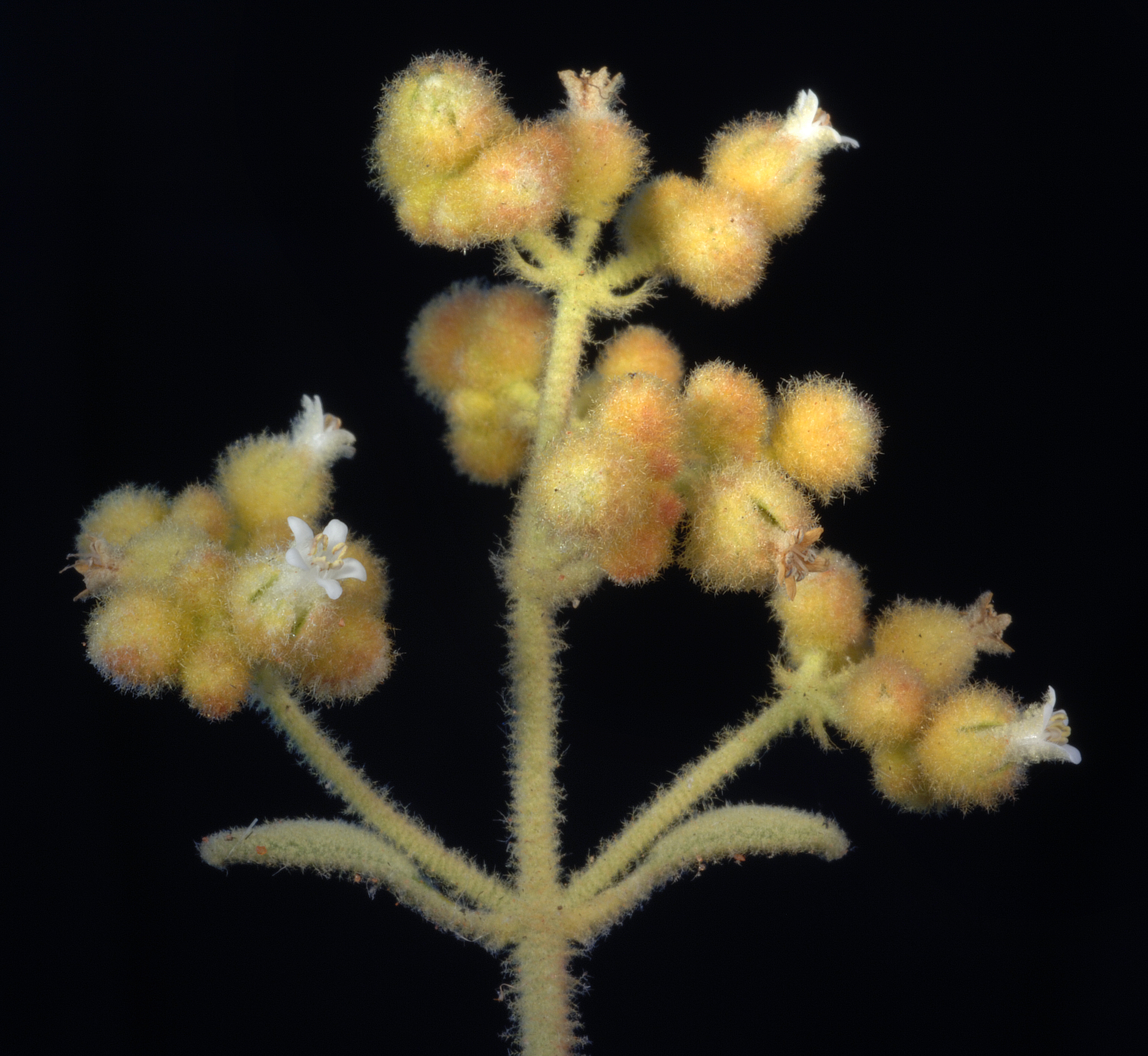
Dicrastylis exsuccosa (Tribù Chloantheae)
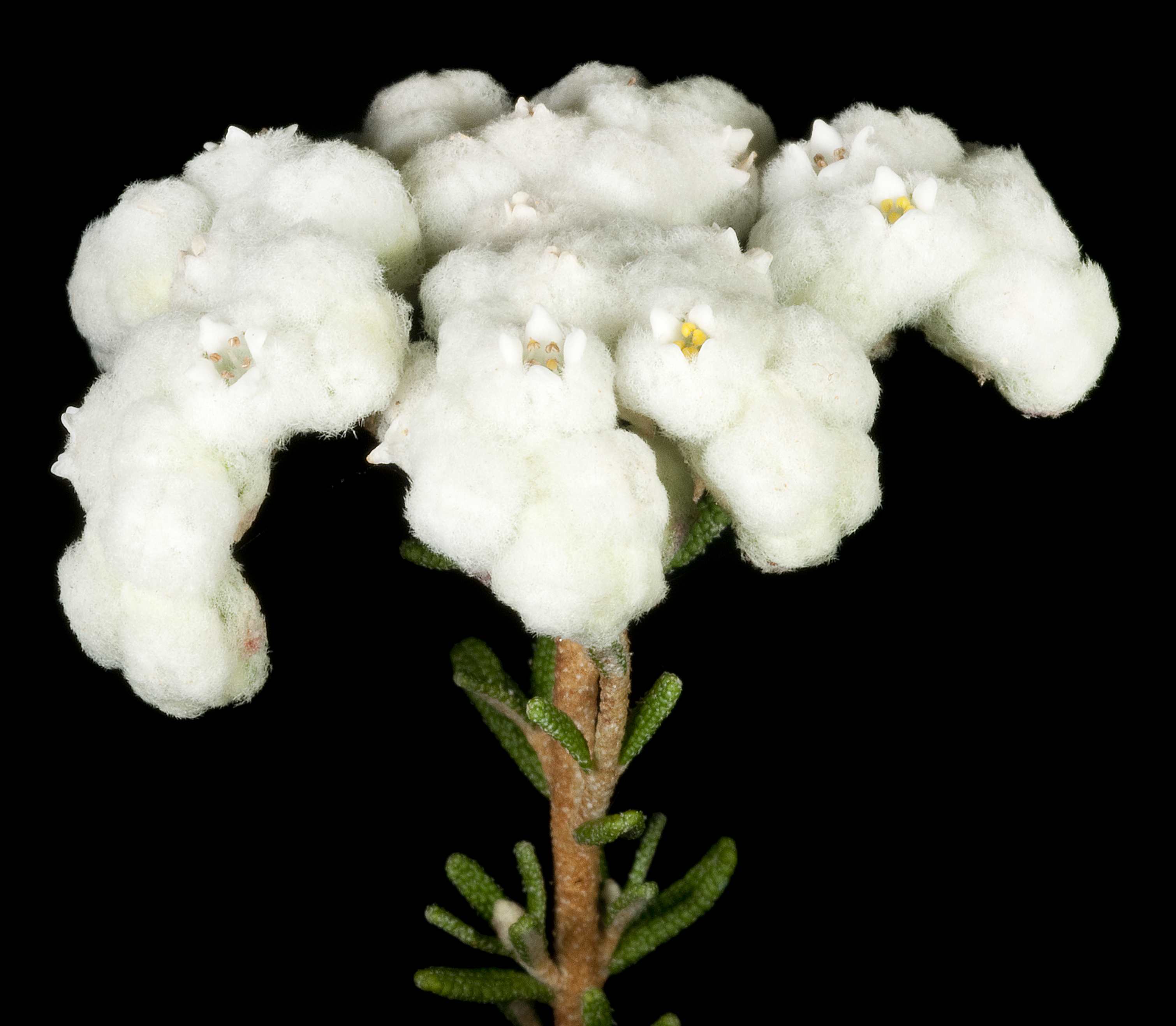
Dicrastylis rugosifolia (Tribù Chloantheae)
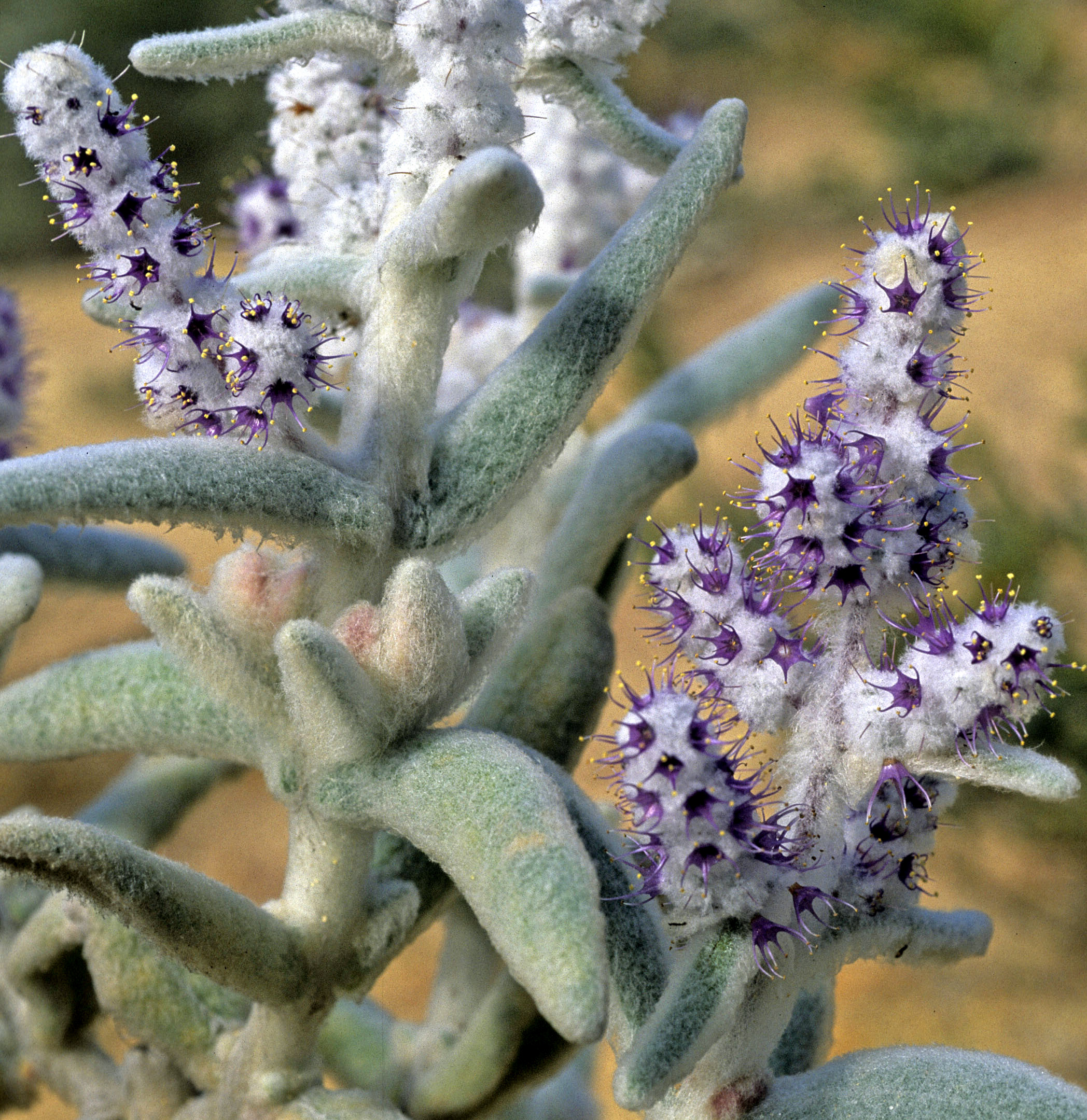
Lachnostachys verbasciflolia (Tribù Chloantheae)
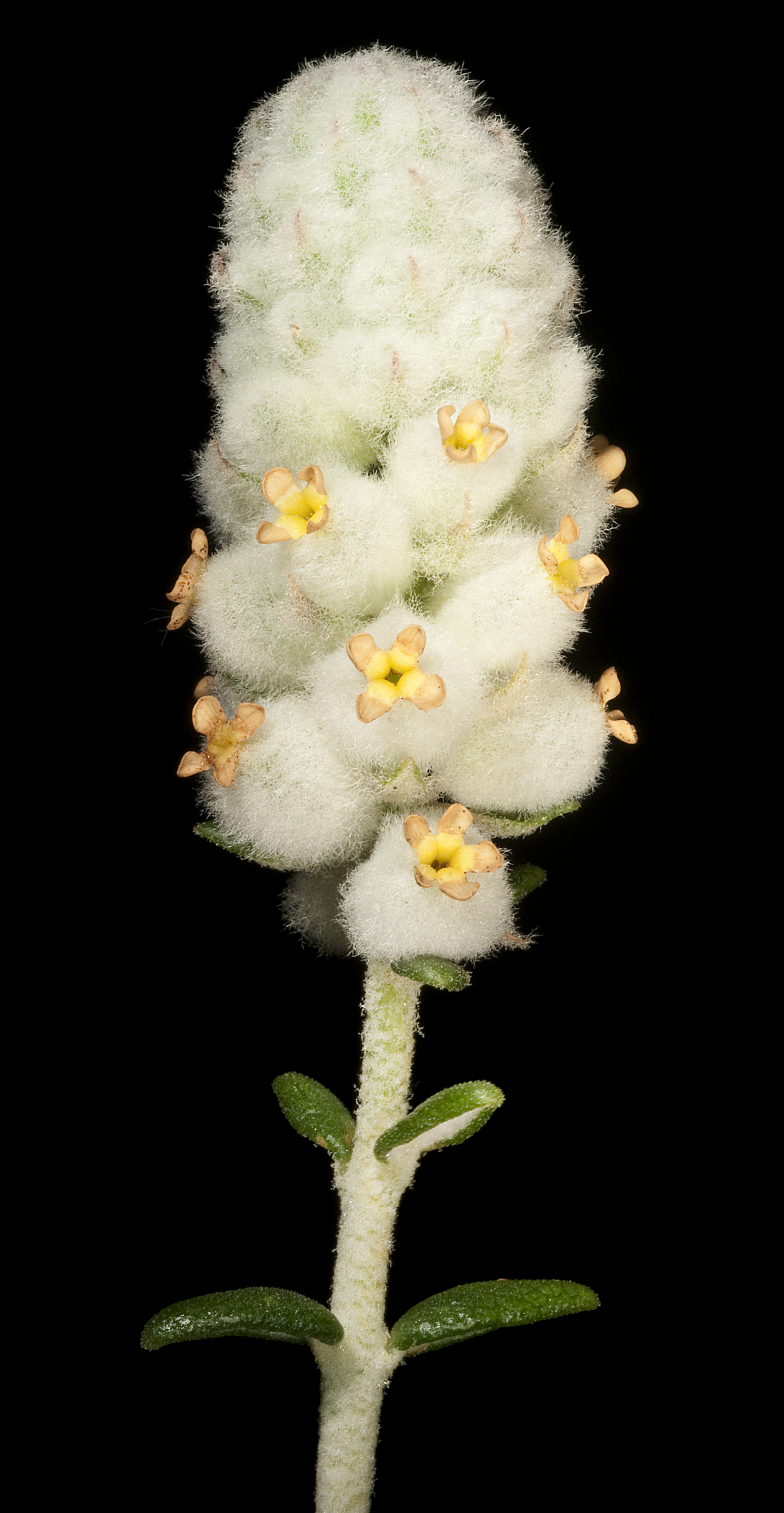
Physopsis spicata (Tribù Chloantheae)
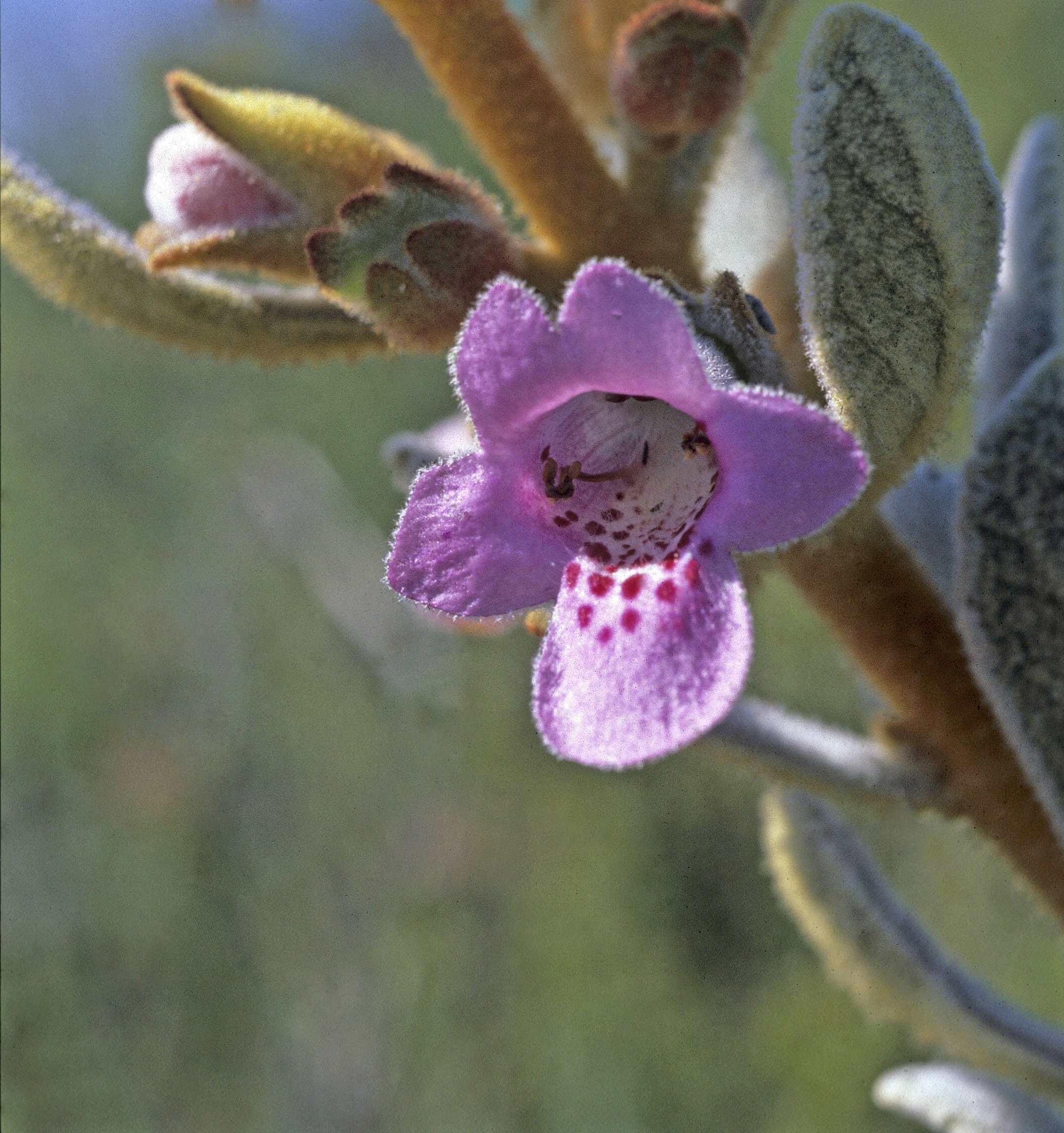
Quoya oldfieldii (Tribù Chloantheae)
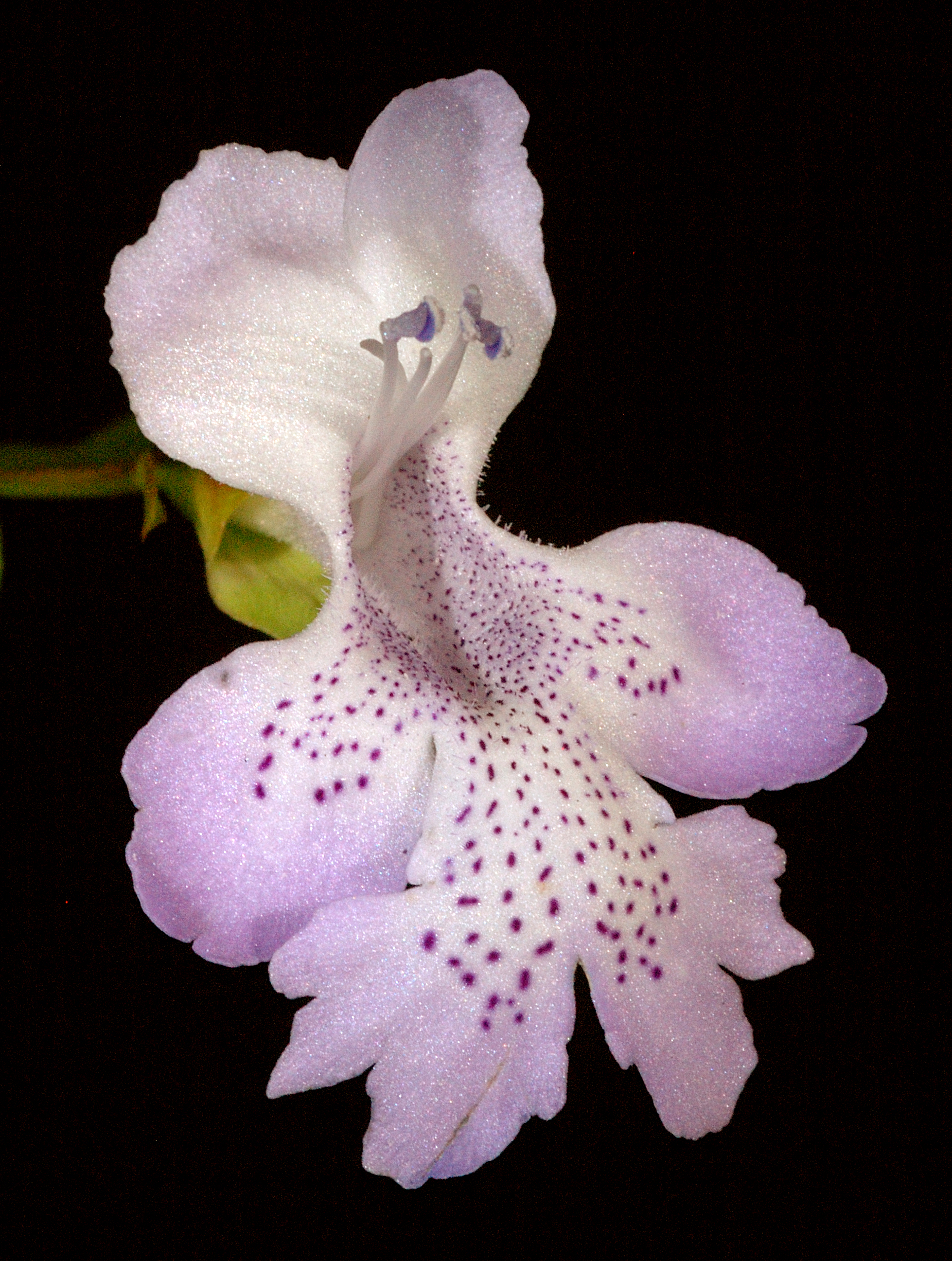
Hemiandra pungens (Tribù Westringieae)
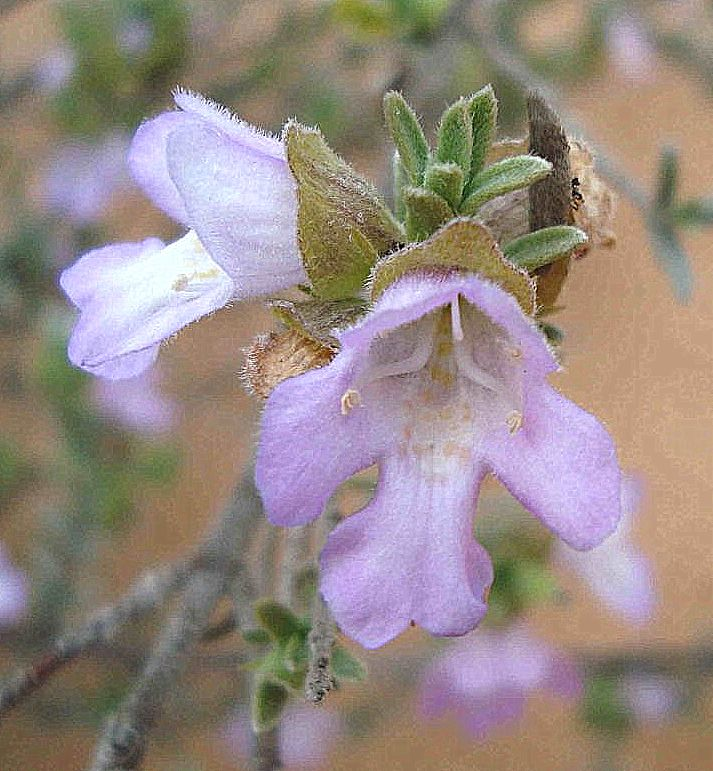
Prostanthera ammophila (Tribù Westringieae)
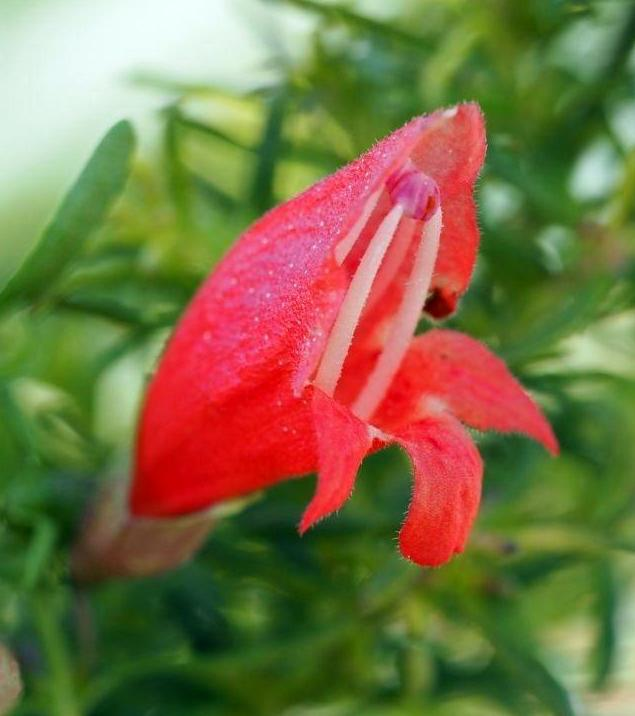
Prostanthera aspalathoides (Tribù Westringieae)
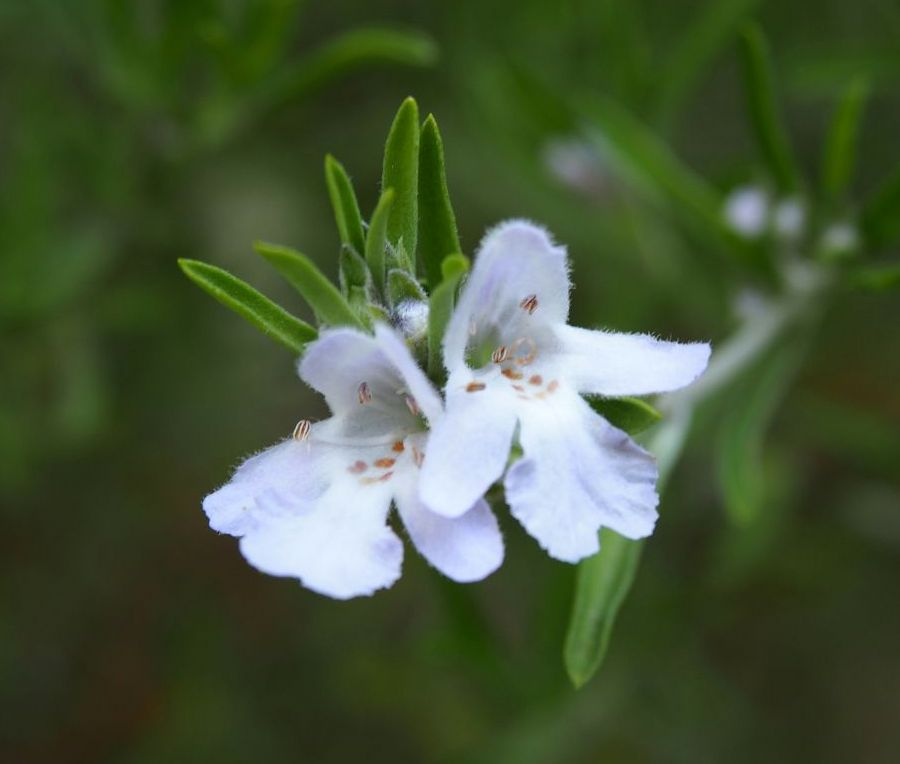
Prostanthera behriana (Tribù Westringieae)
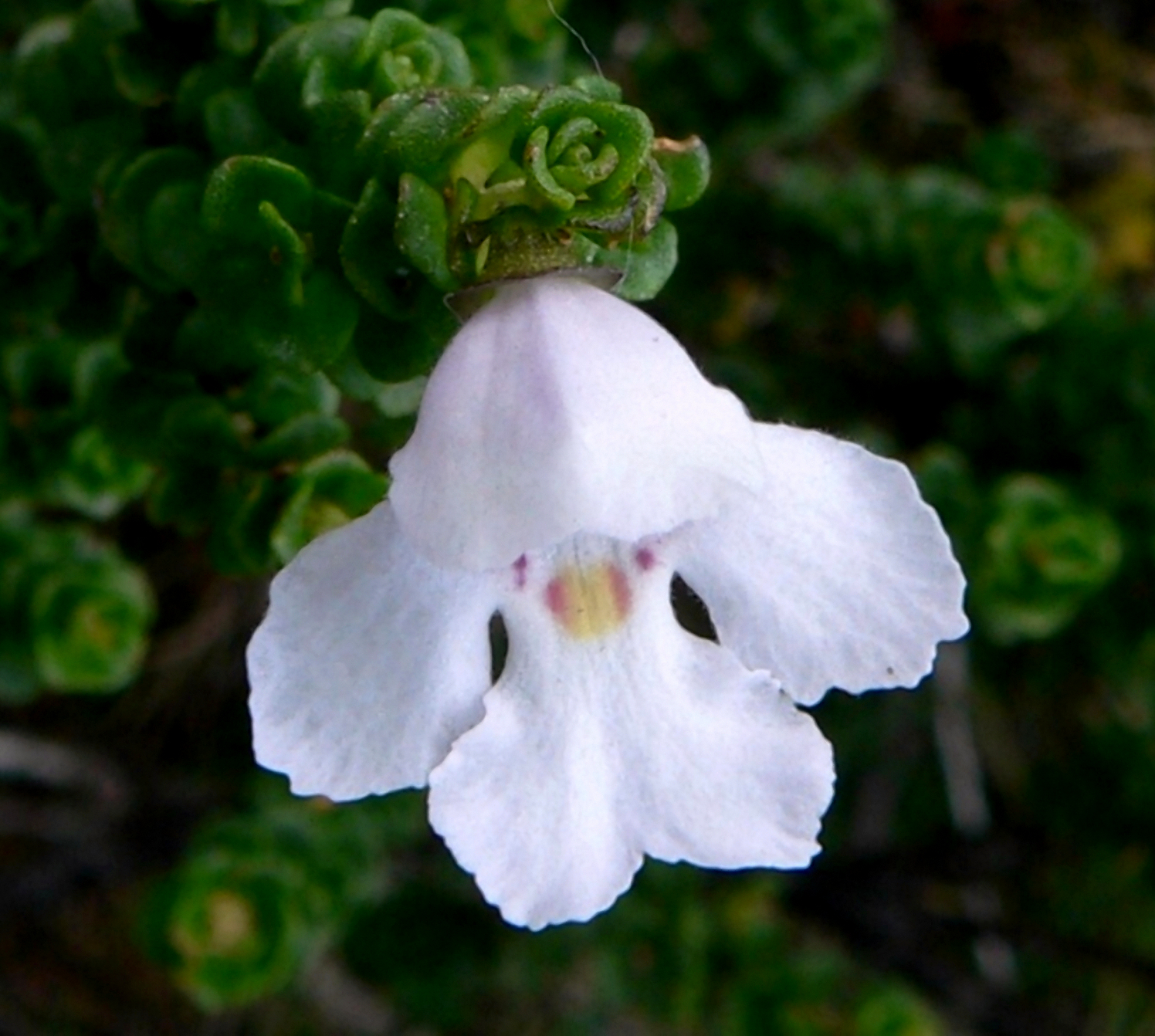
Prostanthera cuneata (Tribù Westringieae)
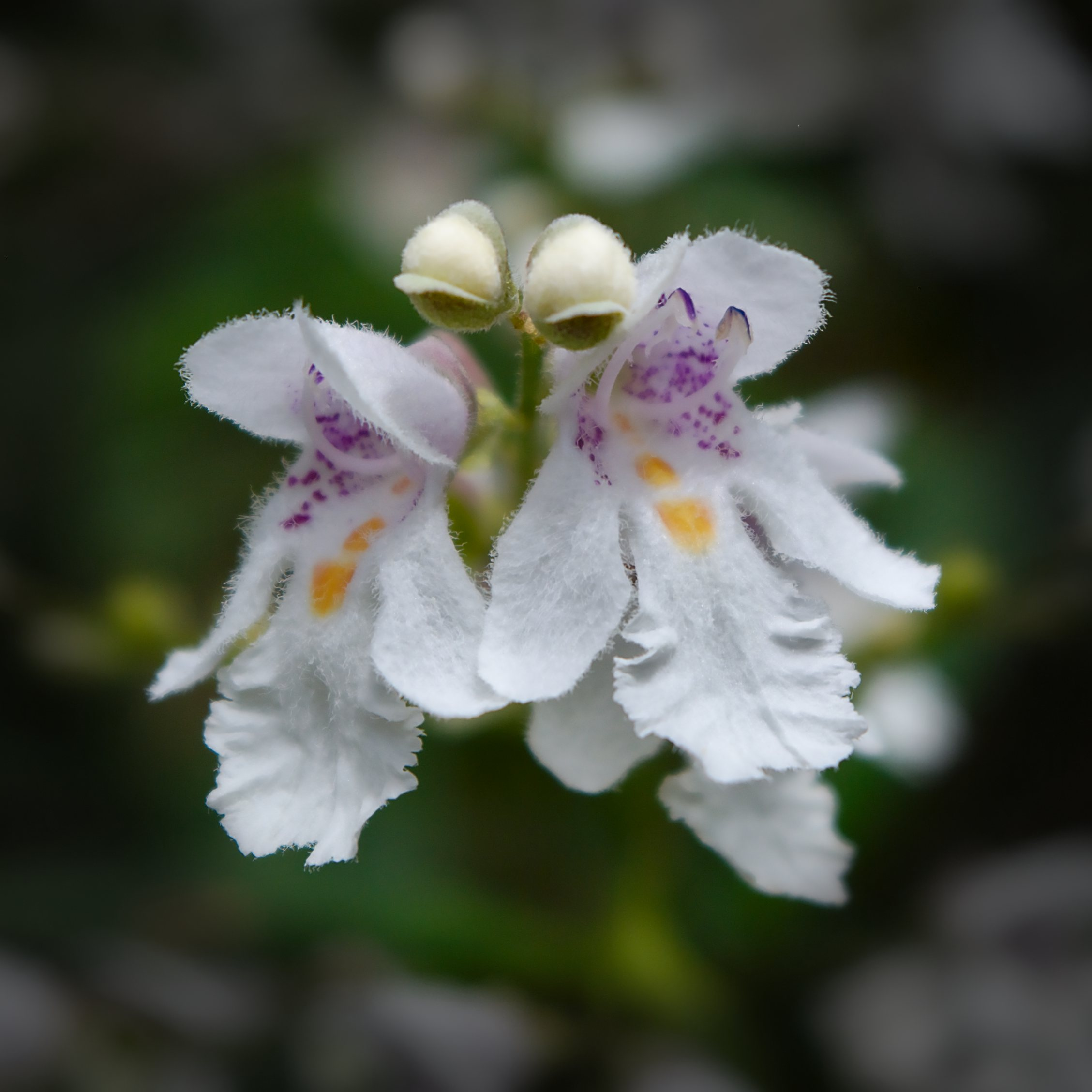
Prostanthera lasianthos (Tribù Westringieae)
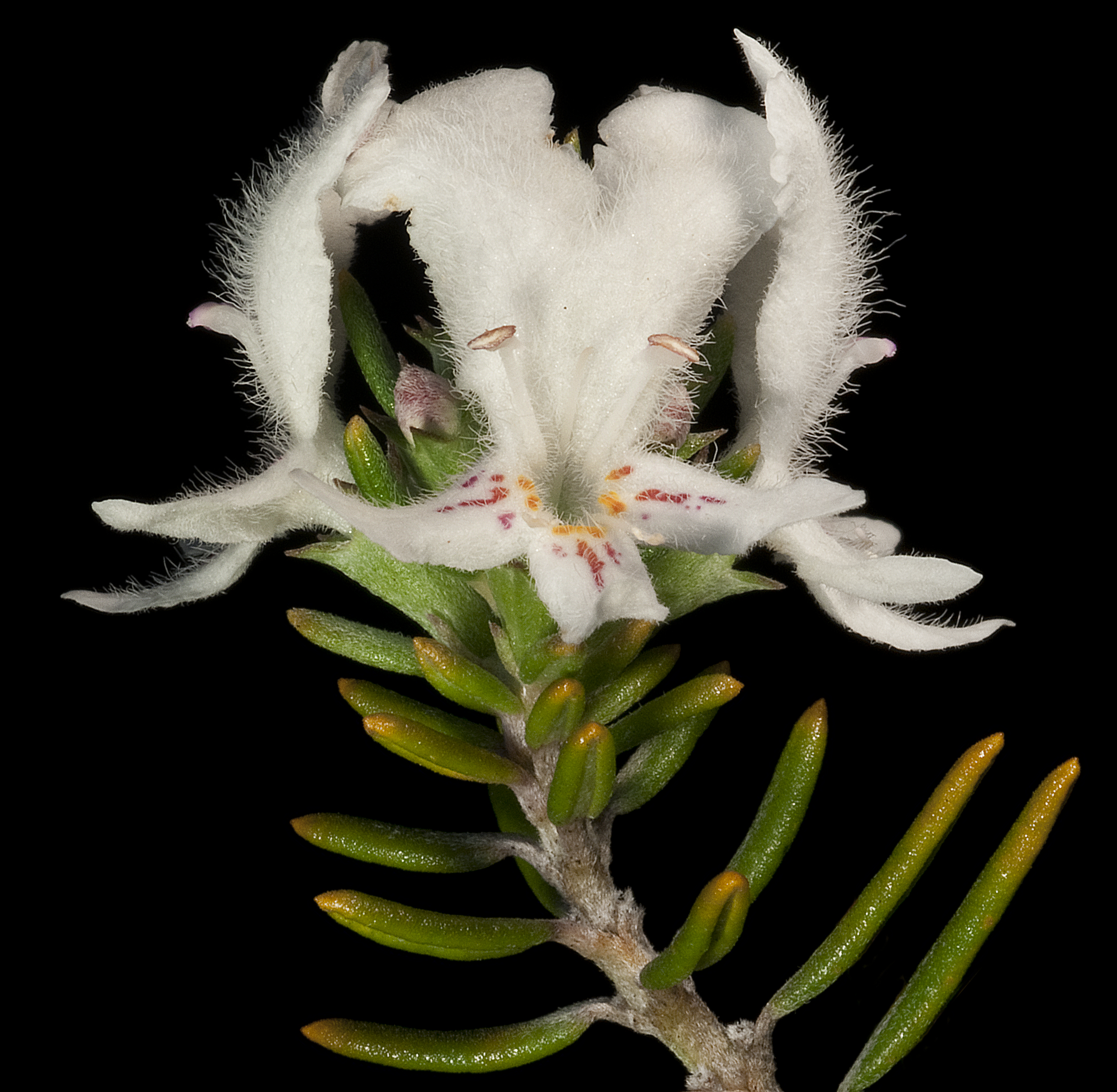
Westringia dampieri (Tribù Westringieae)
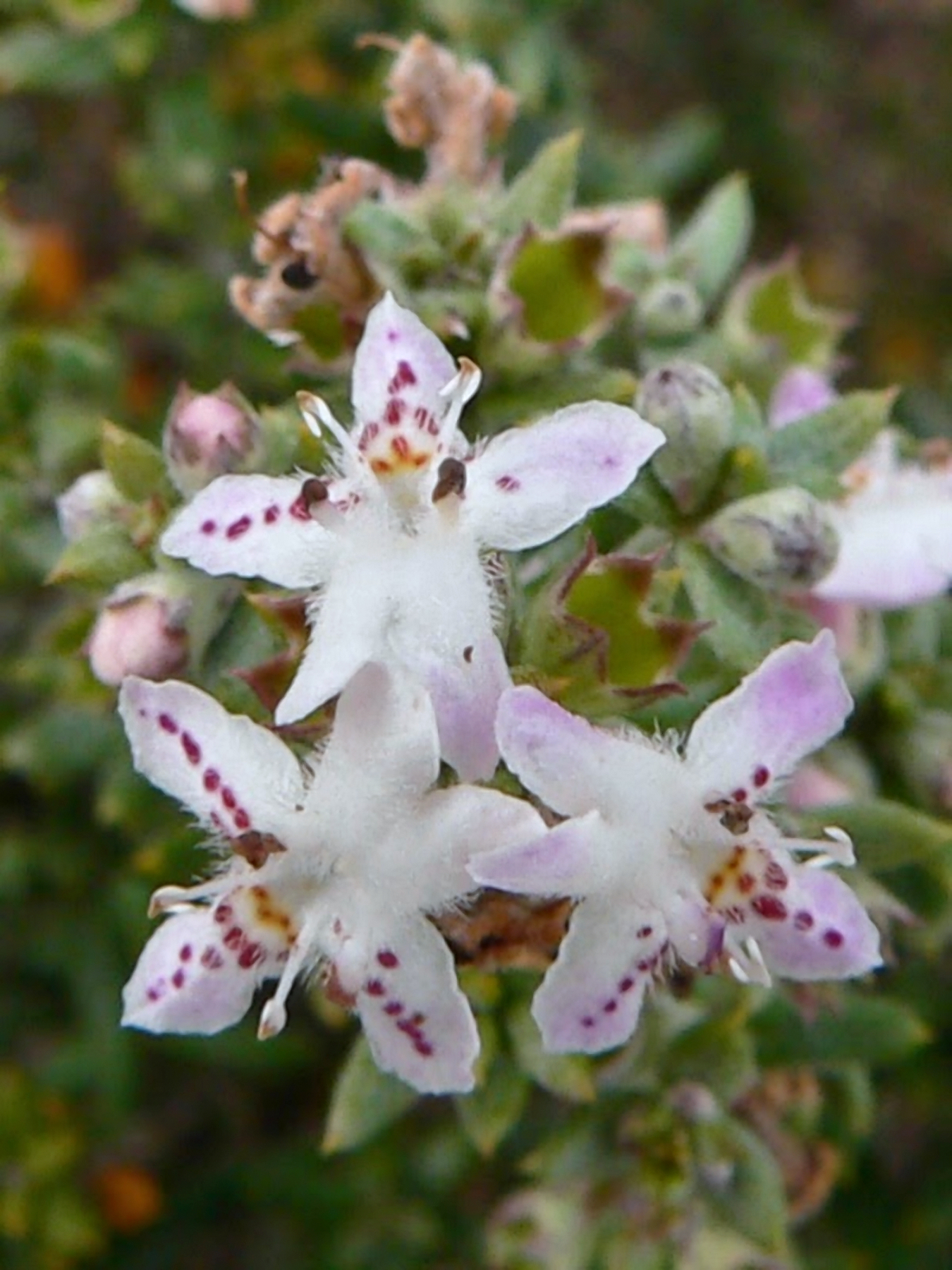
Westringia rigida (Tribù Westringieae)

La sottofamiglia Prostantheroideae Luerss., 1882 comprende 2 tribù, 16 generi e circa 280 specie.

Tribù Chloantheae

La tribù Chloantheae Benth. & Hook.f., 1876 comprende 10 generi e circa 140 specie:
- Brachysola (F. Muell.) Rye, 2000 (2 specie)
- Chloanthes R. Br., 1810 (4 specie)
- Cyanostegia Turcz., 1849 (5 specie)
- Dicrastylis J.L. Drumm. ex Harv., 1855 (26 specie)
- Hemiphora F. Muell., 1882 (una specie)
- Lachnostachys Hook., 1842 (6 specie)
- Mallophora Endl., 1838 (2 specie)
- Newcastelia F. Muell., 1856 (12 specie)
- Physopsis Turcz., 1849 (3 specie)
- Pityrodia R. Br., 1810 (circa 40 specie)

Tribù Westringieae

La tribù Westringieae Bartl., 1830 comprende 6 generi e circa 139 specie:
- Hemiandra R. Br., 1810 (7 specie)
- Hemigenia R. Br., 1810 (40 specie)
- Microcorys R. Br., 1810 (16 specie)
- Prostanthera Labill., 1806 (45 specie)
- Westringia Sm., 1797 (30 specie)
- Wrixonia F. Muell., 1876 (Una o due specie)

#### Sottofamiglia Scutellarioideae
La sottofamiglia Scutellarioideae Prantl, 1880comprende 5 generi e circa 380 specie:

- Holmskioldia  Retz., 1791 (Una specie)
- Renschia Vatke, 1881 (Una specie)
- Scutellaria L., 1753 (Circa 360 specie)
- Tinnea Kotschy & Peyr., 1967 (19 specie)
- Wenchengia C.Y. Wu & S. Chow, 1965 (Una specie)

#### Sottofamiglia Symphorematoideae
La sottofamiglia Symphorematoideae Briq. in Engl. & Prantl, 1895 comprende 3 generi e meno di 30 specie:

- Congea Roxb., 1820 (7 - 10 specie)
- Sphenodesme  Jack, 1820 (14 specie)
- Symphorema Roxb., 1805 (3 specie)

#### Sottofamiglia Viticoideae
La sottofamiglia Viticoideae Briq. in Engl. & Prantl, 1895 comprende 10 generi e circa 400 - 500 specie:

- Cornutia L., 1753 (12 specie)
- Gmelina L., 1753 (Circa 33 - 35 specie)
- Paravitex H.R. Fletcher, 1937 (Una specie)
- Petitia Jacq., 1760 (2 specie)
- Premna L., 1771 (50 - 200 specie)
- Pseudocarpidium Millsp., 1906 (8 specie)
- Teijsmanniodendron Koorders, 2904 (Circa 14 specie)
- Tsoongia Merrill, 1923 (Una specie)
- Vitex L., 1753 (Circa 250 specie)
- Viticipremna H.J. Lam., 1919 ( 5 specie)

#### Incertae sedis
I seguenti generi (incertae sedis) pur avendo delle affinità con la famiglia di questa voce non hanno ancora trovato una collocazione certa al suo interno:
- Acrymia Prain, 1908 (Una specie: Acrymia ajugiflora Prain) - Distribuzione: Malaysia
- Callicarpa L., 1753 (circa 140 specie) - Caratteristiche principali: foglie semplici (biancastre nella parte abassiale) con nervature pennate; le infiorescenze sono ascellari con piccoli fiori; la corolla ha 4 lobi; il frutto ha 4 nucule. - Distribuzione: aree in pieno sole temperate, subtropicali e tropicali dell'Asia, America e Australia
- Cymaria Benth., 1830 (2 - 3 specie) - Distribuzione: Malaysia e Asia sud-est.
- Garrettia H.R. Fletcher, 1937 (Una specie: Garrettia siamensis H.R. Fletcher) - Caratteristiche principali: il portamento della specie di questo genere è erbaceo perenne o arbustivo; le foglie sono trifogliate con margini seghettati; la corolla ha 5 lobi. - Distribuzione: aree forestali della Cina, Thailandia e Indonesia
- Hymenopyramis Wall. ex Griffith, 1842 (6 specie) - Caratteristiche principali: le foglie sono semplici; il calice e la corolla hanno 4 lobi; il frutto è uno schizocarpo che matura nel calice rigonfio. - Distribuzione: dall'India alla Cina
- Peronema Jack, 1822 (Una specie: Peronema canascens Jack) - Caratteristiche principali: le foglie sono composte-pennate; i piccioli sono alati. - Distribuzione: territori stagionali secchi in Indomalesia.
- Petraeovitex Olive, 1883 (8 specie) - Distribuzione: Indomalesia
- Tectona L.f., 1781 (4 specie) - Caratteristiche principali: e foglie sono semplici con nervature pennate; l'indumento è composto di peli stellati; il calice è rigonfio. - Distribuzione: territori stagionali secchi in India e Asia sud-est

### Generi presenti in Italia
Nella flora spontanea italiana della famiglia Lamiaceae sono presenti i seguenti generi:
| Sottofamiglia    | Tribù          | Sottotribù  | Genere                                     | Numero specie |
| ---------------- | -------------- | ----------- | ------------------------------------------ | ------------- |
| Ajugoideae       |                |             | Ajuga L., 1753 (Iva)                       | 7             |
| Ajugoideae       |                |             | Teucrium L., 1753 (Camedrio)               | 15            |
| Lamioideae       | Lamieae        |             | Lamium L., 1753 (Falsa ortica)             | 9             |
| Lamioideae       | Leonureae      |             | Chaiturus Ehrh. ex Willd., 1787 (Cardiaca) | 1             |
| Lamioideae       | Leonureae      |             | Leonurus L., 1753 (Cardiaca)               | 1             |
| Lamioideae       | Marrubieae     |             | Ballota L., 1753 (Cimiciotta)              | 4             |
| Lamioideae       | Marrubieae     |             | Marrubium L. 1763 (Marrubio)               | 4             |
| Lamioideae       | Marrubieae     |             | Moluccella L., 1753 (Melissa)              | 1             |
| Lamioideae       | Phlomideae     |             | Phlomis L., 1753 (Salvione)                | 4             |
| Lamioideae       | Stachydeae     |             | Melittis L. 1753 (Erba limona)             | 1             |
| Lamioideae       | Stachydeae     |             | Prasium L., 1753 (The siciliano)           | 1             |
| Lamioideae       | Stachydeae     |             | Sideritis L., 1763 (Stregonia)             | 5             |
| Lamioideae       | Stachydeae     |             | Stachys L., 1753 (Betonica)                | 23            |
| Lamioideae       | Incertae sedis |             | Galeopsis L., 1753 (Canapetta)             | 8             |
| Nepetoideae      | Mentheae       | Menthinae   | Clinopodium L., 1753 (Clinopodio)          | 11            |
| Nepetoideae      | Mentheae       | Menthinae   | Mentha L., 1753 (Mentha)                   | 9             |
| Nepetoideae      | Mentheae       | Menthinae   | Micromeria Benth., 1829 (Issopo)           | 11            |
| Nepetoideae      | Mentheae       | Menthinae   | Origanum L., 1753 (Origano)                | 3             |
| Nepetoideae      | Mentheae       | Menthinae   | Satureja L., 1753 (Santoreggia)            | 5             |
| Nepetoideae      | Mentheae       | Menthinae   | Thymbra L. 1753                            | 1             |
| Nepetoideae      | Mentheae       | Menthinae   | Thymus L., 1753 (Timo)                     | 15            |
| Nepetoideae      | Mentheae       | Menthinae   | Ziziphora L.,1753 (Zizifora)               | 1             |
| Nepetoideae      | Mentheae       | Nepetinae   | Dracocephalum L., 1753 (Melissa)           | 2             |
| Nepetoideae      | Mentheae       | Nepetinae   | Glechoma L., 1753 (Ellera terrestre)       | 3             |
| Nepetoideae      | Mentheae       | Nepetinae   | Hyssopus L., 1753 (Issopo)                 | 1             |
| Nepetoideae      | Mentheae       | Nepetinae   | Nepeta L., 1763 (Gattaia)                  | 7             |
| Nepetoideae      | Mentheae       | Salviinae   | Melissa L., 1753 (Melissa)                 | 1             |
| Nepetoideae      | Mentheae       | Salviinae   | Salvia L., 1753 (Salvia)                   | 20            |
| Nepetoideae      | Mentheae       | Salviinae   | Rosmarinus L., 1753 (Rosmarino)            | 3             |
| Nepetoideae      | Mentheae       | Lycopinae   | Lycopus L., 1753 (Erba sega)               | 2             |
| Nepetoideae      | Mentheae       | Prunellinae | Prunella L., 1753 (Brunella)               | 4             |
| Nepetoideae      | Mentheae       | Prunellinae | Horminum L., 1753 (Ormino)                 | 1             |
| Nepetoideae      | Ocimeae        | Ociminae    | Ocimum L., 1753 (Basilico)                 | 1             |
| Nepetoideae      | Lavanduleae    |             | Lavandula L., 1753 (Lavanda)               | 5             |
| Scutellarioideae |                |             | Scutellaria L., 1753 (Scutellaria)         | 8             |
| Viticoideae      |                |             | Vitex L., 1753 (Agnocasto)                 | 1             |

In totale nella flora spontanea italiana della famiglia Lamiaceae sono presenti quasi 200 specie, delle quali 122 appartengono alla flora delle Alpi.

### Chiave per le sottofamiglie
Per meglio comprendere ed individuare le 7 sottofamiglie, l'elenco seguente utilizza in parte il sistema delle chiavi analitiche (vengono cioè indicate solamente quelle caratteristiche utili a distingue un gruppo dall'altro).
- Gruppo 1A: lo stilo è terminale o subterminale, se (raramente) è di tipo ginobasico, allora il calice è bilabiato (zigomorfo) con i lobi interi e arrotondati;

- Gruppo 2A: il portamento delle piante è lianoso; le infiorescenze sono delle cime capitate con 3 - 7 fiori sottesi da un involucro di brattee; l'ovario è imperfettamente biloculare, libero verso l'apice, con gli ovuli penduli (attaccati per la parte superiore) e ortotropi;

- Symphorematoideae.

- Gruppo 2B: il portamento delle piante è arboreo, arbustivo o erbaceo (raramente è lianoso); le infiorescenze sono varie; l'ovario è 2-4-loculare, libero verso l'apice, con gli ovuli sono eretti di tipo da anatropo a emianatropo;

- Gruppo 3A: il calice normalmente è bilabiato (zigomorfo) con lobi interi, oppure è più o meno pentalobato (attinomorfo) con lobi arrotondati; la corolla è sempre zigomorfa bilabiata; le antere sono fessurate e spesso cilgliate; i frutti sono degli schizocarpi con 4 mericarpi e con pericarpo tubercolato o piumoso;

- Scutellarioideae.

- Gruppo 3B: il calice e la corolla sono da attinomorfi a bilabiati (zigomorfi); le antere sono fessurate ma non cigliate; i frutti sono degli schizocarpi oppure sono indeiscenti e delle drupe, se sono divisi in 4 mericarpi, allora il pericarpo è da liscio a verrucoso o reticolato;

- Gruppo 4A: l'ovario è lobato oppure no, se non è lobato, allora l'indumento è formato da peli stellati o ramificati, oppure sono presenti delle scaglie; i semi sono di tipo albuminoso; tutte le specie sono endemiche dell'Australia;

- Prostantheroideae.

- Gruppo 4B: l'ovario è lobato oppure no; l'indumento è formato da peli semplici; i semi non sono albuminosi;

- Ajugoideae : la corolla varia da più o meno attinomorfa a un labbro (raramente è bilabiata); il polline spesso si presenta spinoso, spinuloso o verrucato; le columelle spesso sono ramificate.
- Viticoideae : la corolla spesso è bilabiata; il polline non si presenta spinoso; le columelle non sono ramificate.

- Gruppo 1B: lo stilo è di tipo ginobasico;

- Nepetoideae: il polline normalmente è 6-colpato con 3 celle; le piante sono spesso fortemente aromatiche (sostanze volatili, terpenoidi, acido rosmarinico); l'embrione non è spatulato.
- Lamioideae: il polline normalmente è 3-colpato con 2 celle; le piante raramente sono aromatiche (sono presenti iridoidi e glicosidi fenolici); l'embrione è spatulato.

## Usi
- Piante usate in cucina: per la presenza di ghiandole ricche di oli essenziali, vengono utilizzate come piante aromatiche il rosmarino (Rosmarinus officinalis L.), la salvia (Salvia officinalis L.), il basilico (Ocimum basilicum L.), la santoreggia (Satureja hortensis L.), il timo (Thymus vulgaris L.), l'origano (Origanum vulgare L.), la maggiorana (Origanum majorana L.), la nepetella(Clinopodium nepeta  (L.) Savi).
- Piante usate in liquoreria e nell'industria di trasformazione: menta (Mentha L.) e il polio (Teucrium polium L.).
- Piante usate in profumeria: l'issopo (Hyssopus officinalis L.), la sclarea o sclareggia (Salvia sclarea L.), la lavanda o "spigo" (Lavandula angustifolia Mill.).
- Piante usate in farmacia: la lavanda, la menta, la melissa o cedronella (Melissa officinalis L.), la santoreggia, la maggiorana, il rosmarino, la salvia, il timo, l'issopo, la Leonurus cardiaca o erba del cuore (Leonurus sibiricus L.).
- Piante usate in falegnameria: il genere Tectona (teak).[6]
- Piante usate nel giardinaggio: generi Agastache, Ajuga, Clinopodium, Callicarpa, Caryopteris, Clerodendrum ,  Glechoma, Homlskioldia, Hosta, Hyssopus, Lamiastrum, Lamium, Lavandula, Leonotis, Melissa, Mentha, Monarda, Nepeta, Ocimum, Origanum, Perilla, Perovskia, Phlomis, Physostegia, Plectranthus, Prunella, Rosmarinus, Salvia, Satureja, Scutellaria, Stachys , Teucrium, Thymus[6]; specie Coleus scutellarioides (coleus), Salvia splendens (salvia splendente).

## Alcune specie

### Sottofamiglia Ajugoideae

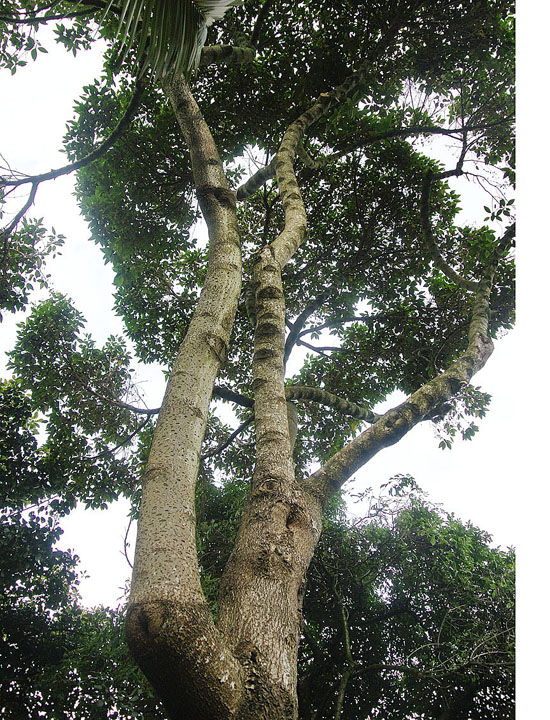
Aegiphila ferruginea
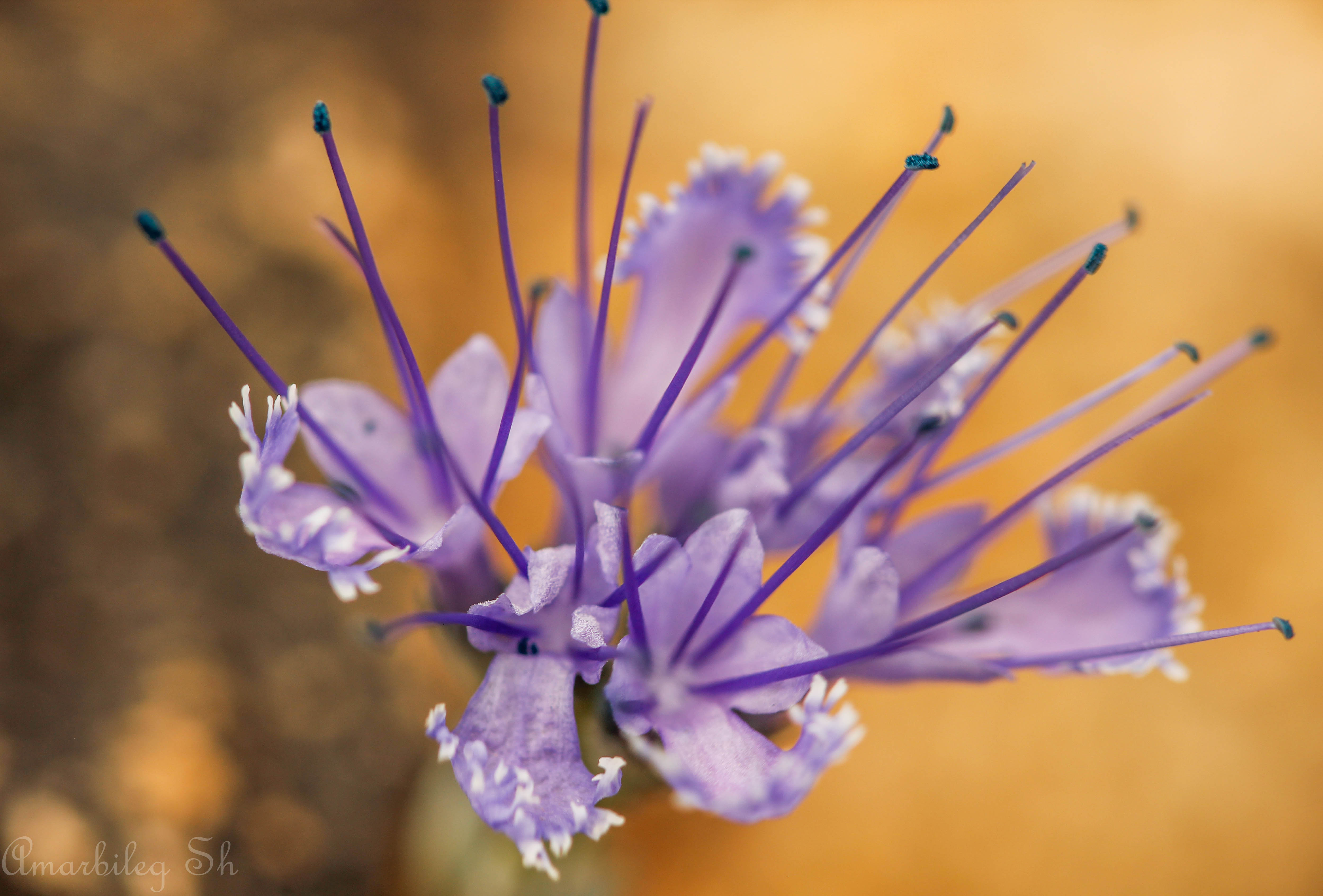
Caryopteris mongolica
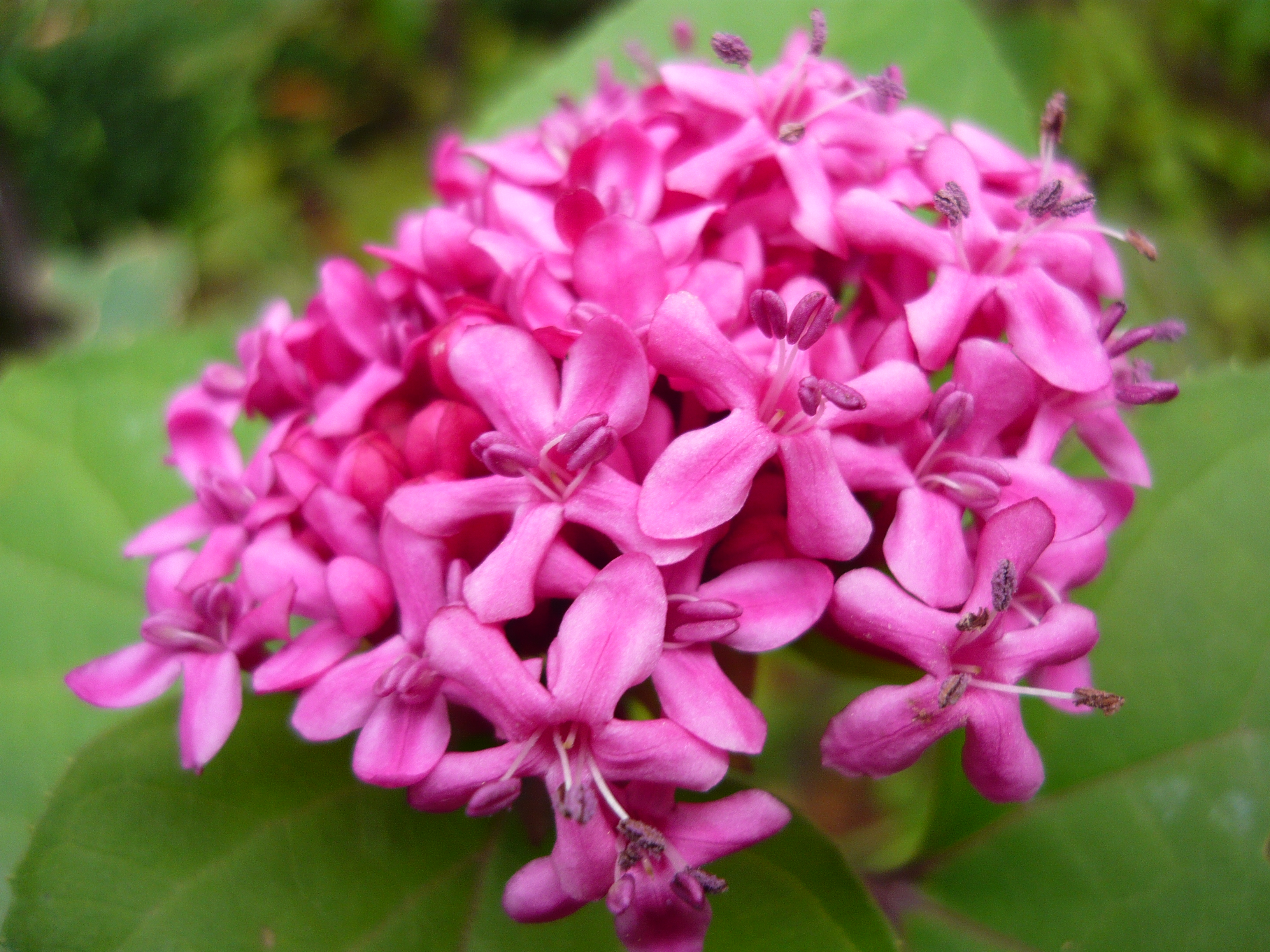
Clerodendrum bungei
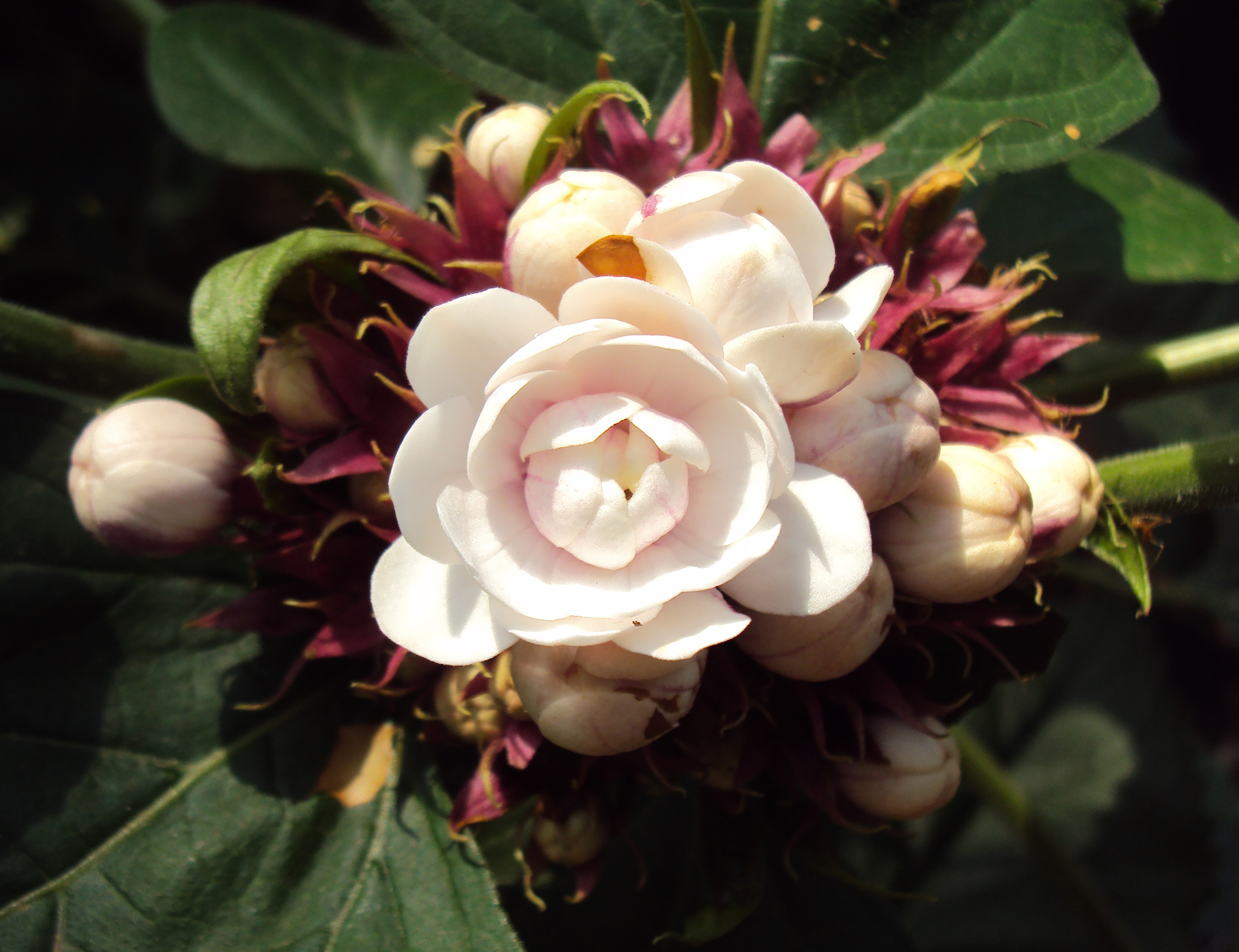
Clerodendrum chinense
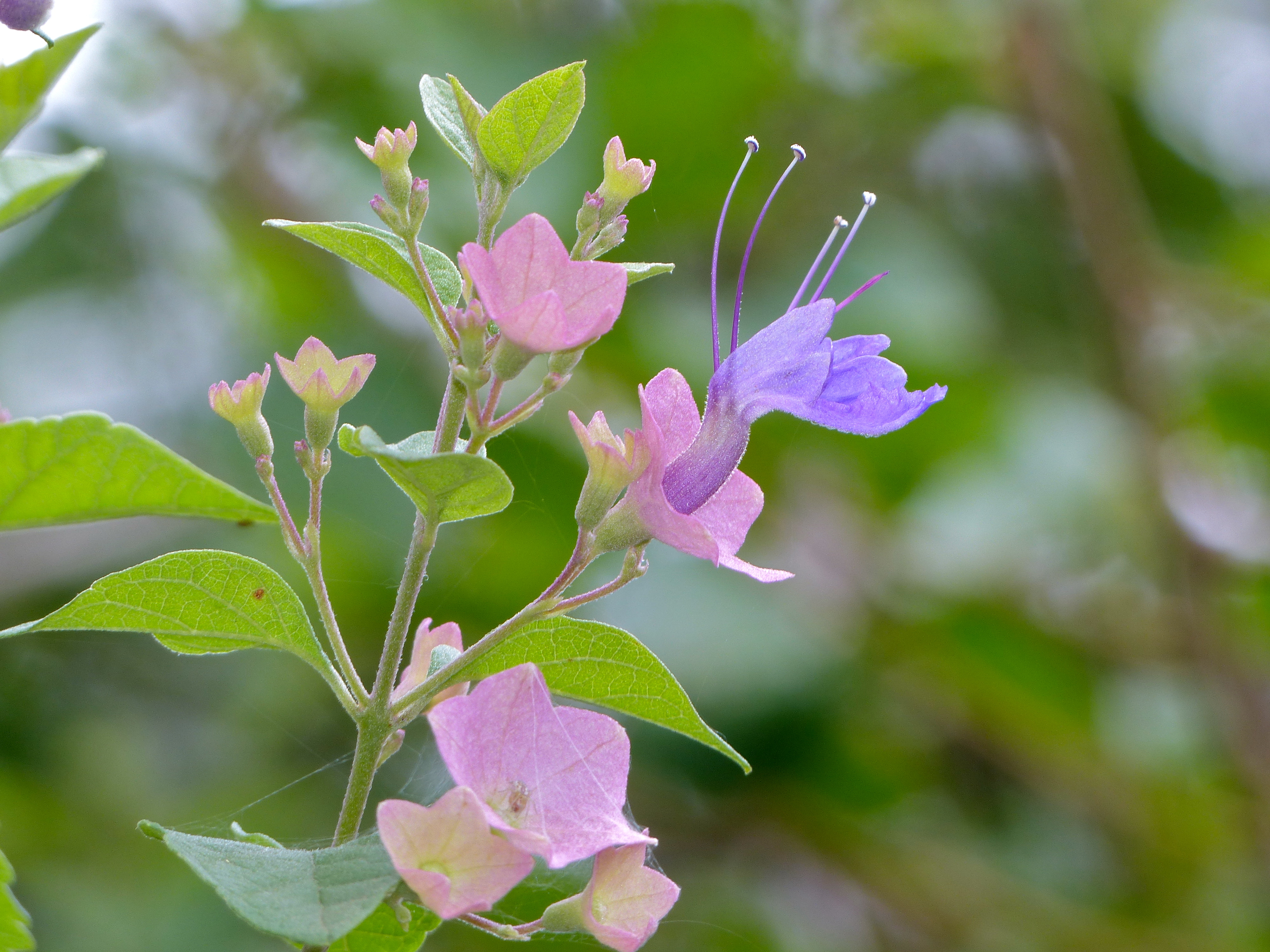
Karomia speciosa
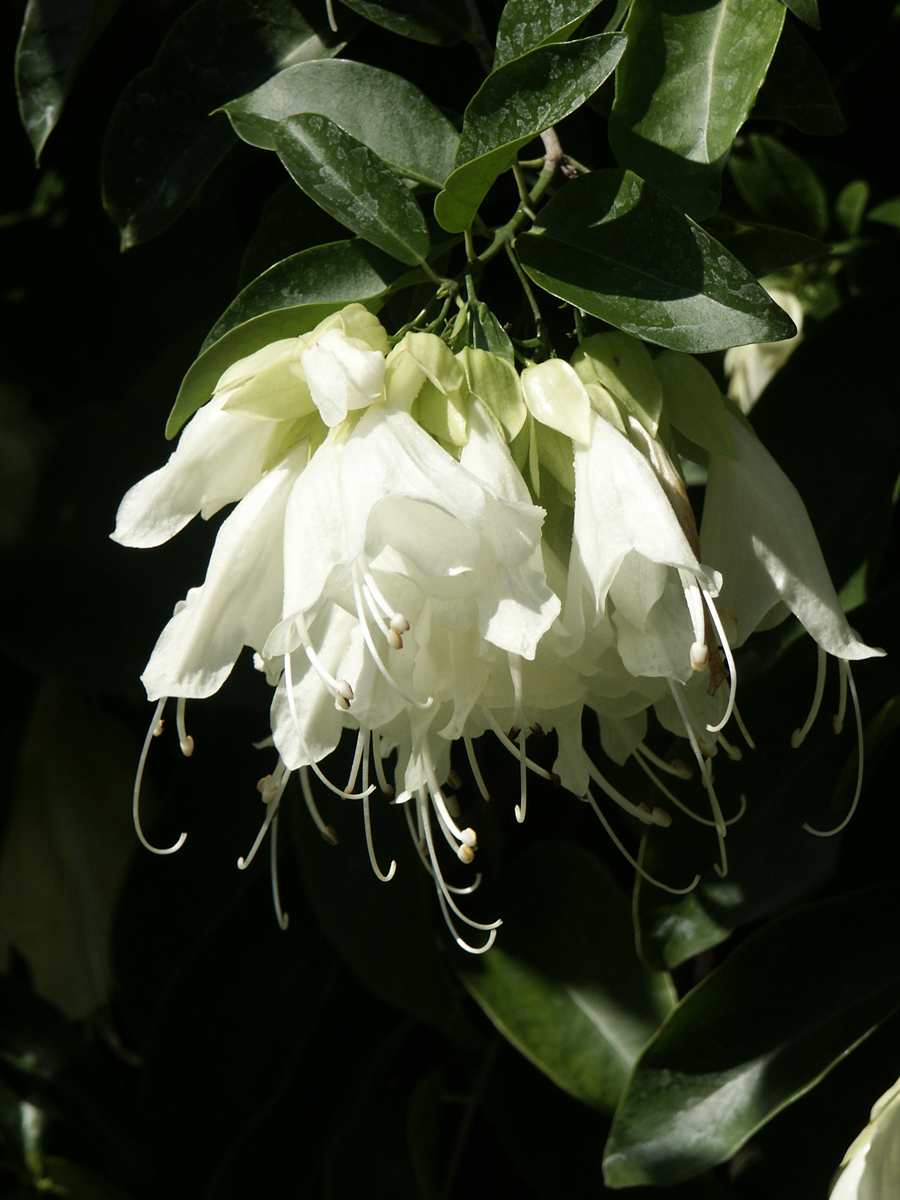
Oxera puchella
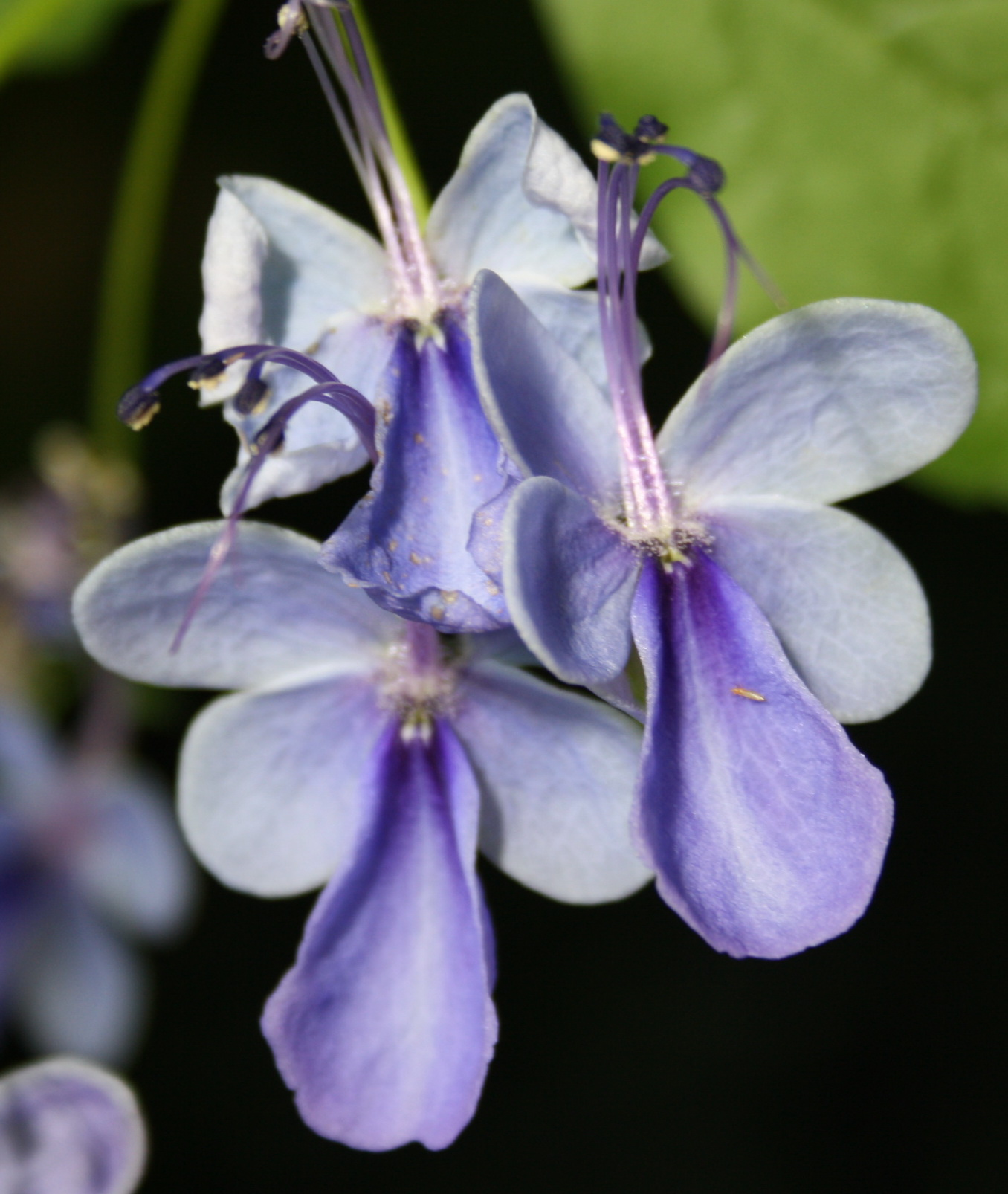
Rotheca myricoides
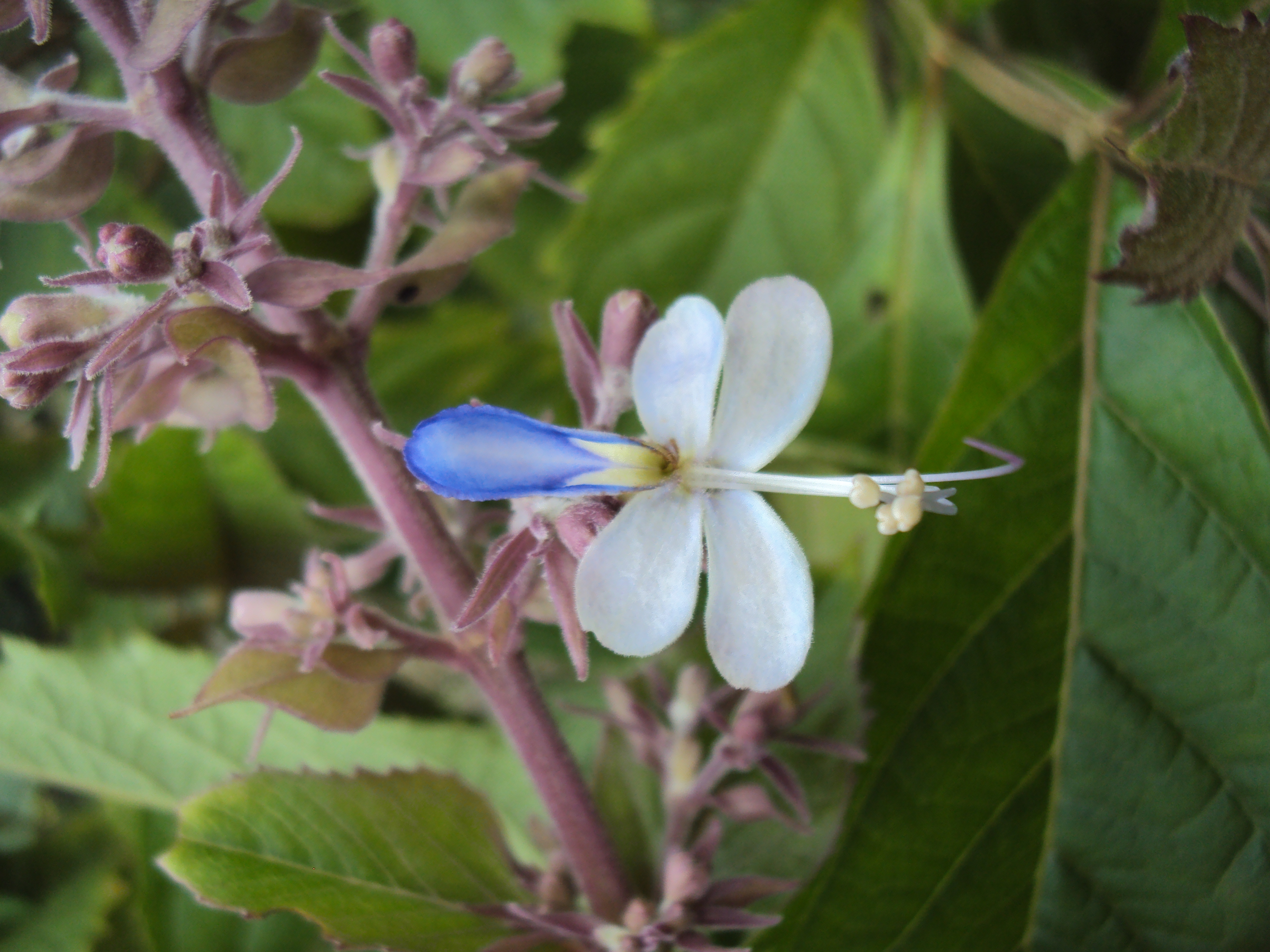
Rotheca serrata
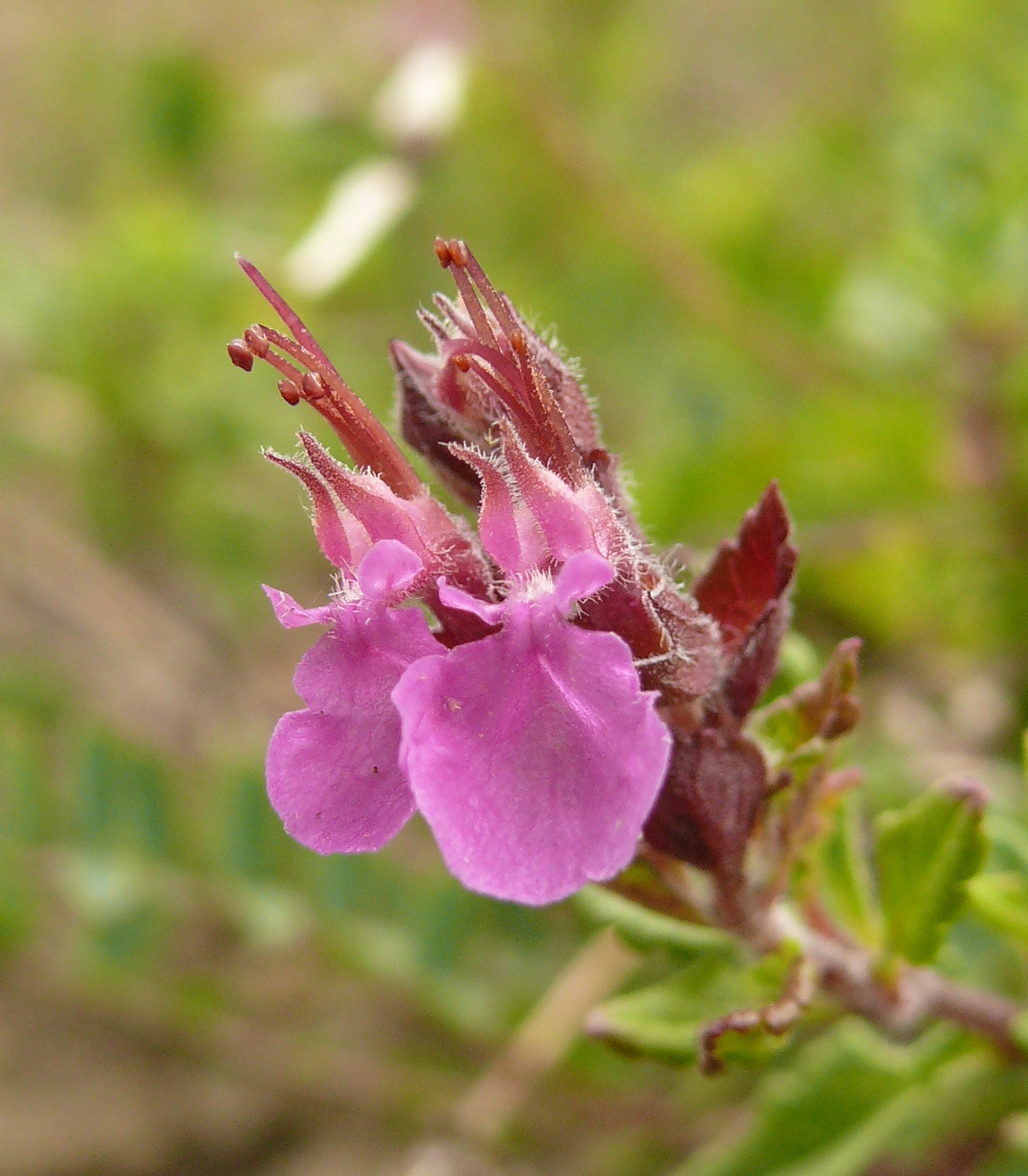
Teucrium chamaedrys
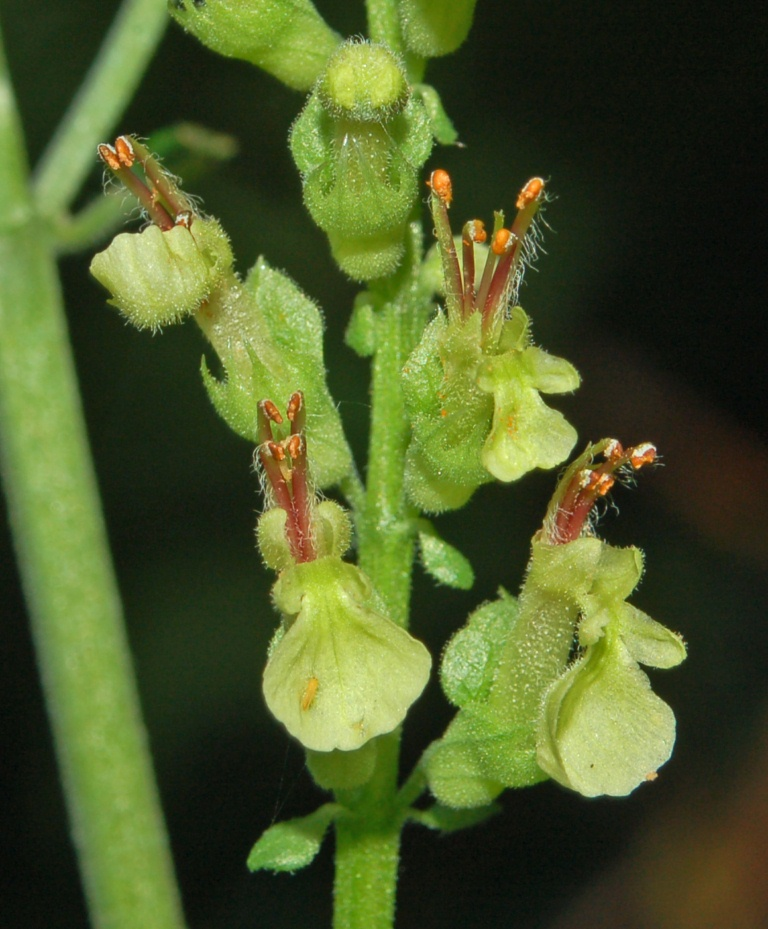
Teucrium scorodonia
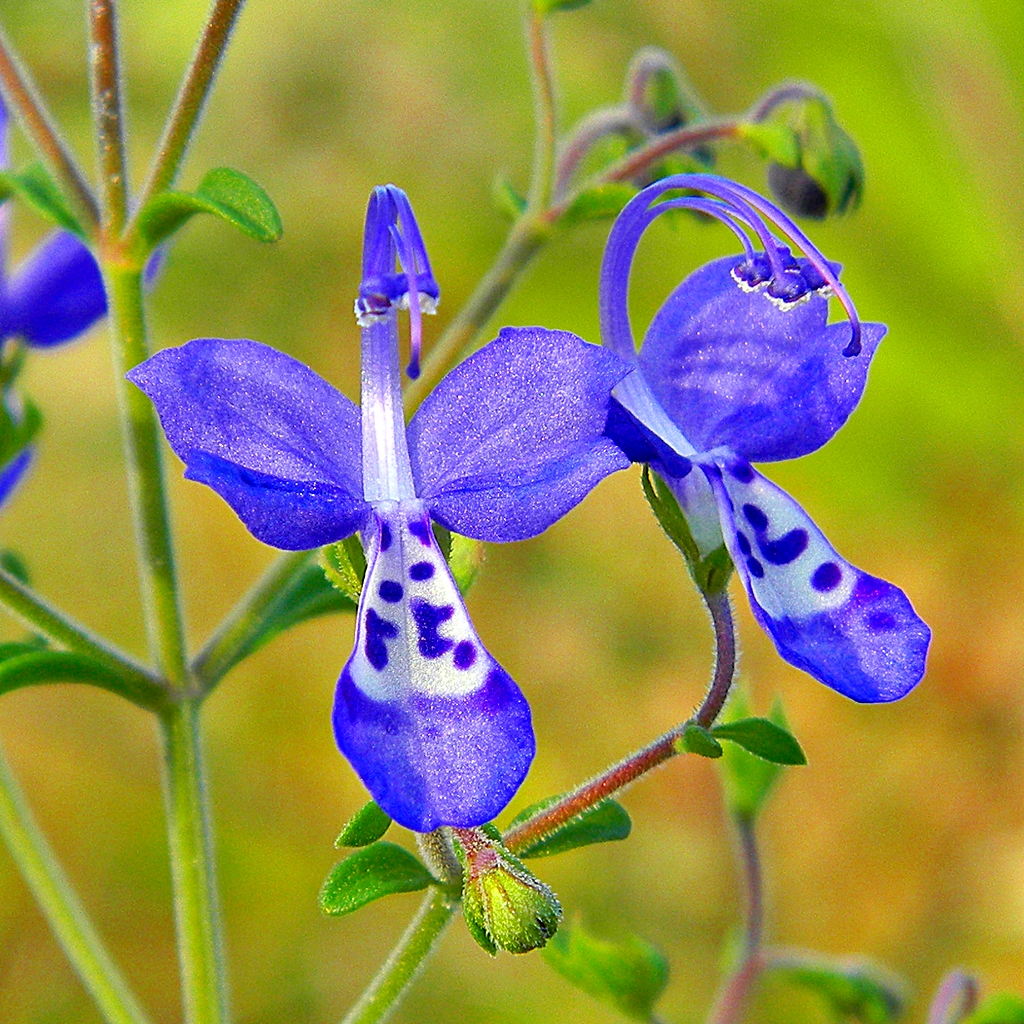
Trichostema dichotomum

### Sottofamiglia Lamioideae
- Chelonopsis moschata
(Tribù Gomphostemmateae)
- Lamium album
(Tribù Lamieae)
- Lamium amplexicaule
(Tribù Lamieae)
- Lamium maculatum
(Tribù Lamieae)
- Leonitis leonurus
(Tribù Leucadeae)
- Leucas longifolia
(Tribù Leucadeae)
- Leonotis ocymifolia
(Tribù Leucadeae)
- Leonurus cardiaca
(Tribù Leonureae)
- Leonurus marrubiastrum
(Tribù Leonureae)
- Ballota pseudodictamnus
(Tribù Marrubieae)
- Marrubium alysson
(Tribù Marrubieae)
- Phlomis cretica
(Tribù Phlomideae)
- Phlomis herba-venti
(Tribù Phlomideae)
- Phlomis lanata
(Tribù Phlomideae)
- Colebrookea oppositifolia
(Tribù Pogostemoneae)
- Comanthosphace formosana
(Tribù Pogostemoneae)
- Phyllostegia parviflora
(Tribù Stachydeae)
- Stachys alopecuros
(Tribù Stachydeae)
- Stachys macrantha
(Tribù Stachydeae)
- Stachys ocymastrum
(Tribù Stachydeae)
- Stachys palustris
(Tribù Stachydeae)
- Synandra hispidula
(Tribù Synandreae)
- Physostegia virginiana
(Tribù Synandreae)
- Macbridea alba
(Tribù Synandreae)

### Sottofamiglia Nepetoideae
- Elsholtzia splendens
(Tribù Elsholtzieae)
- Perilla frutescens
(Tribù Elsholtzieae)
- Lavandula latifolia
(Tribù Lavanduleae)
- Clinopodium alpinum
(Tribù Mentheae/Sottotribù Menthinae)
- Conradina grandiflora
(Tribù Mentheae/Sottotribù Menthinae)
- Dicerandra christmanii
(Tribù Mentheae/Sottotribù Menthinae)
- Mentha aquatica
(Tribù Mentheae/Sottotribù Menthinae)
- Monarda fistulosa
(Tribù Mentheae/Sottotribù Menthinae)
- Prunella grandiflora
(Tribù Mentheae/Sottotribù Menthinae)
- Thymus serpyllum
(Tribù Mentheae/Sottotribù Menthinae)
- Cedronella canariensis
(Tribù Mentheae/Sottotribù Nepetinae)
- Glechoma hederacea
(Tribù Mentheae/Sottotribù Nepetinae)
- Salvia involucrata
(Tribù Mentheae/Sottotribù Salviinae)
- Salvia verticillata
(Tribù Mentheae/Sottotribù Salviinae)
- Lycopus europaeus
(Tribù Mentheae/Sottotribù Lycopinae)
- Prunella grandiflora
(Tribù Mentheae/Sottotribù Prunellinae)
- Orthosiphon Aristatus
(Tribù Ocimeae/Sottotribù Ociminae)
- Syncolostemon obermeyerae
(Tribù Ocimeae/Sottotribù Ociminae)
- Isodon longitubus
(Tribù Ocimeae/Sottotribù Hanceolinae)
- Eriope macrostachya
(Tribù Ocimeae/Sottotribù Hyptidinae)
- Hyptis suaveolens
(Tribù Ocimeae/Sottotribù Hyptidinae)
- Plectranthus caninus
(Tribù Ocimeae/Sottotribù Plectranthinae)
- Plectranthus hilliardiae
(Tribù Ocimeae/Sottotribù Plectranthinae)
- Plectranthus lanuginosus
(Tribù Ocimeae/Sottotribù Plectranthinae)
- Plectranthus oertendahlii
(Tribù Ocimeae/Sottotribù Plectranthinae)
- Plectranthus rotundifolius
(Tribù Ocimeae/Sottotribù Plectranthinae)
- Plectranthus scutellarioides
(Tribù Ocimeae/Sottotribù Plectranthinae)

### Sottofamiglia Prostantheroideae
- Cyanostegia angustifolia
(Tribù Chloantheae)
- Dasymalla terminalis
(Tribù Chloantheae)
- Dicrastylis exsuccosa
(Tribù Chloantheae)
- Dicrastylis rugosifolia
(Tribù Chloantheae)
- Lachnostachys verbasciflolia
(Tribù Chloantheae)
- Physopsis spicata
(Tribù Chloantheae)
- Quoya oldfieldii
(Tribù Chloantheae)
- Hemiandra pungens
(Tribù Westringieae)
- Prostanthera ammophila
(Tribù Westringieae)
- Prostanthera aspalathoides
(Tribù Westringieae)
- Prostanthera behriana
(Tribù Westringieae)
- Prostanthera cuneata
(Tribù Westringieae)
- Prostanthera lasianthos
(Tribù Westringieae)
- Westringia dampieri 
(Tribù Westringieae)
- Westringia rigida
(Tribù Westringieae)

### Sottofamiglia Scutellarioideae

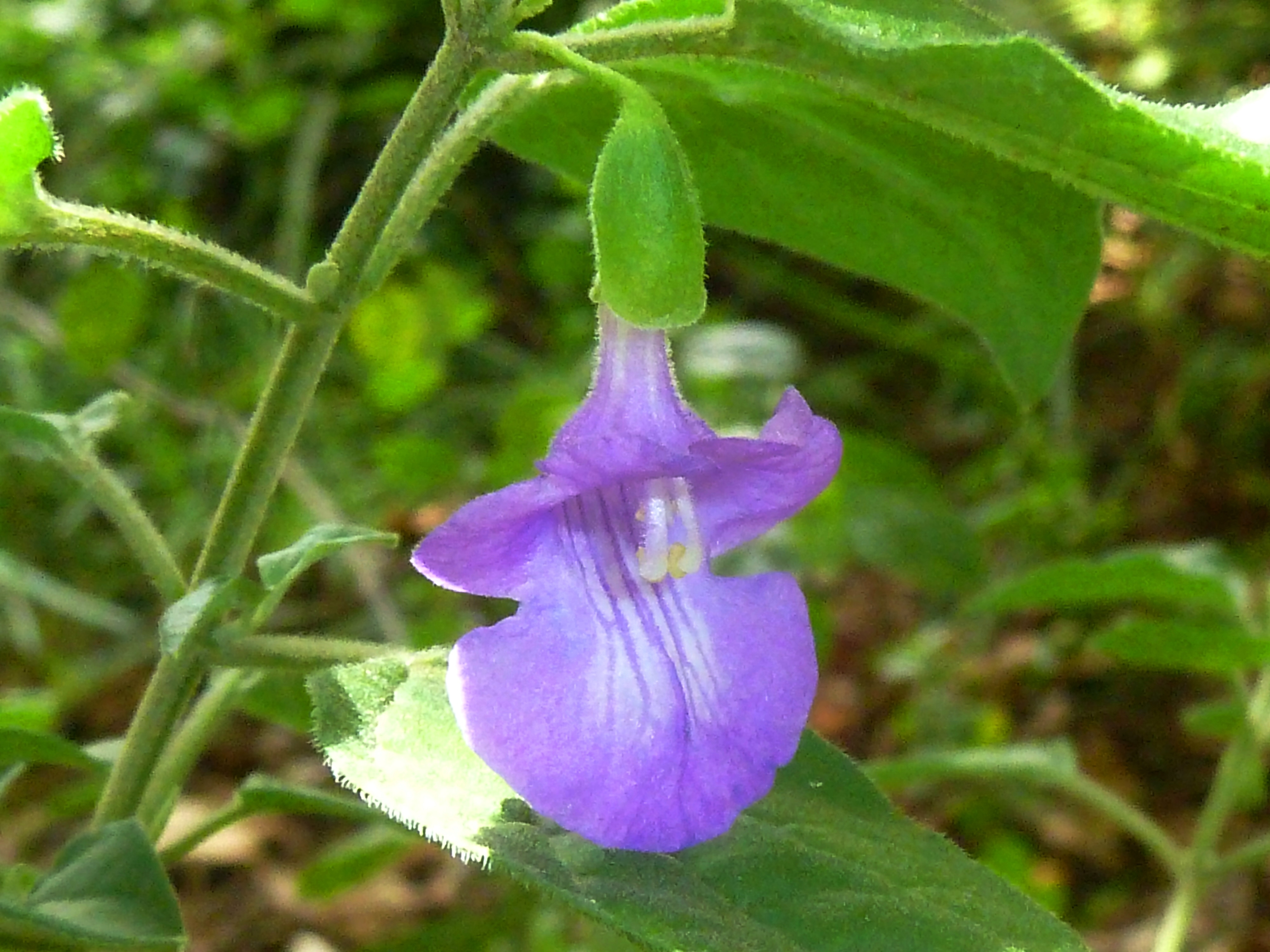
Tinnea barbata
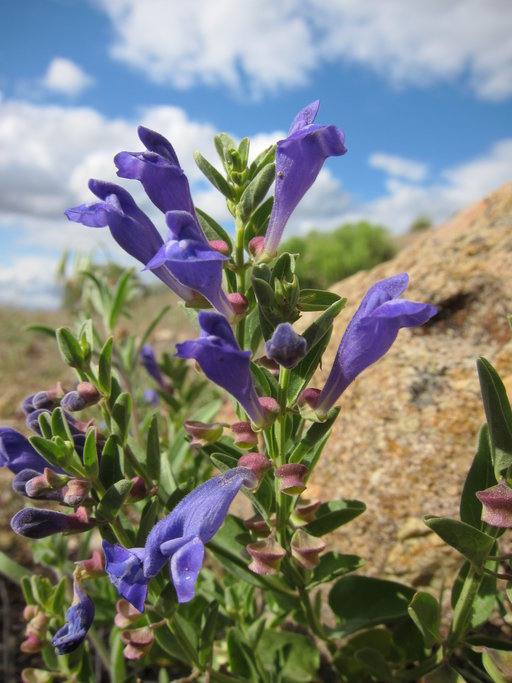
Scutellaria antirrhinoides
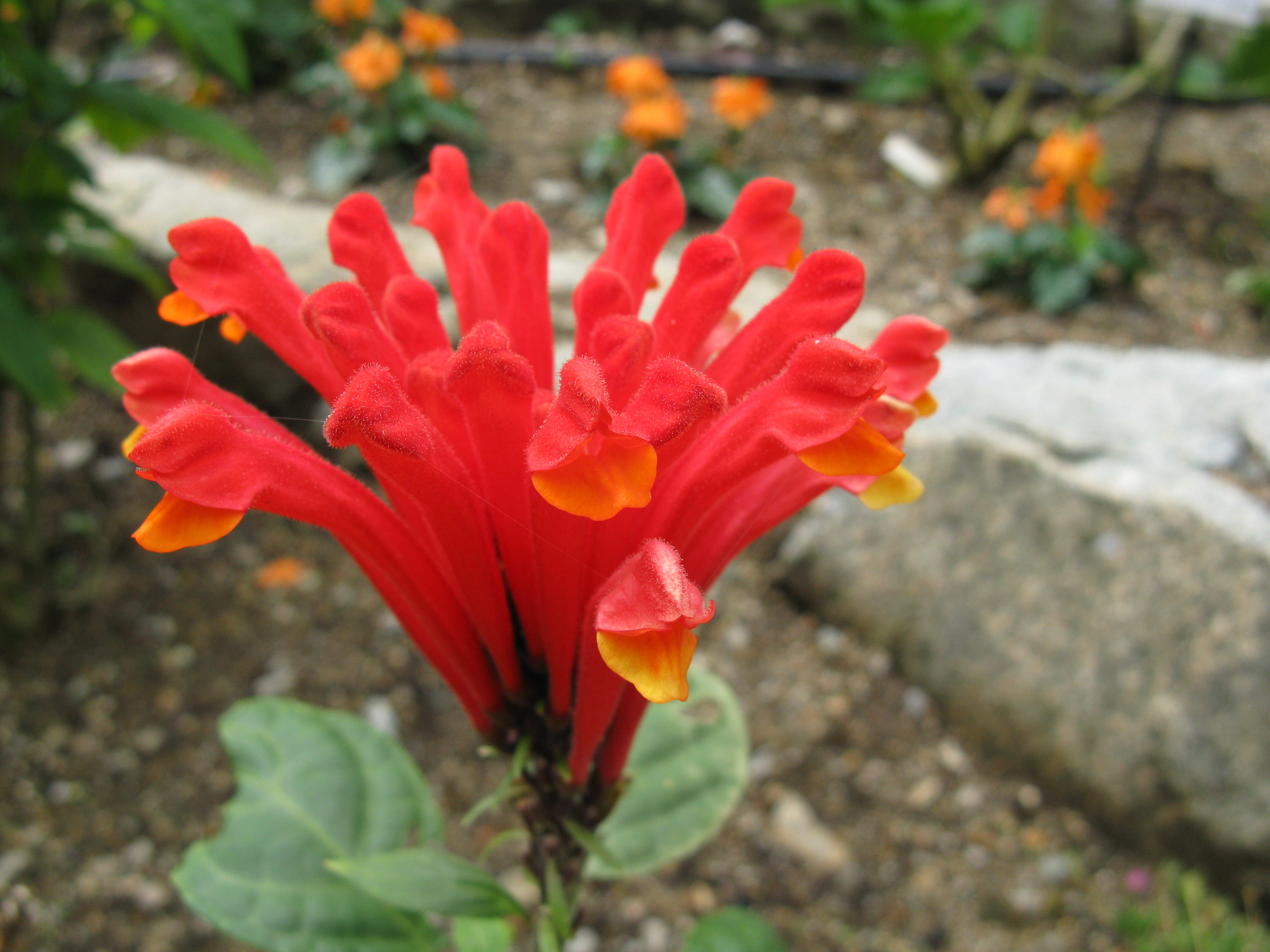
Scutellaria costaricana
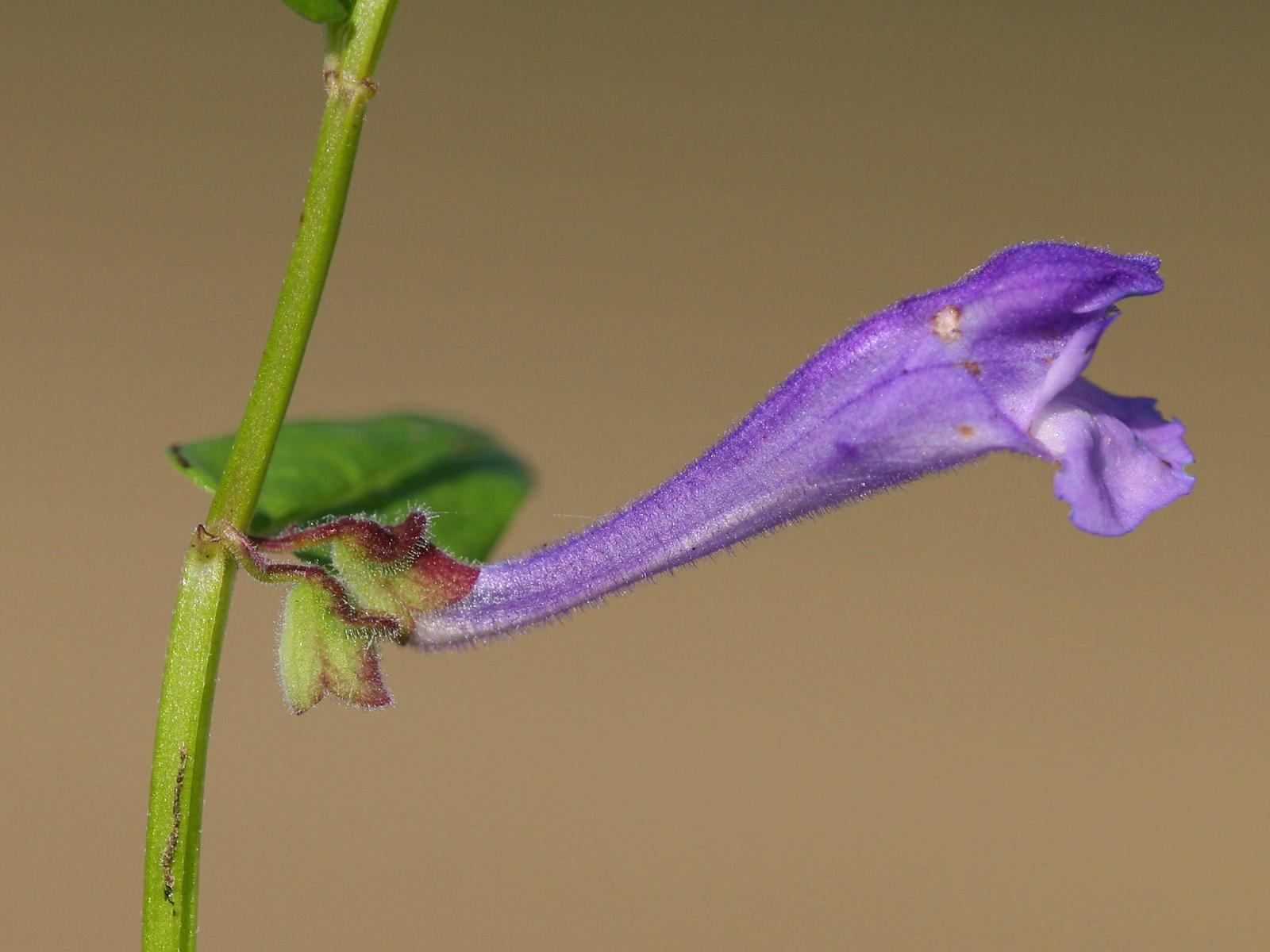
Scutellaria hastifolia
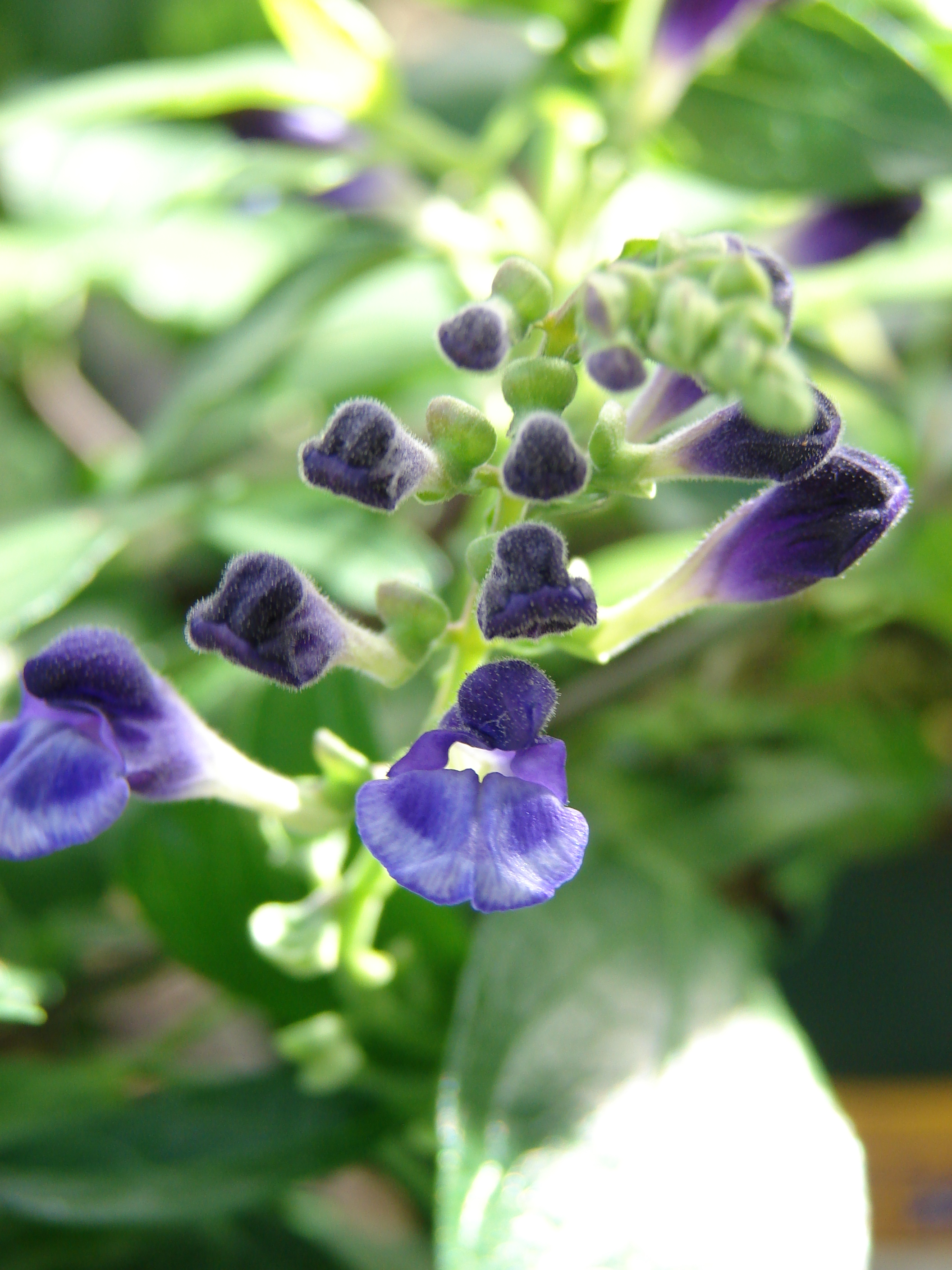
Scutellaria javanica
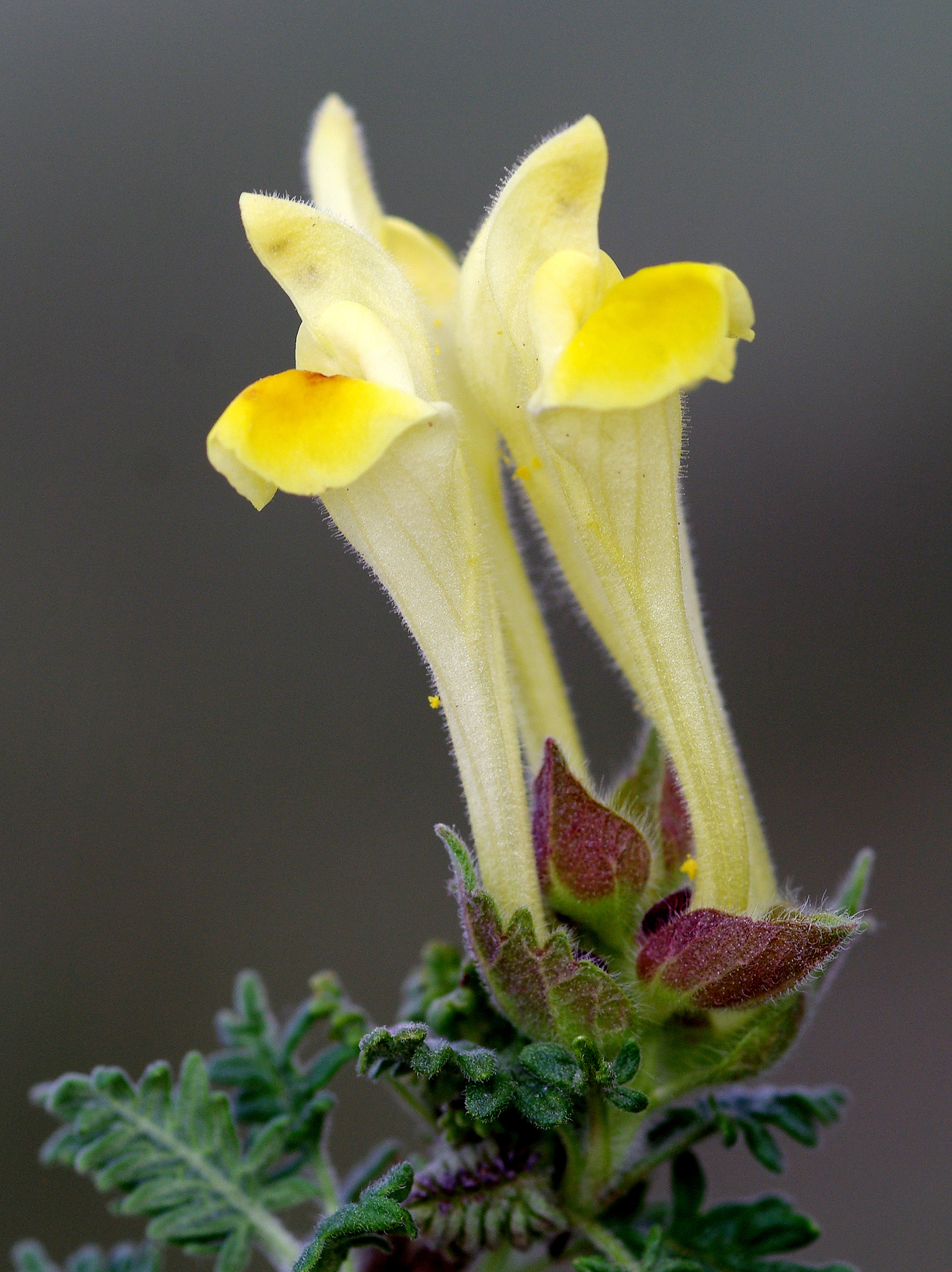
Scutellaria orientalis

### Sottofamiglia Symphorematoideae

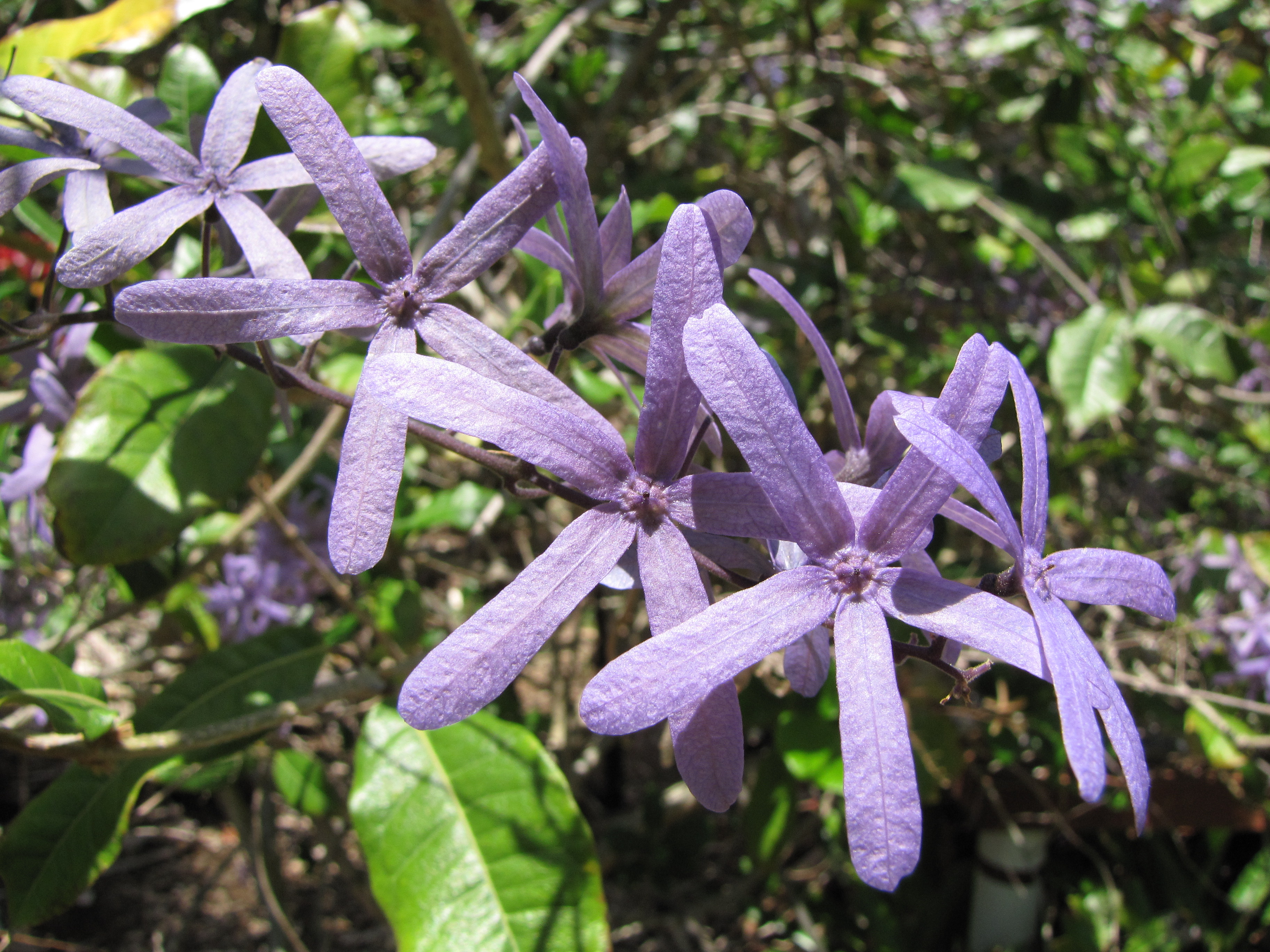
Congea tomentosa
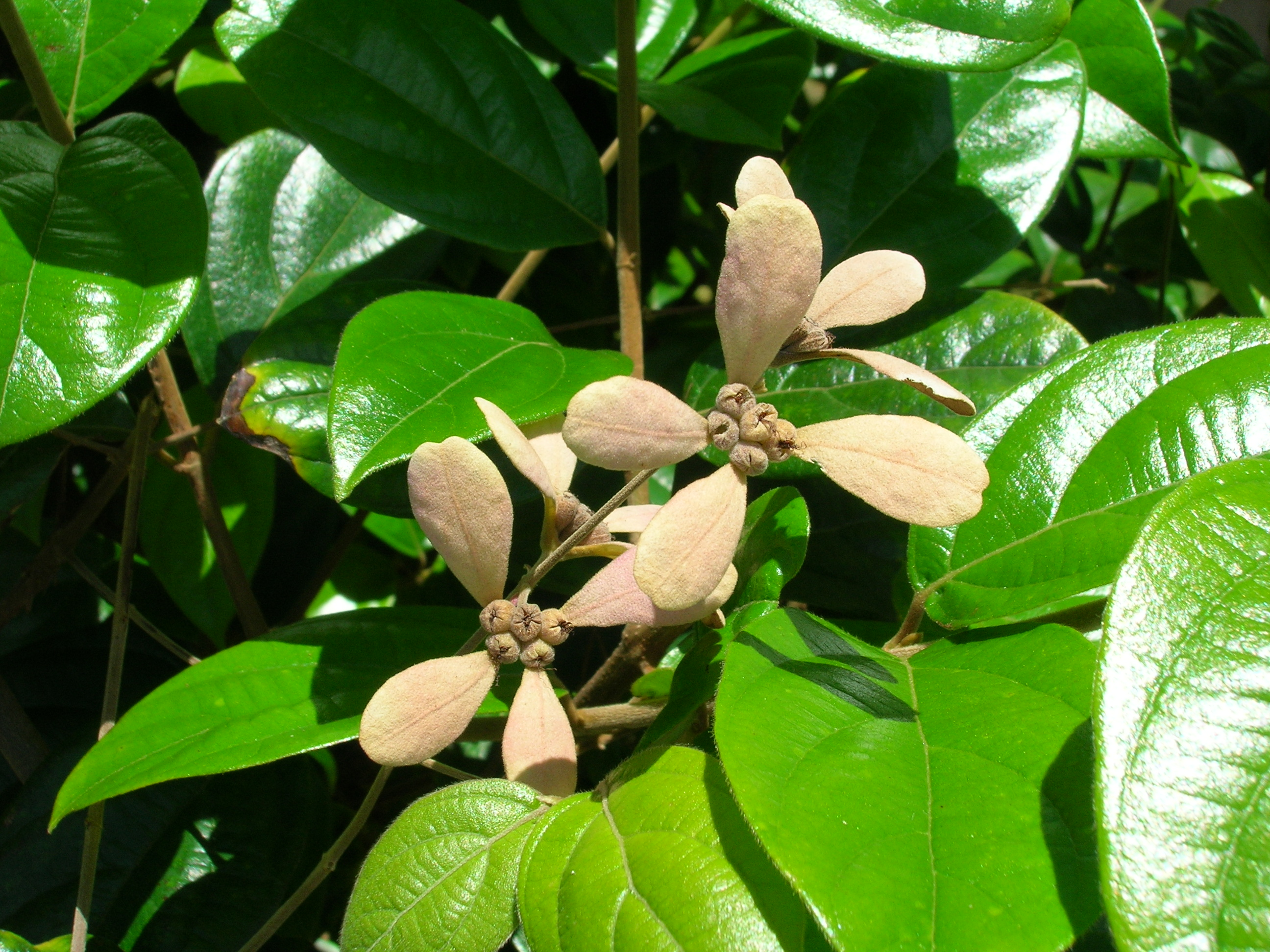
Congea griffithiana

### Sottofamiglia Viticoideae

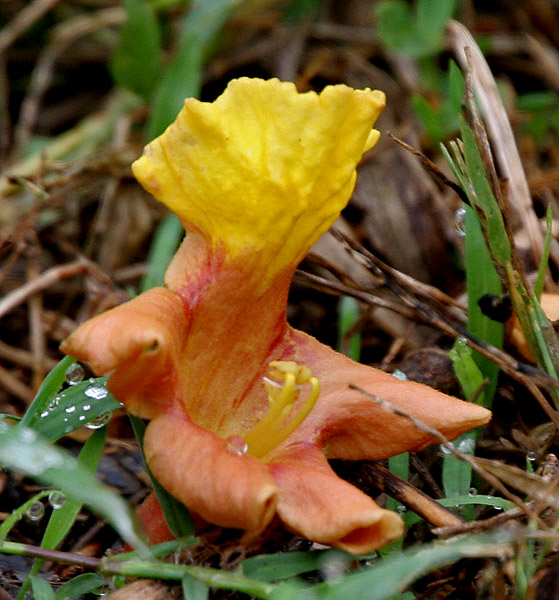
Gmelina arborea
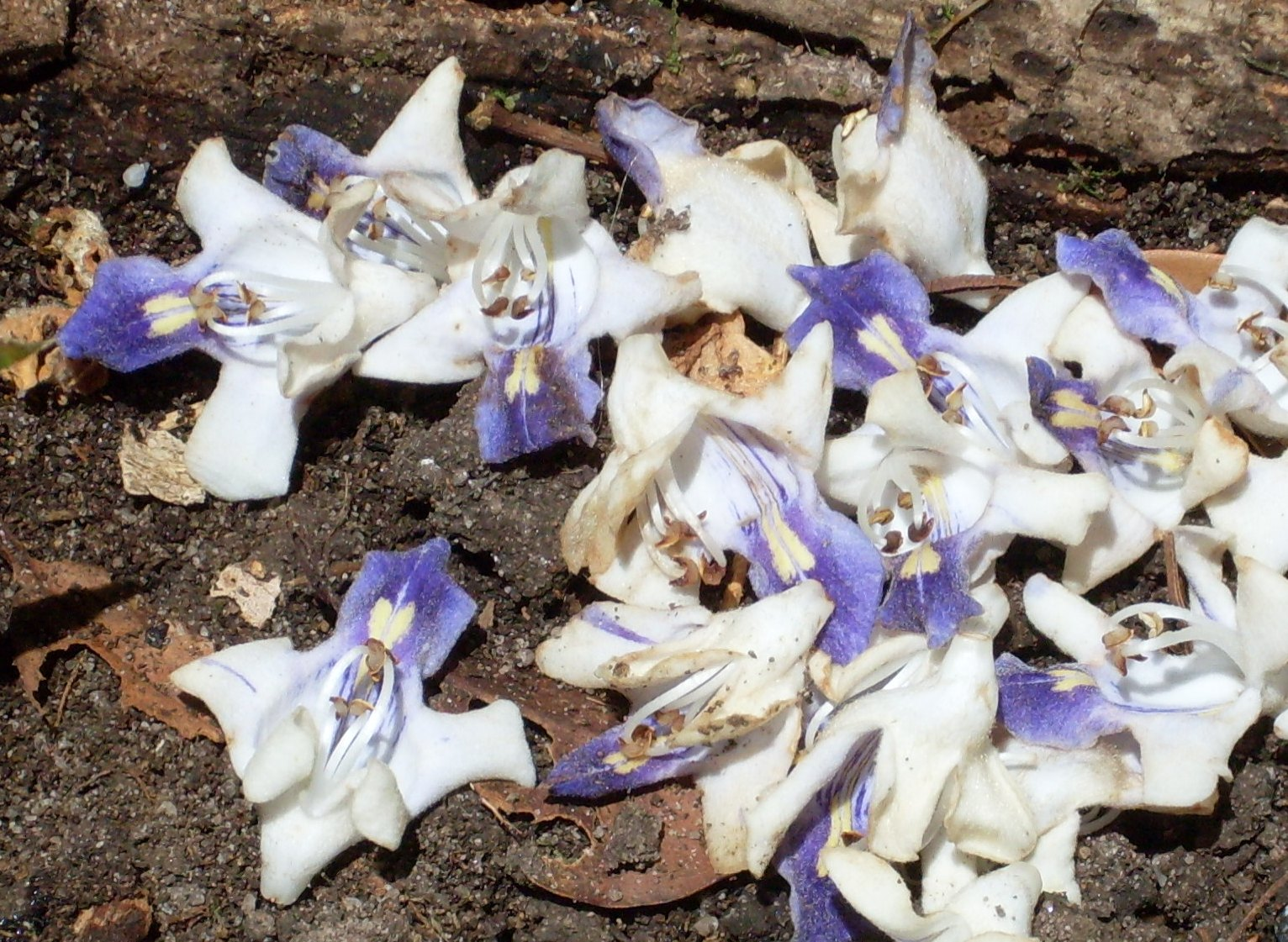
Gmelina leichhardtii
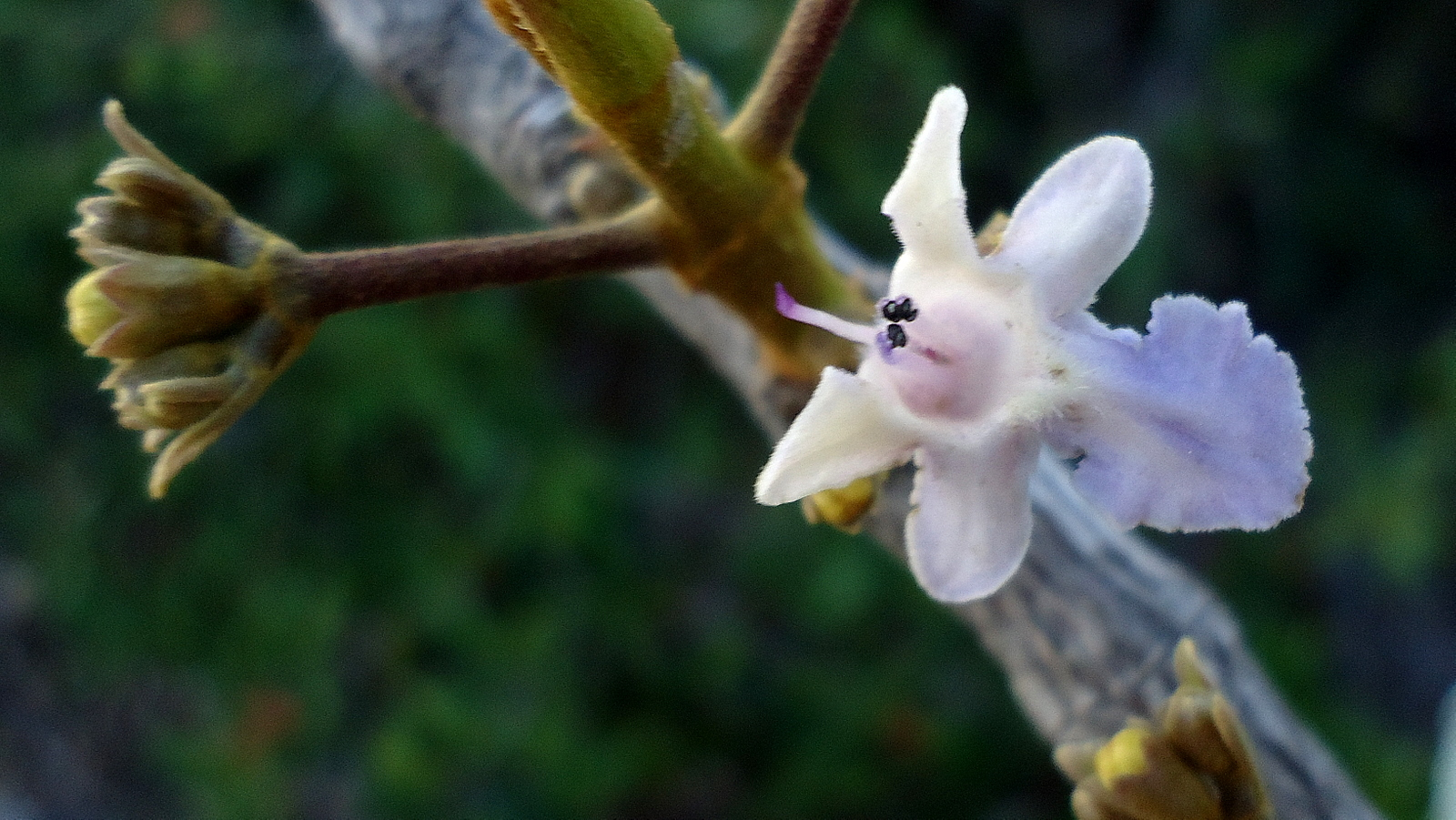
Vitex cymosa
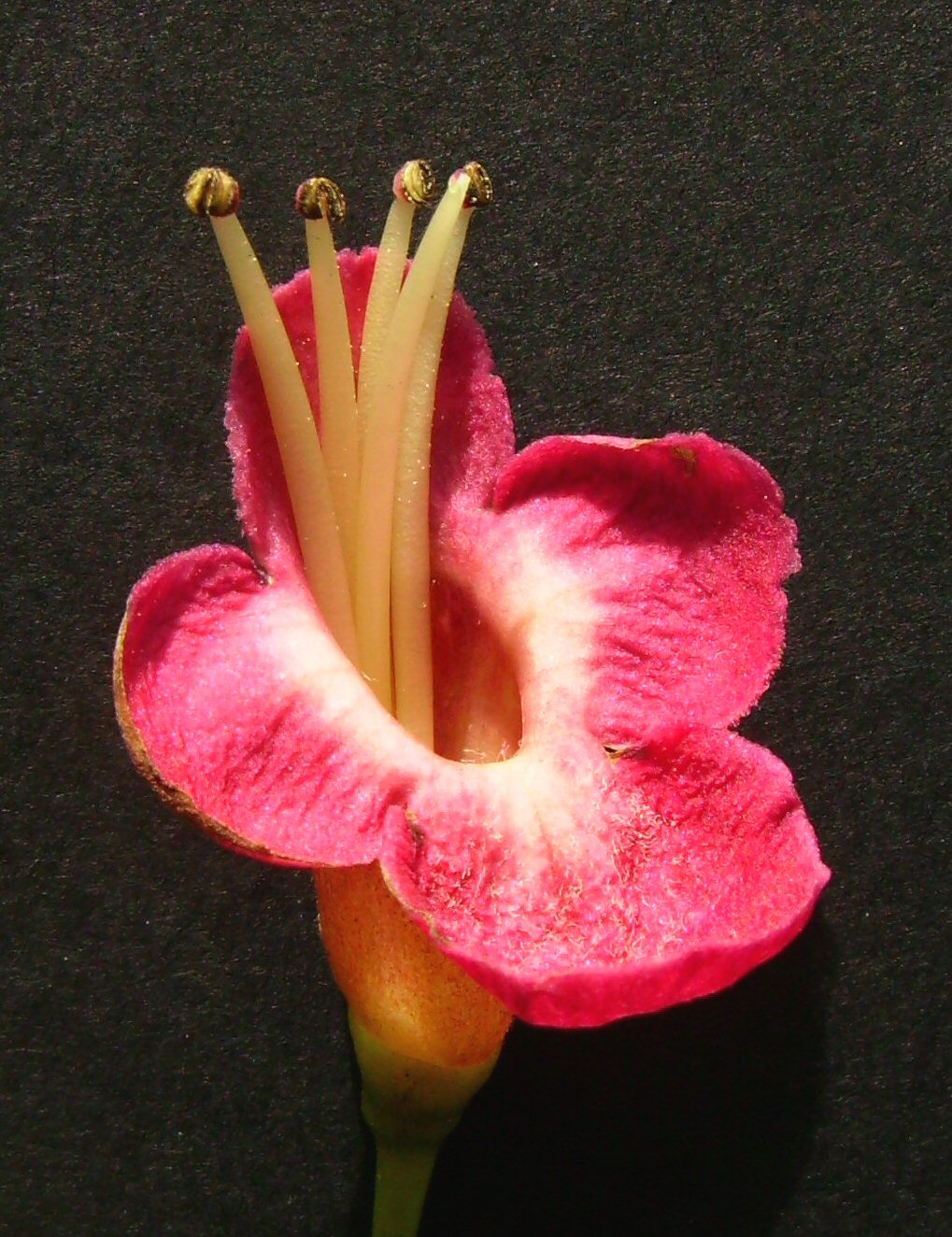
Vitex lucens
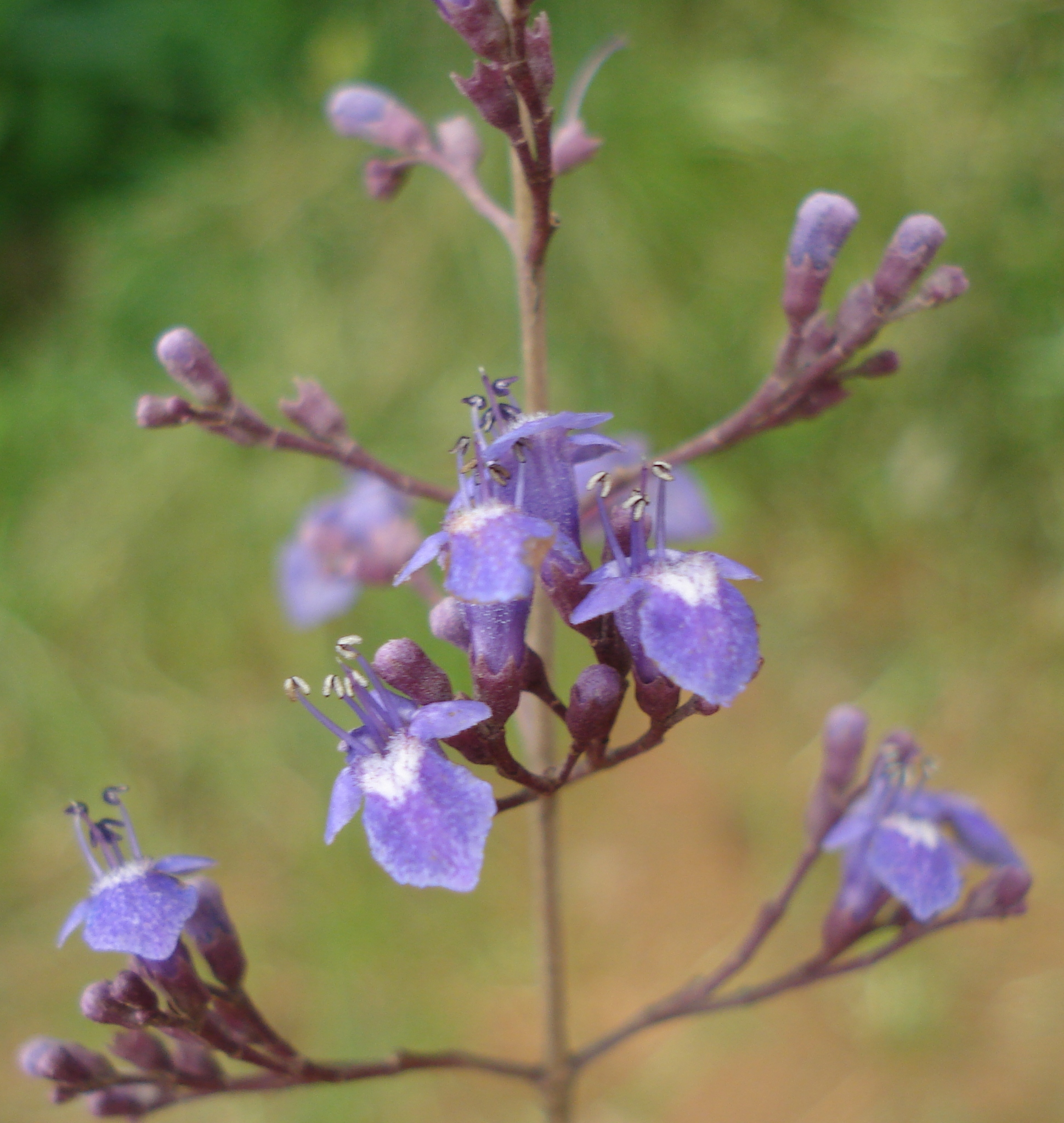
Vitex negundo